# Amici di Maria De Filippi (ventunesima edizione, fase iniziale)
La ventunesima edizione del talent show musicale Amici di Maria De Filippi è andata in onda nella sua fase iniziale dal 19 settembre 2021 al 6 marzo 2022. Da sabato 19 marzo con la prima puntata in prima serata è iniziata la fase serale di questa edizione.
Il programma, condotto da Maria De Filippi, ha avuto inizio con la formazione della classe su Canale 5 con lo speciale della domenica pomeriggio in onda dalle 14:00 alle 16:30 (ad eccezione della quarta puntata, che è andata in onda lunedì 11 ottobre 2021 dalle 14:45 alle 16:35, in sostituzione di Uomini e donne, a causa della finale del terzo e del quarto posto della Nations League Italia-Belgio).
La striscia quotidiana è andata in onda su Canale 5 in fascia pomeridiana dal lunedì al venerdì dalle ore 16:10 alle 16:40, per la seconda volta senza la presenza dei supporters, sostituiti dalla voce fuori campo di Maria De Filippi.
La classe è composta da 17 allievi, poi aumentati a 18 (9 cantanti e 9 ballerini), non suddivisi in squadre, motivo per cui possiedono un'unica divisa celeste (durante la fase iniziale) e dorata (durante la corsa al serale e nella fase serale) e vivono insieme in una sola casa.

## Regolamento

### Ottenimento del banco
Per l'ingresso nella scuola di Amici, gli aspiranti al banco hanno la possibilità di ottenere la felpa attraverso diverse modalità: 
- Il giorno della formazione della classe, dopo una serie di casting svolti e passati precedentemente, i candidati si presentano davanti alla commissione (o di ballo o di canto) e dopo un'esibizione di presentazione vengono sottoposti al giudizio dei professori, che possono assegnare il banco o meno. In caso di preferenza condivisa da parte dei professori rispetto ai candidati, saranno proprio questi ultimi a decidere in quale team entrare.
- Dopo la chiamata da parte della produzione, i candidati che non hanno ottenuto un posto nella classe possono provare ad accedervi tramite una sfida (richiesta da uno dei professori o dalla produzione tramite provvedimento disciplinare su un componente della scuola) con uno/a degli allievi della classe.
- A seguito della richiesta di un/a professore/ssa di poter dare un banco diretto al/la candidato/a, a prescindere dai banchi a disposizione, solo dopo appoggio favorevole della produzione e votazione favorevole (in maggioranza) dal resto della commissione (il corpo docente) si potrà procedere all'aggiunta del suddetto.

### Mantenimento del banco ed eliminazione

#### Riconferma con i professori di riferimento (puntate 2-4)
A partire dalla seconda puntata (fino alla quarta), gli allievi sono chiamati a riconfermare la felpa, mantenendo così il banco, di fronte al/la proprio/a professore/ssa di riferimento, che, per l'appunto, può riconfermare la sua permanenza come può sospenderlo, eliminarlo o sostituirlo.

#### Gara settimanale (Puntate 5-23)
A partire dalla quinta puntata gli allievi sono chiamati a riconfermare la propria felpa dopo aver sostenuto la gara di puntata, giudicata da personaggi dello spettacolo (cantanti, ballerini, conduttori televisivi, 
etc.); per quanto riguarda l'ultimo classificato, questo viene chiamato a sostenere una sfida o un esame di fronte al proprio professore/ssa che può riconfermare la sua permanenza come può sospenderlo, eliminarlo o sostituirlo.
Giudici delle gare
| Puntata | Canto             | Canto             | Canto             | Ballo                  | Ballo                  | Ballo                  | Ballo                  | Ballo                  | Ballo                  |
| ------- | ----------------- | ----------------- | ----------------- | ---------------------- | ---------------------- | ---------------------- | ---------------------- | ---------------------- | ---------------------- |
| 5ª      | Ermal Meta        | Ermal Meta        | Ermal Meta        | Emanuel Lo             | Emanuel Lo             | Emanuel Lo             | Emanuel Lo             | Emanuel Lo             | Emanuel Lo             |
| 6ª      | Giorgia           | Giorgia           | Giorgia           | Anbeta Toromani        | Anbeta Toromani        | Anbeta Toromani        | Anbeta Toromani        | Anbeta Toromani        | Anbeta Toromani        |
| 7ª      | Nek               | Nek               | Nek               | Non presenti           | Non presenti           | Non presenti           | Non presenti           | Non presenti           | Non presenti           |
| 8ª      | Loredana Bertè    | Loredana Bertè    | Loredana Bertè    | Garrison Rochelle      | Garrison Rochelle      | Garrison Rochelle      | Garrison Rochelle      | Garrison Rochelle      | Garrison Rochelle      |
| 9ª      | J-Ax              | J-Ax              | J-Ax              | Francesca Bernabini    | Francesca Bernabini    | Francesca Bernabini    | Francesca Bernabini    | Francesca Bernabini    | Francesca Bernabini    |
| 10ª     | Rudy Zerbi        | Lorella Cuccarini | Anna Pettinelli   | Marcello Sacchetta     | Marcello Sacchetta     | Marcello Sacchetta     | Marcello Sacchetta     | Marcello Sacchetta     | Marcello Sacchetta     |
| 11ª     | Giulia Michelini  | Giulia Michelini  | Giulia Michelini  | Elena D'Amario         | Elena D'Amario         | Giulia Pauselli        | Francesca Tocca        | Giulia Stabile         | Giulia Stabile         |
| 11ª     | Giulia Michelini  | Giulia Michelini  | Giulia Michelini  | Umberto Gaudino        | Umberto Gaudino        | Simone Nolasco         | Andreas Müller         | Sebastian Melo Taveira | Sebastian Melo Taveira |
| 12ª     | Christian De Sica | Christian De Sica | Christian De Sica | Marcello Sacchetta     | Marcello Sacchetta     | Marcello Sacchetta     | Marcello Sacchetta     | Marcello Sacchetta     | Marcello Sacchetta     |
| 13ª     | Sabrina Ferilli   | Sabrina Ferilli   | Sabrina Ferilli   | Sebastian Melo Taveira | Sebastian Melo Taveira | Sebastian Melo Taveira | Sebastian Melo Taveira | Sebastian Melo Taveira | Sebastian Melo Taveira |
| 14ª     | Fedez             | Fedez             | Fedez             | Nancy Berti            | Nancy Berti            | Nancy Berti            | Nancy Berti            | Nancy Berti            | Nancy Berti            |
| 15ª     | Arisa             | Arisa             | Arisa             | Non presenti           | Non presenti           | Non presenti           | Non presenti           | Non presenti           | Non presenti           |
| 16ª     | Fiorella Mannoia  | Fiorella Mannoia  | Fiorella Mannoia  | Non presenti           | Non presenti           | Non presenti           | Non presenti           | Non presenti           | Non presenti           |
| 17ª     | Gerry Scotti      | Linus             | Pippo Baudo       | Non presenti           | Non presenti           | Non presenti           | Non presenti           | Non presenti           | Non presenti           |
| 18ª     | Non presenti      | Non presenti      | Non presenti      | Francesca Bernabini    | Francesca Bernabini    | Francesca Bernabini    | Francesca Bernabini    | Francesca Bernabini    | Francesca Bernabini    |
| 19ª     | Carlo Verdone     | Carlo Verdone     | Ron               | Anbeta Toromani        | Anbeta Toromani        | Anbeta Toromani        | Anbeta Toromani        | Anbeta Toromani        | Anbeta Toromani        |
| 20ª     | Emma              | Beppe Vessicchio  | Michele Bravi     | Marcello Sacchetta     | Marcello Sacchetta     | Marcello Sacchetta     | Marcello Sacchetta     | Marcello Sacchetta     | Marcello Sacchetta     |
| 21ª     | Elodie            | Adriano Pennino   | Charlie Rapino    | Garrison Rochelle      | Froz                   | Francesca Bernabini    | Francesca Bernabini    | Caterina Arzeton       | Marcello Sacchetta     |
| 22ª     | Il Volo           | Il Volo           | Adriano Pennino   | Emanuel Lo             | Emanuel Lo             | Massimiliano Sodini    | Massimiliano Sodini    | Gabriele Rossi         | Gabriele Rossi         |
| 23ª     | Beppe Vessicchio  | Beppe Vessicchio  | Beppe Vessicchio  | Kledi                  | Kledi                  | Little Phil            | Little Phil            | Luana Fanni            | Luana Fanni            |

#### Eliminazione
L'eliminazione dei concorrenti avviene mediante tre modalità, sempre sotto il giudizio del/la proprio/a professore/ssa (nel caso delle prime due modalità):
- Tramite scelta diretta.
- Tramite sostituzione con un/a nuovo/a candidato/a al banco.
- A seguito della sconfitta in una sfida.

### Accesso al serale
Il passaggio al serale per gli allievi avviene solo sotto decisione del/la proprio/a professore/ssa, tramite scelta diretta o a seguito di una prima posizione in una classifica di riferimento. L'accesso al serale esenta il/la concorrente dalla gara settimanale, e può essere annullato dal/la proprio/a professore/ssa di riferimento.

## Corpo docente e concorrenti
Legenda:

 Felpe del serale
| Canto                                              | Canto                                              | Canto                                              |                          | Ballo                                                        | Ballo                                                        | Ballo                                                        |
| Professori                                         |                                                    |                                                    |                          |                                                              |                                                              |                                                              |
| - Rudy Zerbi - Lorella Cuccarini - Anna Pettinelli | - Rudy Zerbi - Lorella Cuccarini - Anna Pettinelli | - Rudy Zerbi - Lorella Cuccarini - Anna Pettinelli |                          | - Alessandra Celentano - Raimondo Todaro - Veronica Peparini | - Alessandra Celentano - Raimondo Todaro - Veronica Peparini | - Alessandra Celentano - Raimondo Todaro - Veronica Peparini |
| Concorrenti                                        |                                                    |                                                    |                          |                                                              |                                                              |                                                              |
| Posizione                                          | Nome                                               | Disciplina                                         |                          | Posizione                                                    | Nome                                                         | Disciplina                                                   |
| 1                                                  | Luigi Strangis                                     | cantautorato                                       | 2                        | Michele Esposito                                             | classico                                                     |                                                              |
| 4                                                  | Alex Wyse (Alessandro Rina)                        | cantautorato                                       | 3                        | Serena Carella                                               | ballo                                                        |                                                              |
| 5                                                  | Sissi (Silvia Cesana)                              | cantautorato                                       | 7                        | Dario Schirone                                               | ballo                                                        |                                                              |
| 6                                                  | Albe (Alberto La Malfa)                            | cantautorato                                       | 8                        | Nunzio Stancampiano                                          | latino                                                       |                                                              |
| 9                                                  | LDA (Luca D'Alessio)                               | cantautorato                                       | 10                       | Carola Puddu                                                 | classico                                                     |                                                              |
| 11                                                 | Crytical (Francesco Paone)                         | rap                                                | 13                       | Leo (Leonardo Lini)                                          | latino                                                       |                                                              |
| 12                                                 | Aisha Maryam Samb                                  | cantautorato                                       | 14                       | John Erik De La Cruz                                         | hip-hop                                                      |                                                              |
| 16                                                 | Calma (Marco Barbieri)                             | cantautorato                                       | 15                       | Christian Stefanelli                                         | hip-hop                                                      |                                                              |
| 17                                                 | Gio Montana (Giovanni Niro)                        | cantautorato                                       | 18                       | Alice Del Frate                                              | ballo                                                        |                                                              |
| Rea (Maria Mircea)                                 | Rea (Maria Mircea)                                 | cantautorato                                       | Mattia Zenzola           | Mattia Zenzola                                               | latino                                                       |                                                              |
| Nicol Castagna                                     | Nicol Castagna                                     | cantautorato                                       | Cosmary Fasanelli        | Cosmary Fasanelli                                            | ballo                                                        |                                                              |
| Elena Manuele                                      | Elena Manuele                                      | canto                                              | Cristiano La Bozzetta    | Cristiano La Bozzetta                                        | ballo                                                        |                                                              |
| Tommaso Cesana                                     | Tommaso Cesana                                     | cantautorato                                       | Guido Domenico Sarnataro | Guido Domenico Sarnataro                                     | classico                                                     |                                                              |
| Andrea Siragusa                                    | Andrea Siragusa                                    | cantautorato                                       | Virginia Vorraro         | Virginia Vorraro                                             | classico                                                     |                                                              |
| Simone Russo                                       | Simone Russo                                       | cantautorato                                       | Matt (Mattias Nigiotti)  | Matt (Mattias Nigiotti)                                      | hip-hop                                                      |                                                              |
| Ale (Alessandra Ciccariello)                       | Ale (Alessandra Ciccariello)                       | cantautorato                                       | Mirko Masia              | Mirko Masia                                                  | ballo                                                        |                                                              |
| Giacomo Vianello                                   | Giacomo Vianello                                   | canto                                              |                          |                                                              |                                                              |                                                              |
| Flaza (Flavia Zardetto)                            | Flaza (Flavia Zardetto)                            | cantautorato                                       |                          |                                                              |                                                              |                                                              |
| Elisabetta Ivankovich                              | Elisabetta Ivankovich                              | canto                                              |                          |                                                              |                                                              |                                                              |
| Inder (Inderpreet Singh)                           | Inder (Inderpreet Singh)                           | cantautorato                                       |                          |                                                              |                                                              |                                                              |
| Kandy (Andrea Curiale)                             | Kandy (Andrea Curiale)                             | cantautorato                                       |                          |                                                              |                                                              |                                                              |

## Tabellone dello speciale della domenica e day-time
Legenda:

 In sfida

 In sfida immediata

 
In sfida a seguito di un provvedimento disciplinare

 Giudizio sospeso per l'assegnazione del banco

 Sfida interna

 Proposta di eliminazione

 Proposta di accesso al serale

     Ottiene il banco ed entra nella scuola
     Riconfermato, mantiene il banco
     Vince la sfida
     Ritirato/a
     Espulso/a
     L'allievo/a è stato/a sospeso/a dal proprio prof di riferimento
     La sfida viene rimandata
     La sfida viene annullata
     Continua la corsa verso il serale
     Accede al serale
     Esente da ogni sfida poiché già al serale
     L'allievo/a è stato/a sostituito/a
     L'allievo/a cambia team
     L'allievo/a non si esibisce, ma viene riconfermato
     Eliminato/a
     L'allievo/a viene salvato/a dalla proposta di eliminazione
  ZC   L'allievo/a fa parte della squadra Zerbi-Celentano

  CT   L'allievo/a fa parte della squadra Cuccarini-Todaro

  PP   L'allievo/a fa parte della squadra Pettinelli-Peparini

### Ballo
| Settimana | 1           | 2           | 2           | 3           | 3           | 4                                     | 4                                     | 5                                     | 6                                     | 7                                     | 7                                     | 8                                     | 8                                     | 9                                     | 9                                     | 10                                    | 10                                    | 11                                    | 11                                    | 12                                    | 12                                    | 13                                    | 13                                    | 14                                    | 14                                    | 14                                    | 15                                    | 15                                    | 16                                    | 16                                    | 17                                      | 17                                      | 18                                      | 18                                      | 19                                      | 19                                      | 20                                        | 20                                        | 21                                        | 21                                        | 21                                        | 22                                        | 23                                        | 24                                        |
| --------- | ----------- | ----------- | ----------- | ----------- | ----------- | ------------------------------------- | ------------------------------------- | ------------------------------------- | ------------------------------------- | ------------------------------------- | ------------------------------------- | ------------------------------------- | ------------------------------------- | ------------------------------------- | ------------------------------------- | ------------------------------------- | ------------------------------------- | ------------------------------------- | ------------------------------------- | ------------------------------------- | ------------------------------------- | ------------------------------------- | ------------------------------------- | ------------------------------------- | ------------------------------------- | ------------------------------------- | ------------------------------------- | ------------------------------------- | ------------------------------------- | ------------------------------------- | --------------------------------------- | --------------------------------------- | --------------------------------------- | --------------------------------------- | --------------------------------------- | --------------------------------------- | ----------------------------------------- | ----------------------------------------- | ----------------------------------------- | ----------------------------------------- | ----------------------------------------- | ----------------------------------------- | ----------------------------------------- | ----------------------------------------- |
| Michele   | Non in gara | Non in gara | Non in gara | Non in gara | Non in gara | Non in gara                           | Non in gara                           | Non in gara                           | Non in gara                           | Non in gara                           | Non in gara                           | Non in gara                           | Non in gara                           | Non in gara                           | Non in gara                           | Non in gara                           | Non in gara                           | Non in gara                           | Non in gara                           | Non in gara                           | Non in gara                           | Non in gara                           | Non in gara                           | Non in gara                           | Non in gara                           | Non in gara                           | Non in gara                           | Non in gara                           | Non in gara                           | Non in gara                           | Non in gara                             | Non in gara                             | Non in gara                             |                                         |                                         |                                         |                                           |                                           |                                           |                                           |                                           |                                           |                                           | Squadra Zerbi-Celentano                   |
| Serena    |             |             |             |             |             |                                       |                                       |                                       |                                       |                                       |                                       |                                       |                                       |                                       |                                       |                                       |                                       |                                       |                                       |                                       |                                       |                                       |                                       |                                       |                                       |                                       |                                       |                                       |                                       |                                       |                                         |                                         |                                         |                                         |                                         |                                         |                                           |                                           |                                           |                                           |                                           |                                           |                                           | Squadra Cuccarini-Todaro                  |
| Dario     | Non in gara | Non in gara | Non in gara |             |             |                                       |                                       |                                       |                                       |                                       |                                       |                                       |                                       |                                       |                                       |                                       |                                       |                                       |                                       |                                       |                                       |                                       |                                       |                                       |                                       |                                       |                                       |                                       |                                       |                                       |                                         |                                         |                                         |                                         |                                         |                                         |                                           |                                           |                                           |                                           |                                           |                                           |                                           | Squadra Pettinelli-Peparini               |
| Nunzio    |             |             |             | Non in gara | Non in gara | Non in gara                           | Non in gara                           | Non in gara                           | Non in gara                           | Non in gara                           | Non in gara                           | Non in gara                           | Non in gara                           | Non in gara                           | Non in gara                           | Non in gara                           | Non in gara                           | Non in gara                           | Non in gara                           | Non in gara                           | Non in gara                           | Non in gara                           | Non in gara                           | Non in gara                           | Non in gara                           | Non in gara                           | Non in gara                           | Non in gara                           | Non in gara                           | Non in gara                           | Non in gara                             | Non in gara                             | Non in gara                             | Non in gara                             | Non in gara                             | Non in gara                             |                                           |                                           |                                           |                                           |                                           |                                           |                                           | Squadra Cuccarini-Todaro                  |
| Carola    |             |             |             |             |             |                                       |                                       |                                       |                                       |                                       |                                       |                                       |                                       |                                       |                                       |                                       |                                       |                                       |                                       |                                       |                                       |                                       |                                       |                                       |                                       |                                       |                                       |                                       |                                       |                                       |                                         |                                         |                                         |                                         |                                         |                                         |                                           |                                           |                                           |                                           |                                           |                                           |                                           | Squadra Zerbi-Celentano                   |
| Leonardo  | Non in gara | Non in gara | Non in gara | Non in gara | Non in gara | Non in gara                           | Non in gara                           | Non in gara                           | Non in gara                           | Non in gara                           | Non in gara                           | Non in gara                           | Non in gara                           | Non in gara                           | Non in gara                           | Non in gara                           | Non in gara                           | Non in gara                           | Non in gara                           | Non in gara                           | Non in gara                           | Non in gara                           | Non in gara                           | Non in gara                           | Non in gara                           | Non in gara                           | Non in gara                           | Non in gara                           | Non in gara                           | Non in gara                           | Non in gara                             | Non in gara                             | Non in gara                             | Non in gara                             |                                         |                                         |                                           |                                           |                                           |                                           |                                           |                                           |                                           | Squadra Zerbi-Celentano                   |
| John Erik | Non in gara | Non in gara | Non in gara | Non in gara | Non in gara | Non in gara                           | Non in gara                           | Non in gara                           | Non in gara                           | Non in gara                           | Non in gara                           | Non in gara                           | Non in gara                           | Non in gara                           | Non in gara                           | Non in gara                           | Non in gara                           | Non in gara                           | Non in gara                           | Non in gara                           | Non in gara                           | Non in gara                           | Non in gara                           | Non in gara                           | Non in gara                           | Non in gara                           | Non in gara                           | Non in gara                           | Non in gara                           | Non in gara                           | Non in gara                             | Non in gara                             | Non in gara                             | Non in gara                             |                                         |                                         |                                           |                                           |                                           |                                           |                                           |                                           |                                           | Squadra Pettinelli-Peparini               |
| Christian |             |             |             |             |             | [ N 1 ]                               |                                       |                                       |                                       |                                       |                                       |                                       |                                       |                                       |                                       |                                       |                                       |                                       |                                       |                                       |                                       |                                       |                                       |                                       |                                       |                                       |                                       |                                       |                                       |                                       |                                         |                                         |                                         |                                         |                                         |                                         |                                           |                                           |                                           |                                           |                                           |                                           |                                           | Squadra Cuccarini-Todaro                  |
| Alice     | Non in gara | Non in gara | Non in gara | Non in gara | Non in gara | Non in gara                           | Non in gara                           | Non in gara                           | Non in gara                           | Non in gara                           | Non in gara                           | Non in gara                           | Non in gara                           | Non in gara                           | Non in gara                           | Non in gara                           | Non in gara                           | Non in gara                           | Non in gara                           | Non in gara                           | Non in gara                           | Non in gara                           | Non in gara                           | Non in gara                           | Non in gara                           | Non in gara                           |                                       |                                       |                                       |                                       |                                         |                                         |                                         |                                         |                                         |                                         |                                           |                                           |                                           |                                           |                                           |                                           |                                           | Squadra Pettinelli-Peparini               |
| Mattia    |             |             |             |             |             |                                       |                                       |                                       |                                       |                                       |                                       |                                       |                                       |                                       |                                       |                                       |                                       |                                       |                                       |                                       |                                       |                                       |                                       |                                       |                                       |                                       |                                       |                                       |                                       |                                       |                                         |                                         |                                         |                                         |                                         |                                         | RITIRATO a causa di un infortunio         | RITIRATO a causa di un infortunio         | RITIRATO a causa di un infortunio         | RITIRATO a causa di un infortunio         | RITIRATO a causa di un infortunio         | RITIRATO a causa di un infortunio         | RITIRATO a causa di un infortunio         | RITIRATO a causa di un infortunio         |
| Cosmary   | Non in gara | Non in gara | Non in gara | Non in gara | Non in gara | Non in gara                           | Non in gara                           | Non in gara                           | Non in gara                           | Non in gara                           | Non in gara                           | Non in gara                           | Non in gara                           | Non in gara                           | Non in gara                           | Non in gara                           | Non in gara                           | Non in gara                           | Non in gara                           |                                       |                                       |                                       |                                       |                                       |                                       |                                       |                                       |                                       |                                       |                                       |                                         |                                         |                                         |                                         |                                         |                                         | PERDE la sfida immediata contro John Erik | PERDE la sfida immediata contro John Erik | PERDE la sfida immediata contro John Erik | PERDE la sfida immediata contro John Erik | PERDE la sfida immediata contro John Erik | PERDE la sfida immediata contro John Erik | PERDE la sfida immediata contro John Erik | PERDE la sfida immediata contro John Erik |
| Cristiano | Non in gara | Non in gara | Non in gara | Non in gara | Non in gara | Non in gara                           | Non in gara                           | Non in gara                           | Non in gara                           | Non in gara                           | Non in gara                           | Non in gara                           | Non in gara                           | Non in gara                           | Non in gara                           | Non in gara                           | Non in gara                           | Non in gara                           | Non in gara                           |                                       |                                       |                                       |                                       |                                       |                                       |                                       |                                       |                                       |                                       |                                       | PERDE la sfida interna contro Christian | PERDE la sfida interna contro Christian | PERDE la sfida interna contro Christian | PERDE la sfida interna contro Christian | PERDE la sfida interna contro Christian | PERDE la sfida interna contro Christian | PERDE la sfida interna contro Christian   | PERDE la sfida interna contro Christian   | PERDE la sfida interna contro Christian   | PERDE la sfida interna contro Christian   | PERDE la sfida interna contro Christian   | PERDE la sfida interna contro Christian   | PERDE la sfida interna contro Christian   | PERDE la sfida interna contro Christian   |
| Guido     | Non in gara | Non in gara | Non in gara | Non in gara | Non in gara | Non in gara                           | Non in gara                           |                                       |                                       |                                       |                                       | [ N 2 ]                               |                                       |                                       |                                       |                                       |                                       |                                       |                                       |                                       |                                       | SOSTITUITO con Cristiano              | SOSTITUITO con Cristiano              | SOSTITUITO con Cristiano              | SOSTITUITO con Cristiano              | SOSTITUITO con Cristiano              | SOSTITUITO con Cristiano              | SOSTITUITO con Cristiano              | SOSTITUITO con Cristiano              | SOSTITUITO con Cristiano              | SOSTITUITO con Cristiano                | SOSTITUITO con Cristiano                | SOSTITUITO con Cristiano                | SOSTITUITO con Cristiano                | SOSTITUITO con Cristiano                | SOSTITUITO con Cristiano                | SOSTITUITO con Cristiano                  | SOSTITUITO con Cristiano                  | SOSTITUITO con Cristiano                  | SOSTITUITO con Cristiano                  | SOSTITUITO con Cristiano                  | SOSTITUITO con Cristiano                  | SOSTITUITO con Cristiano                  | SOSTITUITO con Cristiano                  |
| Virginia  | Non in gara | Non in gara | Non in gara | Non in gara | Non in gara | Non in gara                           | Non in gara                           | Non in gara                           | Non in gara                           | Non in gara                           | Non in gara                           | Non in gara                           | Non in gara                           | Non in gara                           | Non in gara                           | Non in gara                           | Non in gara                           |                                       |                                       |                                       |                                       | PERDE la sfida contro Cosmary         | PERDE la sfida contro Cosmary         | PERDE la sfida contro Cosmary         | PERDE la sfida contro Cosmary         | PERDE la sfida contro Cosmary         | PERDE la sfida contro Cosmary         | PERDE la sfida contro Cosmary         | PERDE la sfida contro Cosmary         | PERDE la sfida contro Cosmary         | PERDE la sfida contro Cosmary           | PERDE la sfida contro Cosmary           | PERDE la sfida contro Cosmary           | PERDE la sfida contro Cosmary           | PERDE la sfida contro Cosmary           | PERDE la sfida contro Cosmary           | PERDE la sfida contro Cosmary             | PERDE la sfida contro Cosmary             | PERDE la sfida contro Cosmary             | PERDE la sfida contro Cosmary             | PERDE la sfida contro Cosmary             | PERDE la sfida contro Cosmary             | PERDE la sfida contro Cosmary             | PERDE la sfida contro Cosmary             |
| Matt      |             |             |             |             |             |                                       |                                       |                                       | PERDE la sfida contro Guido           | PERDE la sfida contro Guido           | PERDE la sfida contro Guido           | PERDE la sfida contro Guido           | PERDE la sfida contro Guido           | PERDE la sfida contro Guido           | PERDE la sfida contro Guido           | PERDE la sfida contro Guido           | PERDE la sfida contro Guido           | PERDE la sfida contro Guido           | PERDE la sfida contro Guido           | PERDE la sfida contro Guido           | PERDE la sfida contro Guido           | PERDE la sfida contro Guido           | PERDE la sfida contro Guido           | PERDE la sfida contro Guido           | PERDE la sfida contro Guido           | PERDE la sfida contro Guido           | PERDE la sfida contro Guido           | PERDE la sfida contro Guido           | PERDE la sfida contro Guido           | PERDE la sfida contro Guido           | PERDE la sfida contro Guido             | PERDE la sfida contro Guido             | PERDE la sfida contro Guido             | PERDE la sfida contro Guido             | PERDE la sfida contro Guido             | PERDE la sfida contro Guido             | PERDE la sfida contro Guido               | PERDE la sfida contro Guido               | PERDE la sfida contro Guido               | PERDE la sfida contro Guido               | PERDE la sfida contro Guido               | PERDE la sfida contro Guido               | PERDE la sfida contro Guido               | PERDE la sfida contro Guido               |
| Mirko     |             |             |             |             |             | PERDE la sfida immediata contro Dario | PERDE la sfida immediata contro Dario | PERDE la sfida immediata contro Dario | PERDE la sfida immediata contro Dario | PERDE la sfida immediata contro Dario | PERDE la sfida immediata contro Dario | PERDE la sfida immediata contro Dario | PERDE la sfida immediata contro Dario | PERDE la sfida immediata contro Dario | PERDE la sfida immediata contro Dario | PERDE la sfida immediata contro Dario | PERDE la sfida immediata contro Dario | PERDE la sfida immediata contro Dario | PERDE la sfida immediata contro Dario | PERDE la sfida immediata contro Dario | PERDE la sfida immediata contro Dario | PERDE la sfida immediata contro Dario | PERDE la sfida immediata contro Dario | PERDE la sfida immediata contro Dario | PERDE la sfida immediata contro Dario | PERDE la sfida immediata contro Dario | PERDE la sfida immediata contro Dario | PERDE la sfida immediata contro Dario | PERDE la sfida immediata contro Dario | PERDE la sfida immediata contro Dario | PERDE la sfida immediata contro Dario   | PERDE la sfida immediata contro Dario   | PERDE la sfida immediata contro Dario   | PERDE la sfida immediata contro Dario   | PERDE la sfida immediata contro Dario   | PERDE la sfida immediata contro Dario   | PERDE la sfida immediata contro Dario     | PERDE la sfida immediata contro Dario     | PERDE la sfida immediata contro Dario     | PERDE la sfida immediata contro Dario     | PERDE la sfida immediata contro Dario     | PERDE la sfida immediata contro Dario     | PERDE la sfida immediata contro Dario     | PERDE la sfida immediata contro Dario     |

### Canto
| Settimana   | 1           | 2           | 2           | 3           | 3           | 4                                       | 4                                       | 5                                       | 6                                         | 6                                         | 7                                         | 7                                         | 8                                         | 8                                         | 9                                         | 9                                         | 10                                        | 10                                        | 10                                        | 11                                        | 12                                        | 12                                        | 13                                        | 13                                        | 14                                        | 14                                        | 15                                        | 15                                        | 16                                        | 16                                        | 17                                                      | 17                                                      | 18                                                      | 19                                                      | 19                                                      | 19                                                      | 20                                                      | 20                                                      | 20                                                      | 21                                                      | 21                                                      | 21                                                      | 21                                                      | 22                                                      | 22                                                      | 22                                                      | 22                                                      | 22                                                      | 23                                                      | 24                                                      |
| ----------- | ----------- | ----------- | ----------- | ----------- | ----------- | --------------------------------------- | --------------------------------------- | --------------------------------------- | ----------------------------------------- | ----------------------------------------- | ----------------------------------------- | ----------------------------------------- | ----------------------------------------- | ----------------------------------------- | ----------------------------------------- | ----------------------------------------- | ----------------------------------------- | ----------------------------------------- | ----------------------------------------- | ----------------------------------------- | ----------------------------------------- | ----------------------------------------- | ----------------------------------------- | ----------------------------------------- | ----------------------------------------- | ----------------------------------------- | ----------------------------------------- | ----------------------------------------- | ----------------------------------------- | ----------------------------------------- | ------------------------------------------------------- | ------------------------------------------------------- | ------------------------------------------------------- | ------------------------------------------------------- | ------------------------------------------------------- | ------------------------------------------------------- | ------------------------------------------------------- | ------------------------------------------------------- | ------------------------------------------------------- | ------------------------------------------------------- | ------------------------------------------------------- | ------------------------------------------------------- | ------------------------------------------------------- | ------------------------------------------------------- | ------------------------------------------------------- | ------------------------------------------------------- | ------------------------------------------------------- | ------------------------------------------------------- | ------------------------------------------------------- | ------------------------------------------------------- |
| Luigi       |             |             |             |             |             |                                         |                                         |                                         |                                           |                                           |                                           |                                           |                                           |                                           |                                           |                                           |                                           |                                           |                                           |                                           |                                           |                                           |                                           |                                           |                                           |                                           |                                           |                                           |                                           |                                           |                                                         |                                                         |                                                         |                                                         |                                                         |                                                         |                                                         |                                                         |                                                         |                                                         |                                                         |                                                         |                                                         |                                                         |                                                         |                                                         |                                                         |                                                         |                                                         | Squadra Zerbi-Celentano                                 |
| Alex        |             |             |             |             |             |                                         |                                         |                                         |                                           |                                           |                                           |                                           |                                           |                                           |                                           |                                           |                                           |                                           |                                           |                                           |                                           |                                           |                                           |                                           |                                           |                                           |                                           |                                           |                                           |                                           |                                                         |                                                         |                                                         |                                                         |                                                         |                                                         |                                                         |                                                         |                                                         |                                                         |                                                         |                                                         |                                                         |                                                         |                                                         |                                                         |                                                         |                                                         |                                                         | Squadra Cuccarini-Todaro                                |
| Sissi       | Non in gara | Non in gara | Non in gara | Non in gara | Non in gara | Non in gara                             | Non in gara                             | Non in gara                             | Non in gara                               | Non in gara                               |                                           |                                           |                                           |                                           |                                           |                                           |                                           |                                           |                                           |                                           |                                           |                                           |                                           |                                           |                                           |                                           |                                           |                                           |                                           |                                           |                                                         |                                                         |                                                         |                                                         |                                                         |                                                         |                                                         |                                                         |                                                         |                                                         |                                                         |                                                         |                                                         |                                                         |                                                         |                                                         |                                                         |                                                         |                                                         | Squadra Cuccarini-Todaro                                |
| Albe        |             |             |             |             |             |                                         |                                         |                                         |                                           |                                           |                                           |                                           |                                           |                                           |                                           |                                           |                                           |                                           |                                           |                                           |                                           |                                           |                                           |                                           |                                           |                                           |                                           |                                           |                                           |                                           |                                                         |                                                         |                                                         |                                                         |                                                         |                                                         |                                                         |                                                         |                                                         |                                                         |                                                         |                                                         |                                                         |                                                         |                                                         |                                                         |                                                         |                                                         |                                                         | Squadra Pettinelli-Peparini                             |
| LDA         |             |             |             |             |             |                                         |                                         |                                         |                                           |                                           |                                           |                                           |                                           |                                           |                                           |                                           |                                           |                                           |                                           |                                           |                                           |                                           |                                           |                                           |                                           |                                           |                                           |                                           |                                           |                                           |                                                         |                                                         |                                                         |                                                         |                                                         |                                                         |                                                         |                                                         |                                                         |                                                         |                                                         |                                                         |                                                         |                                                         |                                                         |                                                         |                                                         |                                                         |                                                         | Squadra Zerbi-Celentano                                 |
| Crytical    | Non in gara | Non in gara | Non in gara | Non in gara | Non in gara | Non in gara                             | Non in gara                             | Non in gara                             | Non in gara                               | Non in gara                               | Non in gara                               | Non in gara                               | Non in gara                               | Non in gara                               | Non in gara                               | Non in gara                               | Non in gara                               | Non in gara                               | Non in gara                               | Non in gara                               |                                           |                                           |                                           |                                           |                                           |                                           |                                           |                                           |                                           |                                           |                                                         |                                                         |                                                         |                                                         |                                                         |                                                         |                                                         |                                                         |                                                         |                                                         |                                                         |                                                         |                                                         |                                                         |                                                         |                                                         |                                                         |                                                         |                                                         | Squadra Pettinelli-Peparini                             |
| Aisha       | Non in gara | Non in gara | Non in gara | Non in gara | Non in gara | Non in gara                             | Non in gara                             | Non in gara                             | Non in gara                               | Non in gara                               | Non in gara                               | Non in gara                               | Non in gara                               | Non in gara                               | Non in gara                               | Non in gara                               | Non in gara                               | Non in gara                               | Non in gara                               |                                           |                                           |                                           |                                           |                                           |                                           |                                           |                                           |                                           |                                           |                                           |                                                         |                                                         |                                                         |                                                         |                                                         |                                                         |                                                         |                                                         |                                                         |                                                         |                                                         |                                                         |                                                         |                                                         |                                                         |                                                         |                                                         |                                                         |                                                         | Squadra Cuccarini-Todaro                                |
| Calma       | Non in gara | Non in gara | Non in gara | Non in gara | Non in gara | Non in gara                             | Non in gara                             | Non in gara                             | Non in gara                               | Non in gara                               | Non in gara                               | Non in gara                               | Non in gara                               | Non in gara                               | Non in gara                               | Non in gara                               | Non in gara                               | Non in gara                               | Non in gara                               | Non in gara                               | Non in gara                               | Non in gara                               | Non in gara                               | Non in gara                               | Non in gara                               | Non in gara                               | Non in gara                               | Non in gara                               |                                           |                                           |                                                         |                                                         |                                                         |                                                         |                                                         |                                                         |                                                         |                                                         |                                                         |                                                         |                                                         |                                                         |                                                         |                                                         |                                                         |                                                         |                                                         |                                                         |                                                         | Squadra Zerbi-Celentano                                 |
| Gio Montana | Non in gara | Non in gara | Non in gara | Non in gara | Non in gara | Non in gara                             | Non in gara                             | Non in gara                             | Non in gara                               | Non in gara                               | Non in gara                               | Non in gara                               | Non in gara                               | Non in gara                               | Non in gara                               | Non in gara                               | Non in gara                               | Non in gara                               | Non in gara                               | Non in gara                               | Non in gara                               | Non in gara                               | Non in gara                               | Non in gara                               | Non in gara                               | Non in gara                               | Non in gara                               | Non in gara                               | Non in gara                               | Non in gara                               | Non in gara                                             | Non in gara                                             | Non in gara                                             | Non in gara                                             | Non in gara                                             |                                                         |                                                         |                                                         |                                                         |                                                         |                                                         |                                                         |                                                         |                                                         |                                                         |                                                         | [ N 3 ]                                                 |                                                         |                                                         | Squadra Zerbi-Celentano                                 |
| Rea         | Non in gara |             |             |             |             |                                         |                                         |                                         |                                           |                                           |                                           |                                           |                                           |                                           |                                           |                                           |                                           |                                           |                                           |                                           |                                           |                                           |                                           |                                           |                                           |                                           |                                           |                                           |                                           |                                           |                                                         | ELIMINATA per volere di Rudy Zerbi                      | ELIMINATA per volere di Rudy Zerbi                      | ELIMINATA per volere di Rudy Zerbi                      | ELIMINATA per volere di Rudy Zerbi                      | ELIMINATA per volere di Rudy Zerbi                      | ELIMINATA per volere di Rudy Zerbi                      | ELIMINATA per volere di Rudy Zerbi                      | ELIMINATA per volere di Rudy Zerbi                      | ELIMINATA per volere di Rudy Zerbi                      | ELIMINATA per volere di Rudy Zerbi                      | ELIMINATA per volere di Rudy Zerbi                      | ELIMINATA per volere di Rudy Zerbi                      | ELIMINATA per volere di Rudy Zerbi                      | ELIMINATA per volere di Rudy Zerbi                      | ELIMINATA per volere di Rudy Zerbi                      | ELIMINATA per volere di Rudy Zerbi                      | ELIMINATA per volere di Rudy Zerbi                      | ELIMINATA per volere di Rudy Zerbi                      | ELIMINATA per volere di Rudy Zerbi                      |
| Nicol       |             |             |             |             |             |                                         |                                         |                                         |                                           |                                           |                                           |                                           |                                           |                                           |                                           |                                           |                                           |                                           |                                           |                                           |                                           |                                           |                                           |                                           |                                           |                                           |                                           |                                           |                                           |                                           | ELIMINATA Ultima nella Classifica Generale dei Cantanti | ELIMINATA Ultima nella Classifica Generale dei Cantanti | ELIMINATA Ultima nella Classifica Generale dei Cantanti | ELIMINATA Ultima nella Classifica Generale dei Cantanti | ELIMINATA Ultima nella Classifica Generale dei Cantanti | ELIMINATA Ultima nella Classifica Generale dei Cantanti | ELIMINATA Ultima nella Classifica Generale dei Cantanti | ELIMINATA Ultima nella Classifica Generale dei Cantanti | ELIMINATA Ultima nella Classifica Generale dei Cantanti | ELIMINATA Ultima nella Classifica Generale dei Cantanti | ELIMINATA Ultima nella Classifica Generale dei Cantanti | ELIMINATA Ultima nella Classifica Generale dei Cantanti | ELIMINATA Ultima nella Classifica Generale dei Cantanti | ELIMINATA Ultima nella Classifica Generale dei Cantanti | ELIMINATA Ultima nella Classifica Generale dei Cantanti | ELIMINATA Ultima nella Classifica Generale dei Cantanti | ELIMINATA Ultima nella Classifica Generale dei Cantanti | ELIMINATA Ultima nella Classifica Generale dei Cantanti | ELIMINATA Ultima nella Classifica Generale dei Cantanti | ELIMINATA Ultima nella Classifica Generale dei Cantanti |
| Elena       | Non in gara | Non in gara | Non in gara | Non in gara | Non in gara | Non in gara                             | Non in gara                             | Non in gara                             | Non in gara                               | Non in gara                               | Non in gara                               | Non in gara                               | Non in gara                               | Non in gara                               | Non in gara                               | Non in gara                               | Non in gara                               | Non in gara                               | Non in gara                               |                                           |                                           |                                           |                                           |                                           |                                           |                                           |                                           |                                           | ELIMINATA per volere di Rudy Zerbi        | ELIMINATA per volere di Rudy Zerbi        | ELIMINATA per volere di Rudy Zerbi                      | ELIMINATA per volere di Rudy Zerbi                      | ELIMINATA per volere di Rudy Zerbi                      | ELIMINATA per volere di Rudy Zerbi                      | ELIMINATA per volere di Rudy Zerbi                      | ELIMINATA per volere di Rudy Zerbi                      | ELIMINATA per volere di Rudy Zerbi                      | ELIMINATA per volere di Rudy Zerbi                      | ELIMINATA per volere di Rudy Zerbi                      | ELIMINATA per volere di Rudy Zerbi                      | ELIMINATA per volere di Rudy Zerbi                      | ELIMINATA per volere di Rudy Zerbi                      | ELIMINATA per volere di Rudy Zerbi                      | ELIMINATA per volere di Rudy Zerbi                      | ELIMINATA per volere di Rudy Zerbi                      | ELIMINATA per volere di Rudy Zerbi                      | ELIMINATA per volere di Rudy Zerbi                      | ELIMINATA per volere di Rudy Zerbi                      | ELIMINATA per volere di Rudy Zerbi                      | ELIMINATA per volere di Rudy Zerbi                      |
| Tommaso     |             |             |             |             |             |                                         |                                         |                                         |                                           |                                           |                                           |                                           |                                           |                                           |                                           |                                           |                                           |                                           |                                           |                                           |                                           |                                           | PERDE la sfida contro Crytical            | PERDE la sfida contro Crytical            | PERDE la sfida contro Crytical            | PERDE la sfida contro Crytical            | PERDE la sfida contro Crytical            | PERDE la sfida contro Crytical            | PERDE la sfida contro Crytical            | PERDE la sfida contro Crytical            | PERDE la sfida contro Crytical                          | PERDE la sfida contro Crytical                          | PERDE la sfida contro Crytical                          | PERDE la sfida contro Crytical                          | PERDE la sfida contro Crytical                          | PERDE la sfida contro Crytical                          | PERDE la sfida contro Crytical                          | PERDE la sfida contro Crytical                          | PERDE la sfida contro Crytical                          | PERDE la sfida contro Crytical                          | PERDE la sfida contro Crytical                          | PERDE la sfida contro Crytical                          | PERDE la sfida contro Crytical                          | PERDE la sfida contro Crytical                          | PERDE la sfida contro Crytical                          | PERDE la sfida contro Crytical                          | PERDE la sfida contro Crytical                          | PERDE la sfida contro Crytical                          | PERDE la sfida contro Crytical                          | PERDE la sfida contro Crytical                          |
| Andrea      | Non in gara | Non in gara | Non in gara | Non in gara | Non in gara | Non in gara                             | Non in gara                             | Non in gara                             | Non in gara                               | Non in gara                               | Non in gara                               | Non in gara                               | Non in gara                               | Non in gara                               |                                           |                                           |                                           |                                           |                                           |                                           | PERDE la sfida contro Elena               | PERDE la sfida contro Elena               | PERDE la sfida contro Elena               | PERDE la sfida contro Elena               | PERDE la sfida contro Elena               | PERDE la sfida contro Elena               | PERDE la sfida contro Elena               | PERDE la sfida contro Elena               | PERDE la sfida contro Elena               | PERDE la sfida contro Elena               | PERDE la sfida contro Elena                             | PERDE la sfida contro Elena                             | PERDE la sfida contro Elena                             | PERDE la sfida contro Elena                             | PERDE la sfida contro Elena                             | PERDE la sfida contro Elena                             | PERDE la sfida contro Elena                             | PERDE la sfida contro Elena                             | PERDE la sfida contro Elena                             | PERDE la sfida contro Elena                             | PERDE la sfida contro Elena                             | PERDE la sfida contro Elena                             | PERDE la sfida contro Elena                             | PERDE la sfida contro Elena                             | PERDE la sfida contro Elena                             | PERDE la sfida contro Elena                             | PERDE la sfida contro Elena                             | PERDE la sfida contro Elena                             | PERDE la sfida contro Elena                             | PERDE la sfida contro Elena                             |
| Simone      | Non in gara | Non in gara | Non in gara | Non in gara | Non in gara | Non in gara                             | Non in gara                             | Non in gara                             |                                           |                                           |                                           |                                           |                                           |                                           |                                           |                                           |                                           |                                           |                                           |                                           | PERDE la sfida immediata contro Aisha     | PERDE la sfida immediata contro Aisha     | PERDE la sfida immediata contro Aisha     | PERDE la sfida immediata contro Aisha     | PERDE la sfida immediata contro Aisha     | PERDE la sfida immediata contro Aisha     | PERDE la sfida immediata contro Aisha     | PERDE la sfida immediata contro Aisha     | PERDE la sfida immediata contro Aisha     | PERDE la sfida immediata contro Aisha     | PERDE la sfida immediata contro Aisha                   | PERDE la sfida immediata contro Aisha                   | PERDE la sfida immediata contro Aisha                   | PERDE la sfida immediata contro Aisha                   | PERDE la sfida immediata contro Aisha                   | PERDE la sfida immediata contro Aisha                   | PERDE la sfida immediata contro Aisha                   | PERDE la sfida immediata contro Aisha                   | PERDE la sfida immediata contro Aisha                   | PERDE la sfida immediata contro Aisha                   | PERDE la sfida immediata contro Aisha                   | PERDE la sfida immediata contro Aisha                   | PERDE la sfida immediata contro Aisha                   | PERDE la sfida immediata contro Aisha                   | PERDE la sfida immediata contro Aisha                   | PERDE la sfida immediata contro Aisha                   | PERDE la sfida immediata contro Aisha                   | PERDE la sfida immediata contro Aisha                   | PERDE la sfida immediata contro Aisha                   | PERDE la sfida immediata contro Aisha                   |
| Ale         | Non in gara | Non in gara | Non in gara | Non in gara | Non in gara | Non in gara                             | Non in gara                             |                                         |                                           |                                           |                                           |                                           |                                           |                                           |                                           |                                           | PERDE la sfida contro Andrea              | PERDE la sfida contro Andrea              | PERDE la sfida contro Andrea              | PERDE la sfida contro Andrea              | PERDE la sfida contro Andrea              | PERDE la sfida contro Andrea              | PERDE la sfida contro Andrea              | PERDE la sfida contro Andrea              | PERDE la sfida contro Andrea              | PERDE la sfida contro Andrea              | PERDE la sfida contro Andrea              | PERDE la sfida contro Andrea              | PERDE la sfida contro Andrea              | PERDE la sfida contro Andrea              | PERDE la sfida contro Andrea                            | PERDE la sfida contro Andrea                            | PERDE la sfida contro Andrea                            | PERDE la sfida contro Andrea                            | PERDE la sfida contro Andrea                            | PERDE la sfida contro Andrea                            | PERDE la sfida contro Andrea                            | PERDE la sfida contro Andrea                            | PERDE la sfida contro Andrea                            | PERDE la sfida contro Andrea                            | PERDE la sfida contro Andrea                            | PERDE la sfida contro Andrea                            | PERDE la sfida contro Andrea                            | PERDE la sfida contro Andrea                            | PERDE la sfida contro Andrea                            | PERDE la sfida contro Andrea                            | PERDE la sfida contro Andrea                            | PERDE la sfida contro Andrea                            | PERDE la sfida contro Andrea                            | PERDE la sfida contro Andrea                            |
| Giacomo     |             |             |             |             |             |                                         |                                         |                                         |                                           | SOSTITUITO con Simone                     | SOSTITUITO con Simone                     | SOSTITUITO con Simone                     | SOSTITUITO con Simone                     | SOSTITUITO con Simone                     | SOSTITUITO con Simone                     | SOSTITUITO con Simone                     | SOSTITUITO con Simone                     | SOSTITUITO con Simone                     | SOSTITUITO con Simone                     | SOSTITUITO con Simone                     | SOSTITUITO con Simone                     | SOSTITUITO con Simone                     | SOSTITUITO con Simone                     | SOSTITUITO con Simone                     | SOSTITUITO con Simone                     | SOSTITUITO con Simone                     | SOSTITUITO con Simone                     | SOSTITUITO con Simone                     | SOSTITUITO con Simone                     | SOSTITUITO con Simone                     | SOSTITUITO con Simone                                   | SOSTITUITO con Simone                                   | SOSTITUITO con Simone                                   | SOSTITUITO con Simone                                   | SOSTITUITO con Simone                                   | SOSTITUITO con Simone                                   | SOSTITUITO con Simone                                   | SOSTITUITO con Simone                                   | SOSTITUITO con Simone                                   | SOSTITUITO con Simone                                   | SOSTITUITO con Simone                                   | SOSTITUITO con Simone                                   | SOSTITUITO con Simone                                   | SOSTITUITO con Simone                                   | SOSTITUITO con Simone                                   | SOSTITUITO con Simone                                   | SOSTITUITO con Simone                                   | SOSTITUITO con Simone                                   | SOSTITUITO con Simone                                   | SOSTITUITO con Simone                                   |
| Flaza       |             |             |             |             |             |                                         |                                         |                                         | ELIMINATA per volere di Lorella Cuccarini | ELIMINATA per volere di Lorella Cuccarini | ELIMINATA per volere di Lorella Cuccarini | ELIMINATA per volere di Lorella Cuccarini | ELIMINATA per volere di Lorella Cuccarini | ELIMINATA per volere di Lorella Cuccarini | ELIMINATA per volere di Lorella Cuccarini | ELIMINATA per volere di Lorella Cuccarini | ELIMINATA per volere di Lorella Cuccarini | ELIMINATA per volere di Lorella Cuccarini | ELIMINATA per volere di Lorella Cuccarini | ELIMINATA per volere di Lorella Cuccarini | ELIMINATA per volere di Lorella Cuccarini | ELIMINATA per volere di Lorella Cuccarini | ELIMINATA per volere di Lorella Cuccarini | ELIMINATA per volere di Lorella Cuccarini | ELIMINATA per volere di Lorella Cuccarini | ELIMINATA per volere di Lorella Cuccarini | ELIMINATA per volere di Lorella Cuccarini | ELIMINATA per volere di Lorella Cuccarini | ELIMINATA per volere di Lorella Cuccarini | ELIMINATA per volere di Lorella Cuccarini | ELIMINATA per volere di Lorella Cuccarini               | ELIMINATA per volere di Lorella Cuccarini               | ELIMINATA per volere di Lorella Cuccarini               | ELIMINATA per volere di Lorella Cuccarini               | ELIMINATA per volere di Lorella Cuccarini               | ELIMINATA per volere di Lorella Cuccarini               | ELIMINATA per volere di Lorella Cuccarini               | ELIMINATA per volere di Lorella Cuccarini               | ELIMINATA per volere di Lorella Cuccarini               | ELIMINATA per volere di Lorella Cuccarini               | ELIMINATA per volere di Lorella Cuccarini               | ELIMINATA per volere di Lorella Cuccarini               | ELIMINATA per volere di Lorella Cuccarini               | ELIMINATA per volere di Lorella Cuccarini               | ELIMINATA per volere di Lorella Cuccarini               | ELIMINATA per volere di Lorella Cuccarini               | ELIMINATA per volere di Lorella Cuccarini               | ELIMINATA per volere di Lorella Cuccarini               | ELIMINATA per volere di Lorella Cuccarini               | ELIMINATA per volere di Lorella Cuccarini               |
| Elisabetta  | Non in gara |             |             |             |             |                                         |                                         |                                         | PERDE la sfida contro Ale                 | PERDE la sfida contro Ale                 | PERDE la sfida contro Ale                 | PERDE la sfida contro Ale                 | PERDE la sfida contro Ale                 | PERDE la sfida contro Ale                 | PERDE la sfida contro Ale                 | PERDE la sfida contro Ale                 | PERDE la sfida contro Ale                 | PERDE la sfida contro Ale                 | PERDE la sfida contro Ale                 | PERDE la sfida contro Ale                 | PERDE la sfida contro Ale                 | PERDE la sfida contro Ale                 | PERDE la sfida contro Ale                 | PERDE la sfida contro Ale                 | PERDE la sfida contro Ale                 | PERDE la sfida contro Ale                 | PERDE la sfida contro Ale                 | PERDE la sfida contro Ale                 | PERDE la sfida contro Ale                 | PERDE la sfida contro Ale                 | PERDE la sfida contro Ale                               | PERDE la sfida contro Ale                               | PERDE la sfida contro Ale                               | PERDE la sfida contro Ale                               | PERDE la sfida contro Ale                               | PERDE la sfida contro Ale                               | PERDE la sfida contro Ale                               | PERDE la sfida contro Ale                               | PERDE la sfida contro Ale                               | PERDE la sfida contro Ale                               | PERDE la sfida contro Ale                               | PERDE la sfida contro Ale                               | PERDE la sfida contro Ale                               | PERDE la sfida contro Ale                               | PERDE la sfida contro Ale                               | PERDE la sfida contro Ale                               | PERDE la sfida contro Ale                               | PERDE la sfida contro Ale                               | PERDE la sfida contro Ale                               | PERDE la sfida contro Ale                               |
| Inder       |             |             |             |             |             |                                         | ELIMINATO per volere di Anna Pettinelli | ELIMINATO per volere di Anna Pettinelli | ELIMINATO per volere di Anna Pettinelli   | ELIMINATO per volere di Anna Pettinelli   | ELIMINATO per volere di Anna Pettinelli   | ELIMINATO per volere di Anna Pettinelli   | ELIMINATO per volere di Anna Pettinelli   | ELIMINATO per volere di Anna Pettinelli   | ELIMINATO per volere di Anna Pettinelli   | ELIMINATO per volere di Anna Pettinelli   | ELIMINATO per volere di Anna Pettinelli   | ELIMINATO per volere di Anna Pettinelli   | ELIMINATO per volere di Anna Pettinelli   | ELIMINATO per volere di Anna Pettinelli   | ELIMINATO per volere di Anna Pettinelli   | ELIMINATO per volere di Anna Pettinelli   | ELIMINATO per volere di Anna Pettinelli   | ELIMINATO per volere di Anna Pettinelli   | ELIMINATO per volere di Anna Pettinelli   | ELIMINATO per volere di Anna Pettinelli   | ELIMINATO per volere di Anna Pettinelli   | ELIMINATO per volere di Anna Pettinelli   | ELIMINATO per volere di Anna Pettinelli   | ELIMINATO per volere di Anna Pettinelli   | ELIMINATO per volere di Anna Pettinelli                 | ELIMINATO per volere di Anna Pettinelli                 | ELIMINATO per volere di Anna Pettinelli                 | ELIMINATO per volere di Anna Pettinelli                 | ELIMINATO per volere di Anna Pettinelli                 | ELIMINATO per volere di Anna Pettinelli                 | ELIMINATO per volere di Anna Pettinelli                 | ELIMINATO per volere di Anna Pettinelli                 | ELIMINATO per volere di Anna Pettinelli                 | ELIMINATO per volere di Anna Pettinelli                 | ELIMINATO per volere di Anna Pettinelli                 | ELIMINATO per volere di Anna Pettinelli                 | ELIMINATO per volere di Anna Pettinelli                 | ELIMINATO per volere di Anna Pettinelli                 | ELIMINATO per volere di Anna Pettinelli                 | ELIMINATO per volere di Anna Pettinelli                 | ELIMINATO per volere di Anna Pettinelli                 | ELIMINATO per volere di Anna Pettinelli                 | ELIMINATO per volere di Anna Pettinelli                 | ELIMINATO per volere di Anna Pettinelli                 |
| Kandy       | Non in gara |             |             |             |             | PERDE la sfida immediata contro Giacomo | PERDE la sfida immediata contro Giacomo | PERDE la sfida immediata contro Giacomo | PERDE la sfida immediata contro Giacomo   | PERDE la sfida immediata contro Giacomo   | PERDE la sfida immediata contro Giacomo   | PERDE la sfida immediata contro Giacomo   | PERDE la sfida immediata contro Giacomo   | PERDE la sfida immediata contro Giacomo   | PERDE la sfida immediata contro Giacomo   | PERDE la sfida immediata contro Giacomo   | PERDE la sfida immediata contro Giacomo   | PERDE la sfida immediata contro Giacomo   | PERDE la sfida immediata contro Giacomo   | PERDE la sfida immediata contro Giacomo   | PERDE la sfida immediata contro Giacomo   | PERDE la sfida immediata contro Giacomo   | PERDE la sfida immediata contro Giacomo   | PERDE la sfida immediata contro Giacomo   | PERDE la sfida immediata contro Giacomo   | PERDE la sfida immediata contro Giacomo   | PERDE la sfida immediata contro Giacomo   | PERDE la sfida immediata contro Giacomo   | PERDE la sfida immediata contro Giacomo   | PERDE la sfida immediata contro Giacomo   | PERDE la sfida immediata contro Giacomo                 | PERDE la sfida immediata contro Giacomo                 | PERDE la sfida immediata contro Giacomo                 | PERDE la sfida immediata contro Giacomo                 | PERDE la sfida immediata contro Giacomo                 | PERDE la sfida immediata contro Giacomo                 | PERDE la sfida immediata contro Giacomo                 | PERDE la sfida immediata contro Giacomo                 | PERDE la sfida immediata contro Giacomo                 | PERDE la sfida immediata contro Giacomo                 | PERDE la sfida immediata contro Giacomo                 | PERDE la sfida immediata contro Giacomo                 | PERDE la sfida immediata contro Giacomo                 | PERDE la sfida immediata contro Giacomo                 | PERDE la sfida immediata contro Giacomo                 | PERDE la sfida immediata contro Giacomo                 | PERDE la sfida immediata contro Giacomo                 | PERDE la sfida immediata contro Giacomo                 | PERDE la sfida immediata contro Giacomo                 | PERDE la sfida immediata contro Giacomo                 |

## Team dei professori
| CANTO                        | CANTO                     | BALLO                        | BALLO                        |
| Team di Rudy Zerbi           | Team di Rudy Zerbi        | Team di Alessandra Celentano | Team di Alessandra Celentano |
| Componenti                   | Componenti                | Componenti                   | Componenti                   |
| Nome                         | Disciplina                | Nome                         | Disciplina                   |
| ---------------------------- | ------------------------- | ---------------------------- | ---------------------------- |
| Luigi Strangis               | cantautorato              | Michele Esposito             | classico                     |
| LDA (Luca D’Alessio)         | cantautorato              | Carola Puddu                 | classico                     |
| Gio Montana (Giovanni Niro)  | cantautorato              | Leo (Leonardo Lini)          | latino                       |
| Calma (Marco Barbieri)       | cantautorato              | Cosmary Fasanelli            | ballo                        |
| Rea (Maria Mircea)           | cantautorato              | Cristiano La Bozzetta        | ballo                        |
| Nicol Castagna               | cantautorato              | Guido Domenico Sarnataro     | classico                     |
| Elena Manuele                | canto                     | Virginia Vorraro             | classico                     |
| Simone Russo                 | cantautorato              | Mirko Masia                  | ballo                        |
| Giacomo Vianello             | canto                     |                              |                              |
| Team di Lorella Cuccarini    | Team di Lorella Cuccarini | Team di Raimondo Todaro      | Team di Raimondo Todaro      |
| Componenti                   |                           |                              |                              |
| Nome                         | Disciplina                | Nome                         | Disciplina                   |
| Sissi (Silvia Cesana)        | cantautorato              | Serena Carella               | ballo                        |
| Alex (Alessandro Rina)       | cantautorato              | Christian Stefanelli         | hip-hop                      |
| Aisha Maryam Samb            | cantautorato              | Nunzio Stancampiano          | latino                       |
| Tommaso Cesana               | cantautorato              | Mattia Zenzola               | latino                       |
| Ale (Alessandra Ciccariello) | cantautorato              |                              |                              |
| Flaza (Flavia Zardetto)      | cantautorato              |                              |                              |
| Team di Anna Pettinelli      | Team di Anna Pettinelli   | Team di Veronica Peparini    | Team di Veronica Peparini    |
| Componenti                   |                           |                              |                              |
| Nome                         | Disciplina                | Nome                         | Disciplina                   |
| Albe (Alberto La Malfa)      | cantautorato              | Dario Schirone               | ballo                        |
| Crytical (Francesco Paone)   | rap                       | John Erik De La Cruz         | hip-hop                      |
| Andrea Siragusa              | cantautorato              | Alice Del Frate              | ballo                        |
| Elisabetta Ivankovich        | canto                     | Matt (Mattias Nigiotti)      | hip-hop                      |
| Inder (Inderpreet Singh)     | cantautorato              |                              |                              |
| Kandy (Andrea Curiale)       | cantautorato              |                              |                              |

## Settimane
Legenda:
     Allieva/o
     Esibizione di canto
     Esibizione di ballo
     Esibizione combinata di canto e ballo

### Settimana 1

#### 1ª puntata

##### Formazione della classe
Ospiti: Gerry Scotti, Roberto Baggio, Raoul Bova, Filippo Magnini, Tommaso Paradiso, Eleonora Abbagnato, Nino Frassica, Flavia Pennetta, Alessio Sakara, Martin Castrogiovanni, Ambra Sabatini, Paola Egonu, Linus, Giulia Stabile, AKA 7even, Deddy, Alessandro Cavallo
Nella puntata di domenica 19 settembre inizia la formazione della classe.

Legenda:
 Banco SÌ 

 Banco NO 

 Banco SOSPESO
| Candidato/a al banco | Esibizione                             | Giudizio Professori | Giudizio Professori | Giudizio Professori | Esito                | Note |
| Candidato/a al banco | Esibizione                             | R. Zerbi            | L. Cuccarini        | A. Pettinelli       | Esito                | Note |
| -------------------- | -------------------------------------- | ------------------- | ------------------- | ------------------- | -------------------- | ---- |
| CARLA                | Radioactive                            |                     |                     |                     | Non ottiene il banco | -    |
| ALEX                 | Sogni al cielo (inedito)               |                     | Ottiene il banco    |                     |                      | -    |
| FLAZA                | Malefica (inedito)                     |                     | Ottiene il banco    |                     |                      | -    |
| LUIGI                | Vivo (inedito)                         |                     | Ottiene il banco    |                     |                      | -    |
| LDA                  | Quello che fa male (inedito)           |                     | Ottiene il banco    |                     |                      | -    |
| ALBE                 | Millevoci (inedito)                    |                     | Ottiene il banco    |                     |                      | -    |
| TOMMASO              | Solo per paura (inedito)               |                     | Ottiene il banco    |                     |                      | -    |
| INDER                | Gola secca (inedito)                   |                     | Ottiene il banco    |                     |                      | -    |
| GIACOMO              | Wicked game                            |                     |                     | Giudizio sospeso    | [ N 6 ]              |      |
| Candidato/a al banco | Esibizione                             | Giudizio Professori | Giudizio Professori | Giudizio Professori | Esito                | Note |
| Candidato/a al banco | Esibizione                             | A. Celentano        | R. Todaro           | V. Peparini         | Esito                | Note |
| ANDREA               | Paraocchi                              |                     |                     |                     | Non ottiene il banco | –    |
| NUNZIO               | Guaya Guaya                            |                     | Giudizio sospeso    | [ N 7 ]             |                      |      |
| MATTIA               | Party                                  |                     | Giudizio sospeso    | [ N 7 ]             |                      |      |
| SERENA               | Zitti e buoni                          |                     | Ottiene il banco    | -                   |                      |      |
| CAROLA               | Ice ice baby                           |                     | Ottiene il banco    | -                   |                      |      |
| MIRKO                | E fumo ancora                          |                     | Ottiene il banco    | -                   |                      |      |
| CHRISTIAN            | Mash up Depuration geezy / Sex machine |                     | Ottiene il banco    | -                   |                      |      |

#### Day-time
Nel day-time di lunedì 20 settembre, altri candidati al banco sostengono la prova di ingresso.
| Candidato/a al banco | Esibizione     | Giudizio Professori | Giudizio Professori | Giudizio Professori | Esito                | Note |
| Candidato/a al banco | Esibizione     | R. Zerbi            | L. Cuccarini        | A. Pettinelli       | Esito                | Note |
| -------------------- | -------------- | ------------------- | ------------------- | ------------------- | -------------------- | ---- |
| NICOL                | Onde (inedito) |                     |                     |                     | Ottiene il banco     | -    |
| Candidato/a al banco | Esibizione     | Giudizio Professori | Giudizio Professori | Giudizio Professori | Esito                | Note |
| Candidato/a al banco | Esibizione     | A. Celentano        | R. Todaro           | V. Peparini         | Esito                | Note |
| SUCCO                | Senile         |                     |                     |                     | Non ottiene il banco | –    |
| MATT                 | Stripper bowl  |                     | Giudizio sospeso    | [ N 8 ]             |                      |      |
| GIANMARCO            | Kobra          |                     | Giudizio sospeso    | [ N 8 ]             |                      |      |

### Settimana 2

#### 2ª puntata
Ospiti: Sangiovanni, Giulia Stabile, AKA 7even, Deddy, Michele Canova, Zef, Katoo

##### Formazione della classe
Nella puntata di domenica 26 settembre avviene il completamento della formazione della classe.
| Candidato/a al banco | Esibizione                  | Giudizio Professori | Giudizio Professori  | Giudizio Professori | Esito                | Note |
| Candidato/a al banco | Esibizione                  | R. Zerbi            | L. Cuccarini         | A. Pettinelli       | Esito                | Note |
| -------------------- | --------------------------- | ------------------- | -------------------- | ------------------- | -------------------- | ---- |
| REA                  | Avrei solo voluto (inedito) |                     |                      |                     | Ottiene il banco     | -    |
| KANDY                | Preferisco te (inedito)     |                     |                      |                     | Ottiene il banco     | -    |
| ELISABETTA           | Can’t help falling in love  | [ N 10 ]            |                      |                     | Ottiene il banco     |      |
| LUKE WIDOW           | La storia non va (inedito)  |                     | Non ottiene il banco | –                   |                      |      |
| GIACOMO              | Te lo leggo negli occhi     |                     | Giudizio sospeso     | [ N 11 ]            |                      |      |
| Candidato/a al banco | Esibizione                  | Giudizio Professori | Giudizio Professori  | Giudizio Professori | Esito                | Note |
| Candidato/a al banco | Esibizione                  | A. Celentano        | R. Todaro            | V. Peparini         | Esito                | Note |
| ANTONIO              | Work song                   |                     |                      |                     | Non ottiene il banco | -    |

Assegnazione banco di latino americano
Per l’assegnazione dell’unico banco di latino americano, messo a disposizione dalla produzione, viene effettuata una sfida giudicata da tre commissari esterni, tra i due allievi scelti da Raimondo Todaro.
| PROVA                                                                  | NUNZIO                                     | MATTIA                                        |
| Commissari esterni: Nancy Berti, Massimiliano Sodini, Sandro Cavallini |                                            |                                               |
| I                                                                      | Comparata BALLO Get over it                | Comparata BALLO Get over it                   |
| II                                                                     | Improvvisazione Vasame / Space ship / Kiss | Improvvisazione Abrazame / Taki Taki / Havana |
| VITTORIA                                                               | MATTIA                                     | NUNZIO                                        |

Assegnazione banco di hip-hop
Per l’assegnazione dell’unico banco di hip-hop, messo a disposizione dalla produzione, viene effettuata una sfida tra i due allievi scelti da Veronica Peparini, giudicata dalla stessa.
| Allievo   | Esibizione                     | Candidati per il team | Esito                |
| --------- | ------------------------------ | --------------------- | -------------------- |
| MATT      | Comparata BALLO Ladro di fiori | V. Peparini           | Ottiene il banco     |
| GIANMARCO | Comparata BALLO Ladro di fiori | V. Peparini           | Non ottiene il banco |

##### Conferma dei banchi
La puntata prosegue con la prova di mantenimento dei banchi, sostenuta da tutti gli allievi.
| Allievo/a | Esibizione                     | Team di appartenenza | Esito             | Note     |
| --------- | ------------------------------ | -------------------- | ----------------- | -------- |
| MIRKO     | Come di                        | A. Celentano         | Giudizio sospeso  | [ N 12 ] |
| TOMMASO   | Solo per paura (inedito)       | L. Cuccarini         | Mantiene il banco | [ N 13 ] |
| CHRISTIAN | Tu mi hai capito               | R. Todaro            | Mantiene il banco | –        |
| LDA       | Senza fine                     | R. Zerbi             | Mantiene il banco | –        |
| CAROLA    | Variazione Pas de deux         | A. Celentano         | Mantiene il banco | –        |
| NICOL     | Onde (inedito)                 | R. Zerbi             | Mantiene il banco | [ N 14 ] |
| SERENA    | Voilà                          | R. Todaro            | Mantiene il banco | –        |
| ALEX      | Sogni al cielo (inedito)       | L. Cuccarini         | Mantiene il banco | [ N 15 ] |
| INDER     | La lista della spesa (inedito) | A. Pettinelli        | Mantiene il banco | [ N 16 ] |
| LUIGI     | Anna e Marco                   | R. Zerbi             | Mantiene il banco | –        |
| FLAZA     | Malefica (inedito)             | L. Cuccarini         | Mantiene il banco | –        |
| ALBE      | Peaches                        | A. Pettinelli        | Mantiene il banco | –        |

#### Day-time
Nel day-time di venerdì 1º ottobre Rudy Zerbi sospende la felpa al suo allievo LDA, dopo che questo ha contestato la produzione del suo inedito.
| Allievo | Team di appartenenza | Esito            |
| ------- | -------------------- | ---------------- |
| LDA     | R. Zerbi             | Giudizio sospeso |

### Settimana 3

#### 3ª puntata
Ospiti: Anna Valle, Federica Gentile, Silvia Notargiacomo
Nella puntata di domenica 3 ottobre si svolge la sfida per sostituzione di Carola (volontaria, al posto di Christian, su sollecitazione di A. Celentano), richiesta da Veronica Peparini. A scegliere chi dovesse svolgere tale sfida, tra i due allievi, sono stati i professori di canto e ballo (eccetto le parti in causa: A. Celentano e V. Peparini). 
| Allievo/a | Team di appartenenza | Giudizio Professori | Giudizio Professori | Giudizio Professori | Giudizio Professori | Giudizio Professori | Giudizio Professori | Esito              |
| Allievo/a | Team di appartenenza | R. Zerbi            | L. Cuccarini        | A. Pettinelli       | A. Celentano        | R. Todaro           | V. Peparini         | Esito              |
| --------- | -------------------- | ------------------- | ------------------- | ------------------- | ------------------- | ------------------- | ------------------- | ------------------ |
| CHRISTIAN | R. Todaro            |                     |                     |                     | N.D.                |                     | N.D.                | Mantiene il banco  |
| CAROLA    | A. Celentano         |                     |                     |                     | N.D.                |                     | N.D.                | In sfida immediata |

La scelta finale ricade su Carola.
| PROVA                                    | CAROLA       | DARIO |
| Commissario esterno: Francesca Bernabini |              |       |
| I                                        | Ice ice baby | Piuma |
| VITTORIA                                 | CAROLA       | DARIO |

Nella stessa puntata si svolge anche la sfida per sostituzione di Flaza richiesta da Anna Pettinelli.
| PROVA                               | FLAZA              | GEA             |
| Commissario esterno: Paolo Giordano |                    |                 |
| I                                   | Malefica (inedito) | Resta (inedito) |
| VITTORIA                            | FLAZA              | GEA             |

Si prosegue poi con le prova di mantenimento del banco, nonché riconferma delle felpe, sostenuta da tutti gli allievi (eccetto quelli in sfida).
| Allievo/a  | Esibizione                   | Team di appartenenza | Esito              | Note     |
| ---------- | ---------------------------- | -------------------- | ------------------ | -------- |
| MATTIA     | La Gloria                    | R. Todaro            | Mantiene il banco  | –        |
| LDA        | Quello che fa male (inedito) | R. Zerbi             | Mantiene il banco  | [ N 17 ] |
| ALEX       | Sogni al cielo (inedito)     | L. Cuccarini         | Mantiene il banco  | [ N 18 ] |
| LUIGI      | Purple rain                  | R. Zerbi             | Mantiene il banco  | –        |
| MIRKO      | Come di                      | A. Celentano         | Mantiene il banco  | [ N 19 ] |
| MIRKO      | Come di                      | A. Celentano         | In sfida immediata | [ N 19 ] |
| NICOL      | Onde (inedito)               | R. Zerbi             | Mantiene il banco  | –        |
| TOMMASO    | Solo per paura (inedito)     | L. Cuccarini         | Mantiene il banco  | –        |
| CHRISTIAN  | Il cielo di Roma             | R. Todaro            | Mantiene il banco  | –        |
| KANDY      | Preferisco te (inedito)      | A. Pettinelli        | In sfida immediata | [ N 20 ] |
| MATT       | Melodia proibita             | V. Peparini          | Mantiene il banco  | –        |
| INDER      | Pazzeska                     | A. Pettinelli        | Mantiene il banco  | [ N 21 ] |
| REA        | Mi sono innamorato di te     | R. Zerbi             | Mantiene il banco  | –        |
| ALBE       | Strip that down              | A. Pettinelli        | Mantiene il banco  | –        |
| ELISABETTA | Watermelon sugar             | A. Pettinelli        | Mantiene il banco  | –        |

Si procede con le sfide immediate per sostituzione di Mirko e Kandy. 
| PROVA                                    | MIRKO         | DARIO |
| Commissario esterno: Francesca Bernabini |               |       |
| I                                        | E fumo ancora | Marea |
| VITTORIA                                 | DARIO         | MIRKO |

| PROVA                               | KANDY        | GIACOMO                   |
| Commissario esterno: Paolo Giordano |              |                           |
| I                                   | C'est la vie | Knockin' on heaven's door |
| VITTORIA                            | GIACOMO      | KANDY                     |

Per quanto riguarda Serena, per questa puntata non si esibisce a causa di un infortunio, ma mantiene comunque il banco.
| Allieva | Team di appartenenza | Esito             |
| ------- | -------------------- | ----------------- |
| SERENA  | R. Todaro            | Mantiene il banco |

### Settimana 4

#### 4ª puntata
Ospiti: Gaia, Daniela Cappelletti, Massimiliano Montefusco
Nella puntata di lunedì 11 ottobre si svolge la sfida per provvedimento disciplinare, richiesta dalla produzione, per Mattia. La sfida viene giudicata dai professori di categoria.
| PROVA                                                                        | MATTIA              | CLAUDIA      |
| Commissari interni: Alessandra Celentano, Raimondo Todaro, Veronica Peparini |                     |              |
| I                                                                            | Malafemmena         | Applause     |
| II                                                                           | El tango de Roxanne | Fall in line |
| VITTORIA                                                                     | MATTIA              | CLAUDIA      |

Successivamente si prosegue con le riconferme delle felpe, nonché prove di mantenimento del banco settimanale, sostenuta dagli allievi. 
| Allievo/a | Esibizione           | Team di appartenenza | Esito             | Note     |
| --------- | -------------------- | -------------------- | ----------------- | -------- |
| INDER     | Gola secca (inedito) | A. Pettinelli        | Giudizio sospeso  | [ N 22 ] |
| FLAZA     | Ti scatterò una foto | L. Cuccarini         | Giudizio sospeso  | [ N 23 ] |
| MATTIA    | Fuego del calor      | R. Todaro            | Mantiene il banco | [ N 24 ] |
| NICOL     | Amare                | R. Zerbi             | Mantiene il banco | –        |

Per quanto riguarda Serena, anche per questa puntata non si esibisce a causa dell’infortunio, ma mantiene comunque il banco.
| Allieva | Team di appartenenza | Esito             |
| ------- | -------------------- | ----------------- |
| SERENA  | R. Todaro            | Mantiene il banco |

#### Day-time
Nel day-time di martedì 12 ottobre si svolge l'ulteriore sfida per provvedimento disciplinare, richieste dalla produzione, per Christian. Anche questa sfida viene giudicata dai professori della categoria di appartenenza.
| PROVA                                                                        | CHRISTIAN                         | ANGELO                            |
| Commissari interni: Alessandra Celentano, Raimondo Todaro, Veronica Peparini |                                   |                                   |
| I                                                                            | Comparata BALLO Portami a ballare | Comparata BALLO Portami a ballare |
| VITTORIA                                                                     | CHRISTIAN                         | ANGELO                            |

Successivamente si prosegue con le prove di riconferma della felpa di Albe ed Elisabetta.
| Allievo/a  | Esibizione          | Team di appartenenza | Esito             | Note     |
| ---------- | ------------------- | -------------------- | ----------------- | -------- |
| ALBE       | Millevoci (inedito) | A. Pettinelli        | Mantiene il banco | [ N 25 ] |
| ELISABETTA | Pensare male        | A. Pettinelli        | Mantiene il banco | [ N 26 ] |

Dopo la sospensione della felpa, viene comunicata a Inder la decisione della sua professoressa di riferimento (Anna Pettinelli), ovvero di non riconfermarlo nel proprio team. Di conseguenza l’allievo, ormai eliminato, deve abbandonare la scuola.
| Allievo | Team di appartenenza | Esito     |
| ------- | -------------------- | --------- |
| INDER   | A. Pettinelli        | Eliminato |

Nel day-time di mercoledì 13 ottobre si svolge l'ulteriore sfida per provvedimento disciplinare, richieste dalla produzione, per Luigi. Anche questa sfida viene giudicata dai professori della categoria di appartenenza.
| PROVA                                                              | LUIGI          | SERGIO               |
| Commissari interni: Rudy Zerbi, Lorella Cuccarini, Anna Pettinelli |                |                      |
| I                                                                  | Vivo (inedito) | Conosci me (inedito) |
| VITTORIA                                                           | LUIGI          | SERGIO               |

Successivamente si prosegue con le prova di riconferma della felpa di Rea e Carola.
| Allieva | Esibizione                              | Team di appartenenza | Esito             | Note     |
| ------- | --------------------------------------- | -------------------- | ----------------- | -------- |
| REA     | Quelqu'un m'a dit                       | R. Zerbi             | Mantiene il banco | [ N 27 ] |
| REA     | Avrei solo voluto (inedito)             | R. Zerbi             | Mantiene il banco | [ N 27 ] |
| CAROLA  | Variazione Don Quixote - I Atto (Kitri) | A. Celentano         | Mantiene il banco | –        |

Nel day-time di giovedì 14 ottobre si svolge l'ulteriore sfida per provvedimento disciplinare, richiesta dalla produzione, per LDA. Anche questa sfida viene giudicata dai professori della categoria di appartenenza.
| PROVA                                                              | LDA                          | ANDREA                 |
| Commissari interni: Rudy Zerbi, Lorella Cuccarini, Anna Pettinelli |                              |                        |
| I                                                                  | Quello che fa male (inedito) | Piazza Unità (inedito) |
| VITTORIA                                                           | LDA                          | ANDREA                 |

Successivamente si prosegue con le restanti prove di riconferma della felpa, e quindi del banco.
| Allievo | Esibizione      | Team di appartenenza | Esito             | Note |
| ------- | --------------- | -------------------- | ----------------- | ---- |
| MATT    | Stay            | V. Peparini          | Mantiene il banco | –    |
| ALEX    | Completamente   | L. Cuccarini         | Mantiene il banco | –    |
| TOMMASO | Per dimenticare | L. Cuccarini         | Mantiene il banco | –    |
| DARIO   | Parlami         | V. Peparini          | Mantiene il banco | –    |
| GIACOMO | Sceglimi        | R. Zerbi             | Mantiene il banco | –    |

### Settimana 5

#### 5ª puntata
Ospiti: The Kolors, Ermal Meta
Nella puntata di domenica 17 ottobre si svolge la sfida per sostituzione di Matt richiesta da Alessandra Celentano.
| PROVA                      | MATT                   | GUIDO                                                |
| Commissario esterno: Kledi |                        |                                                      |
| I                          | L’emozione non ha voce | Eri piccola                                          |
| II                         | In da getto            | Variazione Flammes de Paris - Pas de deux (Philippe) |
| VITTORIA                   | GUIDO                  | MATT                                                 |

Si prosegue poi con le prove di mantenimento del banco, nonché riconferma delle felpe, sostenuta da tutti gli altri allievi. 
| Allievo/a | Esibizione              | Team di appartenenza | Esito             | Note     |
| --------- | ----------------------- | -------------------- | ----------------- | -------- |
| MATTIA    | Get over it             | R. Todaro            | Mantiene il banco | [ N 28 ] |
| MATTIA    | I got you (I feel good) | R. Todaro            | Mantiene il banco | [ N 29 ] |
| NICOL     | Vorrei scrivere di te   | R. Zerbi             | Mantiene il banco | –        |
| LDA       | Senza una donna         | R. Zerbi             | Mantiene il banco | –        |
| SERENA    | Il corvo                | R. Todaro            | Mantiene il banco | [ N 30 ] |
| ALBE      | Millevoci (inedito)     | A. Pettinelli        | Mantiene il banco | –        |
| CHRISTIAN | Tourner dans le vide    | R. Todaro            | Mantiene il banco | –        |
| ALEX      | Ancora                  | L. Cuccarini         | Mantiene il banco | –        |
| DARIO     | Cry me a river          | V. Peparini          | Mantiene il banco | [ N 30 ] |
| REA       | Miss you                | R. Zerbi             | Mantiene il banco | –        |
| CAROLA    | Sola                    | A. Celentano         | Mantiene il banco | –        |
| LUIGI     | In the air tonight      | R. Zerbi             | Mantiene il banco | –        |
| GIACOMO   | Light my fire           | R. Zerbi             | Giudizio sospeso  | [ N 31 ] |
| TOMMASO   | Un'emozione per sempre  | L. Cuccarini         | Mantiene il banco | –        |

Flaza non si esibisce per volere della sua insegnante, Lorella Cuccarini, e la sua maglia rimane sospesa. 
| Allieva | Team di appartenenza | Esito            |
| ------- | -------------------- | ---------------- |
| FLAZA   | L. Cuccarini         | Giudizio sospeso |

Gara di canto Cover con Ermal Meta
In puntata, a causa di un provvedimento disciplinare che riguarda i cantanti, viene chiesto ad Ermal Meta di valutare gli allievi su una cover a loro scelta, permettendo così di stilare una classifica.
| Allievo/a | Esibizione          | Team di appartenenza | Esito                  | Esito      |
| Allievo/a | Esibizione          | Team di appartenenza | Giudizio di Ermal Meta | Classifica |
| --------- | ------------------- | -------------------- | ---------------------- | ---------- |
| ALEX      | Before you go       | L. Cuccarini         | 7.5                    | 1º         |
| NICOL     | A te                | R. Zerbi             | 7+                     | 2º         |
| REA       | Another love        | R. Zerbi             | 7-                     | 3º         |
| LUIGI     | A mano a mano       | R. Zerbi             | 6                      | 4º         |
| ALBE      | Mi fai impazzire    | A. Pettinelli        | 6-                     | 5º         |
| LDA       | A te                | R. Zerbi             | 5.5                    | 6º         |
| TOMMASO   | Before you go       | L. Cuccarini         | 5                      | 7º         |
| GIACOMO   | Tu non mi basti mai | R. Zerbi             | N.C.                   | [ N 32 ]   |

#### Day-time
Nel day-time di lunedì 18 ottobre si svolge la sfida per sostituzione di Elisabetta richiesta da Lorella Cuccarini.
| PROVA                                   | ELISABETTA           | ALE                |
| Commissario esterno: Carlo Di Francesco |                      |                    |
| I                                       | Emozioni             | 2 minuti (inedito) |
| II                                      | When love takes over | Quanno chiove      |
| VITTORIA                                | ALE                  | ELISABETTA         |

Gara di ballo Improvvisazione con Emanuel Lo
Nel day-time di mercoledì 20 ottobre viene chiesto al ballerino e coreografo Emanuel Lo di valutare i ballerini sulla loro capacità di improvvisazione (sulla base di un pezzo a loro scelta) e successivamente di stilare una classifica. Guido è esonerato in quanto arrivato da poco. Il primo classificato vincerà uno stage con il ballerino Sadeck ed una coreografia fatta dallo stesso.
| Allievo/a | Improvvisazione  | Team di appartenenza | Esito                  | Esito      |
| Allievo/a | Improvvisazione  | Team di appartenenza | Giudizio di Emanuel Lo | Classifica |
| --------- | ---------------- | -------------------- | ---------------------- | ---------- |
| DARIO     | Bâtard           | V. Peparini          | 9                      | 1º         |
| CHRISTIAN | Superstition     | R. Todaro            | 8+                     | 2º         |
| SERENA    | Nonno Hollywood  | R. Todaro            | 8                      | 3º         |
| CAROLA    | Stupida allegria | A. Celentano         | 7                      | 4º         |
| MATTIA    | Superstition     | R. Todaro            | 6                      | 5º         |

### Settimana 6

#### 6ª puntata
Ospiti: Alessandra Amoroso, Pio e Amedeo, Giorgia
Nella puntata di domenica 24 ottobre, dopo la sospensione della felpa la settimana prima e in seguito a nuove trasgressioni, viene comunicata a Flaza la decisione della sua professoressa di riferimento (Lorella Cuccarini) di non riconfermarla nel proprio team. Di conseguenza l’allieva, ormai eliminata, deve abbandonare la scuola.
| Allieva | Team di appartenenza | Esito     |
| ------- | -------------------- | --------- |
| FLAZA   | L. Cuccarini         | Eliminata |

Nella stessa puntata si svolgono le sfide per sostituzione di Tommaso e Rea, richieste da Anna Pettinelli. 
| PROVA                                 | TOMMASO                | MARCO        |
| Commissario esterno: Renato Tortarolo |                        |              |
| I                                     | Quando, quando, quando | You found me |
| VITTORIA                              | TOMMASO                | MARCO        |

| PROVA                                 | REA                                                    | MICHELE    |
| Commissario esterno: Renato Tortarolo |                                                        |            |
| I                                     | Medley Ragazzo triste / Pensiero stupendo / Pazza idea | Photograph |
| VITTORIA                              | REA                                                    | MICHELE    |

Rudy Zerbi, dopo aver sospeso la maglia a Giacomo, decide di farlo esibire (in puntata) in una prova contro Simone, un ragazzo conosciuto ai casting. Al termine delle due esibizioni, lo stesso R. Zerbi decide di sostituire Giacomo con Simone, ritenendolo più pronto e con maggiore voglia di studiare all’interno della scuola.
| Allievo | Team di riferimento | Esibizioni              | Esibizioni      | Esito            |
| Allievo | Team di riferimento | I                       | II              | Esito            |
| ------- | ------------------- | ----------------------- | --------------- | ---------------- |
| GIACOMO | R. Zerbi            | Che cosa c'è?           | Tears in heaven | Sostituito       |
| GIACOMO | R. Zerbi            | Che cosa c'è?           | Tears in heaven | Eliminato        |
| SIMONE  | R. Zerbi            | Da ricchi noi (inedito) | Ieri l'altro    | Ottiene il banco |

Successivamente si prosegue con le prove di mantenimento del banco, nonché riconferma delle felpe, sostenuta da tutti gli allievi di ballo. 
| Allievo/a | Esibizione                             | Team di appartenenza | Esito             | Note     |
| --------- | -------------------------------------- | -------------------- | ----------------- | -------- |
| MATTIA    | La Gloria                              | R. Todaro            | Mantiene il banco | [ N 28 ] |
| MATTIA    | Un amor / Bamboléo                     | R. Todaro            | Mantiene il banco | -        |
| ALBE      | Cuore matto                            | A. Pettinelli        | Mantiene il banco | [ N 33 ] |
| DARIO     | Quando nasce un amore                  | V. Peparini          | Mantiene il banco | –        |
| CHRISTIAN | LATTE+                                 | R. Todaro            | Mantiene il banco | –        |
| SERENA    | Never going home                       | R. Todaro            | Mantiene il banco | [ N 34 ] |
| CAROLA    | Habanera (Dop & Rothko Ensemble Remix) | A. Celentano         | Mantiene il banco | –        |
| GUIDO     | Quizas, quizas, quizas                 | A. Celentano         | Mantiene il banco | –        |

Gara di canto Inediti con Giorgia
In puntata viene chiesto a Giorgia di valutare gli allievi sui loro inediti, permettendo così di stilare una classifica. L'ultimo classificato viene messo in sfida nello speciale domenicale della settimana successiva. La prova vale per i cantanti anche come riconferma della felpa.
| Allievo/a | Inedito            | Team di appartenenza | Esito             | Esito      |
| Allievo/a | Inedito            | Team di appartenenza | Interno           | Classifica |
| --------- | ------------------ | -------------------- | ----------------- | ---------- |
| ALBE      | Millevoci          | A. Pettinelli        | Mantiene il banco | 1°         |
| REA       | Avrei solo voluto  | R. Zerbi             | Mantiene il banco | 2°         |
| ALEX      | Sogni al cielo     | L. Cuccarini         | Mantiene il banco | 3°         |
| LDA       | Quello che fa male | R. Zerbi             | Mantiene il banco | 4°         |
| ALE       | 2 minuti           | L. Cuccarini         | Mantiene il banco | 5°         |
| LUIGI     | Vivo               | R. Zerbi             | Mantiene il banco | 6°         |
| TOMMASO   | Solo per paura     | L. Cuccarini         | Mantiene il banco | 7°         |

Nicol, assente in studio a causa della febbre, non si esibisce ma mantiene comunque il banco. 
| Allieva | Team di appartenenza | Esito             |
| ------- | -------------------- | ----------------- |
| NICOL   | R. Zerbi             | Mantiene il banco |

#### Day-time
Gara di ballo Memoria e Stile con Anbeta Toromani
Nel day-time di venerdì 29 ottobre viene chiesto alla ballerina Anbeta Toromani di valutare i ballerini sulla base di un pezzo a loro scelta (su una proposta di 6 coreografie, ognuna di uno stile diverso), da imparare nel tempo di un’ora, e successivamente di stilare una classifica. 
| Allievo/a | Esibizione                | Team di appartenenza | Esito                       | Esito      |
| Allievo/a | Esibizione                | Team di appartenenza | Giudizio di Anbeta Toromani | Classifica |
| --------- | ------------------------- | -------------------- | --------------------------- | ---------- |
| DARIO     | Brother                   | V. Peparini          | 8+                          | 1º         |
| CHRISTIAN | Bunx up                   | R. Todaro            | 8                           | 2º         |
| SERENA    | Arnica                    | R. Todaro            | 7+                          | 3º         |
| CAROLA    | La Bohème (Stelios Remix) | A. Celentano         | 7                           | 4º         |
| GUIDO     | Standing on the horizon   | A. Celentano         | 7-                          | 5º         |
| MATTIA    | Lonely                    | R. Todaro            | 6+                          | 6º         |

### Settimana 7

#### 7ª puntata
Ospiti: Michele Bravi, Giuseppe Zeno, Nek, Michele Canova
Nella puntata di domenica 31 ottobre viene presentata una cantante di nome Sissi, che ottiene un banco diretto per volere della produzione.
| Candidata al banco | Esibizione           | Giudizio Professori | Giudizio Professori | Giudizio Professori | Esito            | Note     |
| Candidata al banco | Esibizione           | R. Zerbi            | L. Cuccarini        | A. Pettinelli       | Esito            | Note     |
| ------------------ | -------------------- | ------------------- | ------------------- | ------------------- | ---------------- | -------- |
| SISSI              | Come, come (inedito) |                     |                     |                     | Ottiene il banco | [ N 35 ] |

Nella stessa puntata si svolgono anche le sfide per sostituzione di Christian e Guido richieste da Veronica Peparini.
| PROVA                                  | CHRISTIAN             | DANIELE               |
| Commissario esterno: Garrison Rochelle |                       |                       |
| I                                      | Comparata BALLO Hurts | Comparata BALLO Hurts |
| VITTORIA                               | CHRISTIAN             | DANIELE               |

| PROVA                                  | GUIDO                       | ALESSIO                     |
| Commissario esterno: Garrison Rochelle |                             |                             |
| I                                      | Comparata BALLO Nah neh nah | Comparata BALLO Nah neh nah |
| II                                     | Comparata BALLO Niente      | Comparata BALLO Niente      |
| VITTORIA                               | GUIDO                       | ALESSIO                     |

Nella stessa puntata si svolge anche la sfida di Tommaso, richiesta dalla produzione, in quanto arrivato ultimo nella classifica Inediti, stilata da Giorgia nella puntata precedente.
| PROVA                              | TOMMASO          | THOMAS                      |
| Commissario esterno: Sara Andreani |                  |                             |
| I                                  | Catene (inedito) | Dentro ai ricordi (inedito) |
| VITTORIA                           | TOMMASO          | THOMAS                      |

Nella stessa puntata, Raimondo Todaro chiede ad Alessandra Celentano e Veronica Peparini di mettere in sfida immediata Mattia, per spronarlo dopo averlo visto arrivare ultimo nelle due precedenti classifiche (quella stilata da Emanuel Lo, e quella di Anbeta).
| PROVA                            | MATTIA  | ELEONORA      |
| Commissario esterno: Nancy Berti |         |               |
| I                                | Goodbye | Felices los 4 |
| VITTORIA                         | MATTIA  | ELEONORA      |

Si prosegue poi con le prove di mantenimento del banco, nonché riconferma delle felpe, sostenuta da tutti gli allievi di ballo, e da quelli che, secondo il/la proprio/a professore/ssa di riferimento, hanno bisogno di una prova aggiuntiva (oltre alla prova con il giudice esterno).
| Allievo/a | Esibizione                                 | Team di appartenenza | Esito             | Note              |
| --------- | ------------------------------------------ | -------------------- | ----------------- | ----------------- |
| LDA       | L'amore che non c'è                        | R. Zerbi             | Mantiene il banco | [ N 33 ]          |
| ALEX      | Medley Cu'mme / Con il nastro rosa / Bella | L. Cuccarini         | Mantiene il banco | [ N 38 ] [ N 33 ] |
| SERENA    | Riptide                                    | R. Todaro            | Mantiene il banco | –                 |
| DARIO     | Never be like you                          | V. Peparini          | Mantiene il banco | [ N 39 ] [ N 40 ] |
| LUIGI     | Muro (inedito)                             | R. Zerbi             | Mantiene il banco | [ N 41 ]          |

Per quanto riguarda Carola, per questa puntata non si esibisce a causa di un infortunio, ma mantiene comunque il banco.
| Allieva | Team di appartenenza | Esito             |
| ------- | -------------------- | ----------------- |
| CAROLA  | A. Celentano         | Mantiene il banco |

Gara di canto Scrivete sull’amore con Nek
In puntata viene chiesto a Nek di valutare gli allievi su una cover a loro scelta (su una proposta di 22 pezzi), con il compito di scrivere delle barre con tema centrale dell'amore, permettendo così di stilare una classifica. L'ultimo classificato viene messo in sfida nello speciale domenicale della settimana successiva. La prova vale per i cantanti anche come riconferma della felpa (se il proprio professore di riferimento la ritiene valida). 
| Allievo/a | Cover                                 | Team di appartenenza | Esito             | Esito      |
| Allievo/a | Cover                                 | Team di appartenenza | Interno           | Classifica |
| --------- | ------------------------------------- | -------------------- | ----------------- | ---------- |
| REA       | Baby can I hold you                   | R. Zerbi             | Mantiene il banco | 1°         |
| LUIGI     | Per due che come noi                  | R. Zerbi             | Mantiene il banco | 2°         |
| ALEX      | Chissà se lo sai                      | L. Cuccarini         | Mantiene il banco | 3°         |
| ALBE      | Il cielo nella stanza                 | A. Pettinelli        | Mantiene il banco | 4°         |
| TOMMASO   | Always remember us this way           | L. Cuccarini         | Mantiene il banco | 5°         |
| LDA       | Sempre e per sempre                   | R. Zerbi             | Mantiene il banco | 6°         |
| SIMONE    | Fiori di Chernobyl                    | R. Zerbi             | Mantiene il banco | 6°         |
| NICOL     | One                                   | R. Zerbi             | Mantiene il banco | 7°         |
| ALE       | Questa nostra stupida canzone d'amore | L. Cuccarini         | Mantiene il banco | 8°         |

### Settimana 8

#### 8ª puntata
Ospiti: Loredana Bertè, Roberto Saviano
Nella puntata di domenica 7 novembre viene mostrata per la prima volta ai ragazzi una compilation contenente tutti gli inediti dei cantanti in gara, intitolato Amici Soundcheck, disponibile su Amazon e autografato da ognuno di loro, a partire dal 19 novembre 2021.
Nella stessa puntata si svolge la sfida per sostituzione di LDA richiesta da Anna Pettinelli.
| PROVA                               | LDA                                        | EMA                                        |
| Commissario esterno: Charlie Rapino |                                            |                                            |
| I                                   | Comparata CANTO La mia banda suona il rock | Comparata CANTO La mia banda suona il rock |
| II                                  | Quello che fa male (inedito)               | Baciami (inedito)                          |
| VITTORIA                            | LDA                                        | EMA                                        |

Si prosegue, successivamente, con la sfida per sostituzione di Serena richiesta da Alessandra Celentano.
| PROVA                                  | SERENA | ALESSIA               |
| Commissario esterno: Garrison Rochelle |        |                       |
| I                                      | Voilà  | Asi se baila el tango |
| VITTORIA                               | SERENA | ALESSIA               |

Si prosegue poi con le prove di mantenimento del banco, nonché riconferma delle felpe, sostenuta da tutti gli allievi di ballo. 
| Allievo/a | Esibizione                                  | Team di appartenenza | Esito             | Note     |
| --------- | ------------------------------------------- | -------------------- | ----------------- | -------- |
| CHRISTIAN | That's what I like                          | R. Todaro            | Mantiene il banco | –        |
| DARIO     | Il nostro tempo                             | V. Peparini          | Mantiene il banco | –        |
| DARIO     | Variazione Don Quixote - III Atto (Basilio) | V. Peparini          | Mantiene il banco | [ N 30 ] |
| GUIDO     | Variazione Don Quixote - III Atto (Basilio) | A. Celentano         | Mantiene il banco | –        |
| MATTIA    | Will and Elizabeth                          | R. Todaro            | Mantiene il banco | –        |
| CAROLA    | Bandida                                     | A. Celentano         | Mantiene il banco | [ N 42 ] |
| SERENA    | Partition                                   | R. Todaro            | Mantiene il banco | [ N 43 ] |

Gara di canto Inediti con Loredana Bertè
In puntata viene chiesto a Loredana Bertè di valutare gli allievi sui loro nuovi inediti, permettendo così di stilare una classifica. L'ultimo classificato viene messo in sfida nello speciale domenicale della settimana successiva. La prova vale per i cantanti anche come riconferma della felpa. 
| Allievo/a | Inedito            | Team di appartenenza | Esito             | Esito                      | Esito      |
| Allievo/a | Inedito            | Team di appartenenza | Interno           | Giudizio di Loredana Bertè | Classifica |
| --------- | ------------------ | -------------------- | ----------------- | -------------------------- | ---------- |
| LUIGI     | Muro               | R. Zerbi             | Mantiene il banco | 10                         | 1°         |
| SISSI     | Come, come         | L. Cuccarini         | Mantiene il banco | 9                          | 2°         |
| ALE       | 2 minuti           | L. Cuccarini         | Mantiene il banco | 8.5                        | 3°         |
| ALEX      | Tra silenzi (Roma) | L. Cuccarini         | Mantiene il banco | 8                          | 4°         |
| ALBE      | Così bello         | A. Pettinelli        | Mantiene il banco | 7.5                        | 5°         |
| TOMMASO   | Catene             | L. Cuccarini         | Mantiene il banco | 7                          | 6°         |
| SIMONE    | Da ricchi noi      | R. Zerbi             | Mantiene il banco | 6.5                        | 7°         |
| LDA       | Sai                | R. Zerbi             | Mantiene il banco | 6                          | 8°         |
| REA       | Sotto la pelle     | R. Zerbi             | Mantiene il banco | 6                          | 8°         |
| NICOL     | Spotify            | R. Zerbi             | Mantiene il banco | 5                          | 9°         |

#### Day-time
Gara di ballo Creatività con Garrison Rochelle
Nel day-time di giovedì 11 novembre viene chiesto al coreografo e maestro di ballo Garrison Rochelle di valutare i ballerini su una coreografia montata da loro stessi in un’ora di tempo (sulla base di una canzone scelta da ognuno di loro) e successivamente stilare una classifica.
| Allievo/a | Esibizione            | Team di appartenenza | Esito in classifica |
| --------- | --------------------- | -------------------- | ------------------- |
| DARIO     | Meglio del cinema     | V. Peparini          | 1º                  |
| GUIDO     | The Rules (End Title) | A. Celentano         | 2º                  |
| SERENA    | No hero               | R. Todaro            | 3º                  |
| MATTIA    | Ego                   | R. Todaro            | 4º                  |
| CAROLA    | Experience            | A. Celentano         | 5º                  |
| CHRISTIAN | Manolo                | R. Todaro            | 6º                  |

### Settimana 9

#### 9ª puntata
Ospiti: AKA 7even, J-Ax
Nella puntata di domenica 14 novembre si svolge la sfida per sostituzione di Ale richiesta dalla produzione, in quanto arrivata ultima nella classifica Scrivete sull'amore stilata da Nek nella puntata di domenica 31 ottobre. La sfida però viene sostituita da una richiesta di Anna Pettinelli, che per l'occasione chiede alla produzione stessa di poter far sfidare Ale contro un ragazzo da lei scelto, che era già stato chiamato per la sfida contro LDA (giovedì 14 ottobre). La richiesta viene accettata.
| PROVA                                      | ALE                | ANDREA                 |
| Commissario esterno: Martina Giannitrapani |                    |                        |
| I                                          | Un tempo piccolo   | L'anno che verrà       |
| II                                         | 2 minuti (inedito) | Piazza Unità (inedito) |
| VITTORIA                                   | ANDREA             | ALE                    |

Nella stessa puntata si svolge anche la sfida per sostituzione di Guido richiesta da Veronica Peparini.
| PROVA                                   | GUIDO                                                | FABRIZIO    |
| Commissario esterno: Marcello Sacchetta |                                                      |             |
| I                                       | Variazione Flammes de Paris - Pas de deux (Philippe) | Ave Cesaria |
| VITTORIA                                | GUIDO                                                | FABRIZIO    |

Nella stessa puntata si svolge anche la sfida per sostituzione di LDA richiesta da Anna Pettinelli.
| PROVA                              | LDA                             | NICCOLÒ                         |
| Commissario esterno: Klaus Bonoldi |                                 |                                 |
| I                                  | Comparata CANTO Pastello bianco | Comparata CANTO Pastello bianco |
| II                                 | Sai (inedito)                   | Canzone da schiappa (inedito)   |
| VITTORIA                           | LDA                             | NICCOLÒ                         |

Si prosegue poi con le prove di mantenimento del banco, nonché riconferma delle felpe, sostenuta da tutti gli allievi di ballo.
| Allievo/a | Esibizione                        | Team di appartenenza | Esito             | Note              |
| --------- | --------------------------------- | -------------------- | ----------------- | ----------------- |
| LUIGI     | Muro (inedito)                    | R. Zerbi             | Mantiene il banco | [ N 28 ]          |
| CHRISTIAN | Tutti Frutti Boogie               | R. Todaro            | Mantiene il banco | [ N 44 ]          |
| CAROLA    | Mi fa male                        | A. Celentano         | Mantiene il banco | –                 |
| CAROLA    | Everybody's got to learn sometime | A. Celentano         | Mantiene il banco | [ N 33 ] [ N 44 ] |
| MATTIA    | Give me love                      | R. Todaro            | Mantiene il banco | –                 |

Per quanto riguarda Serena, per questa puntata non si esibisce a causa di un infortunio, ma mantiene comunque il banco.
| Allieva | Team di appartenenza | Esito             |
| ------- | -------------------- | ----------------- |
| SERENA  | R. Todaro            | Mantiene il banco |

Gara di canto Rabbia o Felicità con J-Ax
In puntata viene chiesto a J-Ax di valutare gli allievi su delle cover, permettendo così di stilare una classifica. Gli ultimi due classificati vengono mandati in sfida nello speciale domenicale della settimana successiva. La prova vale per i cantanti anche come riconferma della felpa. 
| Allievo/a | Esibizione                      | Team di appartenenza | Esito             | Esito            | Esito      |
| Allievo/a | Esibizione                      | Team di appartenenza | Interno           | Giudizio di J-Ax | Classifica |
| --------- | ------------------------------- | -------------------- | ----------------- | ---------------- | ---------- |
| LDA       | Fuck It (I Don't Want You Back) | R. Zerbi             | Mantiene il banco | 8                | 1°         |
| ALBE      | La mia signorina                | A. Pettinelli        | Mantiene il banco | 7.5              | 2°         |
| SISSI     | Salirò                          | L. Cuccarini         | Mantiene il banco | 7                | 3°         |
| REA       | Creep                           | R. Zerbi             | Mantiene il banco | 7                | 3°         |
| LUIGI     | Il tempo di morire              | R. Zerbi             | Mantiene il banco | [ N 45 ]         | [ N 45 ]   |
| NICOL     | Buon viaggio                    | R. Zerbi             | Mantiene il banco | [ N 45 ]         | [ N 45 ]   |
| SIMONE    | Pensa                           | R. Zerbi             | Mantiene il banco | 6.5              | 6°         |
| ALEX      | Believer                        | L. Cuccarini         | Mantiene il banco | 6.5              | 6°         |
| TOMMASO   | La fine                         | L. Cuccarini         | Mantiene il banco | 6                | 7º         |

#### Day-time
Nel day-time di lunedì 15 novembre Dario sostiene la prova di mantenimento del banco.
| Allievo | Esibizione | Team di appartenenza | Esito             | Note |
| ------- | ---------- | -------------------- | ----------------- | ---- |
| DARIO   | Santé      | V. Peparini          | Mantiene il banco | –    |

Gara di ballo Fai vivere un oggetto con Francesca Bernabini
Nel day-time di martedì 16 novembre viene chiesto alla giornalista e critica di danza Francesca Bernabini di valutare i ballerini su una coreografia montata da loro stessi in un’ora di tempo (sulla base di una canzone collegata ad un oggetto scelto da ognuno di loro, il quale durante l'esibizione dovrà prendere vita) e successivamente stilare una classifica. L'ultimo classificato andrà in sfida.
| Allievo/a | Esibizione                 | Team di appartenenza | Oggetto di scena        | Esito                           | Esito      |
| Allievo/a | Esibizione                 | Team di appartenenza | Oggetto di scena        | Giudizio di Francesca Bernabini | Classifica |
| --------- | -------------------------- | -------------------- | ----------------------- | ------------------------------- | ---------- |
| CHRISTIAN | Penso positivo             | R. Todaro            | Pallone da calcio       | 8.5                             | 1º         |
| MATTIA    | Another one bites the dust | R. Todaro            | Guanti da boxe          | 8                               | 2º         |
| GUIDO     | Mi tierra                  | A. Celentano         | Bottiglia con messaggio | 7.5                             | 3°         |
| CAROLA    | Milord                     | A. Celentano         | Bastone                 | 7                               | 4º         |
| SERENA    | Because the night          | R. Todaro            | Manichino               | 6+                              | 5º         |
| DARIO     | A un passo da te           | V. Peparini          | Scarpa con tacco        | 6                               | 6º         |

Verifica di solfeggio
Nel day-time di venerdì 19 novembre viene svolta una verifica di solfeggio valutata dall'insegnante Giovanni Sciabbarrasi e successivamente viene stilata una classifica.
| Allievo/a | Team di appartenenza | Giudizio di Giovanni Sciabbarrasi | Esito in classifica |
| --------- | -------------------- | --------------------------------- | ------------------- |
| LUIGI     | R. Zerbi             | 8                                 | 1º                  |
| REA       | R. Zerbi             | 7-                                | 2º                  |
| TOMMASO   | L. Cuccarini         | 6                                 | 3°                  |
| ALBE      | A. Pettinelli        | 6-                                | 4º                  |
| NICOL     | R. Zerbi             | 5.5                               | 5º                  |
| ALEX      | L. Cuccarini         | 5+                                | 6º                  |
| LDA       | R. Zerbi             | 5                                 | 7º                  |
| SIMONE    | R. Zerbi             | 4                                 | 8º                  |

### Settimana 10

#### 10ª puntata
Nella puntata di domenica 21 novembre si svolge la sfida per sostituzione di Alex richiesta dalla produzione, in quanto arrivato penultimo nella classifica Rabbia o Felicità stilata da J-Ax nella puntata precedente.
| PROVA                                 | ALEX                         | FAKE                 |
| Commissario esterno: Veronica Vezzoli |                              |                      |
| I                                     | Comparata CANTO Iris         | Comparata CANTO Iris |
| II                                    | Tra silenzi (Roma) (inedito) | Infinito (inedito)   |
| VITTORIA                              | ALEX                         | FAKE                 |

Nella stessa puntata si svolge anche la sfida per sostituzione di Dario richiesta dalla produzione, in quanto arrivato ultimo nella classifica Fai vivere un oggetto stilata da Francesca Bernabini nel day-time di martedì 16 novembre.
| PROVA                           | DARIO                    | GABRIELE                 |
| Commissario esterno: Emanuel Lo |                          |                          |
| I                               | Comparata BALLO Recovery | Comparata BALLO Recovery |
| VITTORIA                        | DARIO                    | GABRIELE                 |

Nella stessa puntata si svolge anche la sfida per sostituzione di Nicol richiesta dalla produzione, in quanto arrivata ultima nella classifica Inediti stilata da Loredana Bertè nella puntata di domenica 7 novembre.
| PROVA                              | NICOL             | SUSANNA              |
| Commissario esterno: Sara Andreani |                   |                      |
| I                                  | Spotify (inedito) | Mille pare (inedito) |
| VITTORIA                           | NICOL             | SUSANNA              |

Si prosegue poi con le prove di mantenimento del banco, nonché riconferma delle felpe, sostenuta da tutti gli allievi di ballo. 
| Allievo/a | Esibizione                  | Team di appartenenza | Esito             | Note              |
| --------- | --------------------------- | -------------------- | ----------------- | ----------------- |
| MATTIA    | Boca                        | R. Todaro            | Mantiene il banco | [ N 28 ]          |
| MATTIA    | You shook me all night long | R. Todaro            | Mantiene il banco | –                 |
| SERENA    | Vertigine                   | R. Todaro            | Mantiene il banco | –                 |
| SERENA    | Potevi fare di più          | R. Todaro            | Mantiene il banco | [ N 30 ] [ N 46 ] |
| CHRISTIAN | Klan                        | R. Todaro            | Mantiene il banco | –                 |
| CAROLA    | Something stupid            | A. Celentano         | Mantiene il banco | –                 |
| CAROLA    | Careless whisper            | A. Celentano         | Mantiene il banco | [ N 47 ] [ N 48 ] |
| GUIDO     | C'est la vie                | A. Celentano         | Mantiene il banco | –                 |

Gara di canto Cover con i professori
In puntata viene chiesto ai professori di canto Anna Pettinelli, Lorella Cuccarini e Rudy Zerbi di valutare gli allievi su delle cover assegnate da loro agli allievi non appartenenti al proprio team, permettendo così di stilare una classifica e mandare in sfida gli ultimi due classificati. Le assegnazioni dei professori possono essere accettate o rifiutate per il proprio allievo, secondo il volere del proprio professore di riferimento. La prova, inoltre, vale per i cantanti anche come riconferma della felpa. 
| Allievo/a | Esibizione                  | Team di appartenenza | Professore richiedente il brano | Voti dei Professori | Voti dei Professori | Voti dei Professori | Esito             | Esito | Esito      |
| Allievo/a | Esibizione                  | Team di appartenenza | Professore richiedente il brano | Voti dei Professori | Voti dei Professori | Voti dei Professori | Interno           | Media | Classifica |
| Allievo/a | Esibizione                  | Team di appartenenza | Professore richiedente il brano | A. Pettinelli       | L. Cuccarini        | R. Zerbi            | Interno           | Media | Classifica |
| --------- | --------------------------- | -------------------- | ------------------------------- | ------------------- | ------------------- | ------------------- | ----------------- | ----- | ---------- |
| LUIGI     | Lady                        | R. Zerbi             | A. Pettinelli                   | 7.5                 | 8                   | 10                  | Mantiene il banco | 8.5   | 1°         |
| SISSI     | Soon we'll be found         | L. Cuccarini         | R. Zerbi                        | 8                   | 9                   | 8                   | Mantiene il banco | 8.3   | 2°         |
| ALEX      | I wanna dance with somebody | L. Cuccarini         | A. Pettinelli                   | 5                   | 8                   | 10                  | Mantiene il banco | 7.66  | 3°         |
| LDA       | It's oh so quiet            | R. Zerbi             | A. Pettinelli                   | 4                   | 7.5                 | 10                  | Mantiene il banco | 7.16  | 4°         |
| REA       | Primavera                   | R. Zerbi             | L. Cuccarini                    | 6.5                 | 7+                  | 7.5                 | Mantiene il banco | 7.08  | 5°         |
| NICOL     | Casa                        | R. Zerbi             | L. Cuccarini                    | 4.5                 | 7.5                 | 7                   | Mantiene il banco | 6.33  | 6°         |
| ALBE      | Next to you                 | A. Pettinelli        | L. Cuccarini                    | 5                   | 6.5                 | 6.5                 | Mantiene il banco | 6     | 7°         |
| TOMMASO   | Dancing with a stranger     | L. Cuccarini         | A. Pettinelli                   | 4                   | 7                   | 7                   | Mantiene il banco | 6     | 7°         |
| ANDREA    | Via                         | A. Pettinelli        | L. Cuccarini                    | 9                   | 6.5                 | 2                   | Mantiene il banco | 5.83  | 8°         |
| SIMONE    | Sway                        | R. Zerbi             | A. Pettinelli                   | 3                   | 5                   | 1                   | Mantiene il banco | 3     | 9°         |

#### Day-time
Nel day-time di lunedì 22 novembre si svolge la sfida per sostituzione di Tommaso richiesta dalla produzione, in quanto arrivato ultimo nella classifica Rabbia o Felicità stilata da J-Ax nella puntata di domenica 7 novembre. La sfida però viene sostituita da una richiesta di Anna Pettinelli, che per l'occasione chiede alla produzione stessa di poter far sfidare Tommaso contro una ragazza da lei scelta. La richiesta viene accettata.
| PROVA                                 | TOMMASO          | ELENA        |
| Commissario esterno: Veronica Vezzoli |                  |              |
| I                                     | Catene (inedito) | Dance monkey |
| VITTORIA                              | TOMMASO          | ELENA        |

Nel day-time di mercoledì 24 novembre si svolge la sfida per sostituzione di Simone richiesta dalla produzione, in quanto arrivato ultimo nella classifica Rabbia o Felicità stilata da J-Ax nella puntata di domenica 7 novembre.
| PROVA                                   | SIMONE                  | MADRID            |
| Commissario esterno: Carlo Di Francesco |                         |                   |
| I                                       | Da ricchi noi (inedito) | Cabaret (inedito) |
| VITTORIA                                | SIMONE                  | MADRID            |

Successivamente Rudy Zerbi gli sospende la felpa. Sempre nello stesso day-time anche Raimondo Todaro sospende la felpa al suo allievo, Mattia, per aver avuto un atteggiamento svogliato durante una lezione in settimana, e non permettendogli di esibirsi nel pomeridiano di domenica. 
| Allievo | Team di appartenenza | Esito            |
| ------- | -------------------- | ---------------- |
| SIMONE  | R. Zerbi             | Giudizio sospeso |
| MATTIA  | R. Todaro            | Giudizio sospeso |

Gara di ballo Emozioni con Marcello Sacchetta
Nel day-time di giovedì 25 novembre viene chiesto al coreografo e maestro di ballo Marcello Sacchetta di valutare i ballerini su una coreografia montata da loro stessi in mezz'ora di tempo (sulla base di un'emozione scelta da ognuno di loro) e successivamente stilare una classifica. L'ultimo classificato andrà in sfida. Mattia non partecipa, in quanto ha la felpa sospesa.
| Allievo/a | Esibizione           | Team di appartenenza | Emozione scelta | Esito                          | Esito      |
| Allievo/a | Esibizione           | Team di appartenenza | Emozione scelta | Giudizio di Marcello Sacchetta | Classifica |
| --------- | -------------------- | -------------------- | --------------- | ------------------------------ | ---------- |
| DARIO     | My immortal          | V. Peparini          | Dolore          | 6                              | 1°         |
| SERENA    | Difendimi per sempre | R. Todaro            | Amore           | 5+                             | 2°         |
| GUIDO     | Solo                 | A. Celentano         | Solitudine      | 5                              | 3°         |
| CHRISTIAN | So what              | R. Todaro            | Rabbia          | 4                              | 4°         |
| CAROLA    | Think                | A. Celentano         | Libertà         | 3                              | 5°         |

### Settimana 11

#### 11ª puntata
Ospiti: Giulia Michelini, Tancredi
Nella puntata di domenica 28 novembre si esibisce una ballerina di nome Virginia, per la quale la maestra A. Celentano richiede alla produzione un banco, o in caso negativo una sfida. Successivamente, la produzione chiede agli altri docenti se vorrebbero assegnare un banco a Virginia, escludendo così la possibilità della sfida diretta contro Christian (candidato per tale dalla stessa A. Celentano). Per maggioranza, Virginia entra ufficialmente nella scuola.
| Allieva  | Esibizione | Candidata per il team | Giudizio Professori | Giudizio Professori | Giudizio Professori | Giudizio Professori | Giudizio Professori | Giudizio Professori | Esito            |
| -------- | ---------- | --------------------- | ------------------- | ------------------- | ------------------- | ------------------- | ------------------- | ------------------- | ---------------- |
| VIRGINIA | Midra      | A. Celentano          | R. Zerbi            | L. Cuccarini        | A. Pettinelli       | A. Celentano        | R. Todaro           | V. Peparini         | Ottiene il banco |
| VIRGINIA | Midra      | A. Celentano          | N.D.                |                     |                     |                     |                     |                     | Ottiene il banco |

Nella stessa puntata si svolge la sfida immediata di Simone, voluta da Lorella Cuccarini, anche avendo la maglia sospesa dal suo professore di riferimento, Rudy Zerbi.
| PROVA                                | SIMONE                  | AISHA               |
| Commissario esterno: Federico Sacchi |                         |                     |
| I                                    | Da ricchi noi (inedito) | Bad vibes (inedito) |
| VITTORIA                             | AISHA                   | SIMONE              |

Nella stessa puntata si svolge anche la sfida per sostituzione di Carola, richiesta dalla produzione, in quanto arrivata ultima nella classifica Emozioni stilata da Marcello Sacchetta nel day-time di giovedì 25 novembre.
| PROVA                              | CAROLA       | LETIZIA    |
| Commissario esterno: Giorgio Madia |              |            |
| I                                  | Ice ice baby | Chandelier |
| VITTORIA                           | CAROLA       | LETIZIA    |

Nella stessa puntata si svolge anche la sfida di Andrea, richiesta dalla produzione, in quanto arrivato ultimo nella classifica Cover stilata dai professori di canto nella puntata precedente. La sfida però viene sostituita da una richiesta di Rudy Zerbi, che per l'occasione chiede alla produzione stessa di poter far sfidare Andrea contro Elena, una ragazza che aveva già sostenuto una sfida contro Tommaso nel day-time di lunedì 22 novembre. La richiesta viene accettata.
| PROVA                                | ANDREA                             | ELENA                              |
| Commissario esterno: Federico Sacchi |                                    |                                    |
| I                                    | Comparata CANTO You are the reason | Comparata CANTO You are the reason |
| VITTORIA                             | ELENA                              | ANDREA                             |

Si prosegue poi con le prove di mantenimento del banco, nonché riconferma delle felpe, sostenuta da tutti gli allievi di ballo. 
| Allievo/a | Esibizione       | Team di appartenenza | Esito             | Note              |
| --------- | ---------------- | -------------------- | ----------------- | ----------------- |
| SERENA    | Senza fiato      | R. Todaro            | Mantiene il banco | [ N 28 ]          |
| SERENA    | Cheek to cheek   | R. Todaro            | Mantiene il banco | [ N 30 ] [ N 29 ] |
| LDA       | It's oh so quiet | R. Zerbi             | Mantiene il banco | [ N 33 ]          |
| CHRISTIAN | No man no cry    | R. Todaro            | Mantiene il banco | -                 |
| DARIO     | Aldo ritmo       | V. Peparini          | Mantiene il banco | -                 |

Gara di canto Inediti con Giulia Michelini
In puntata viene chiesto a Giulia Michelini di valutare gli allievi sui loro inediti, permettendo così di stilare una classifica. Gli ultimi due classificati vengono messi in sfida nello speciale domenicale della settimana successiva. La prova vale per i cantanti anche come riconferma della felpa. 
| Allievo/a | Inedito            | Team di appartenenza | Esito             | Esito      |
| Allievo/a | Inedito            | Team di appartenenza | Interno           | Classifica |
| --------- | ------------------ | -------------------- | ----------------- | ---------- |
| NICOL     | Spotify            | R.Zerbi              | Mantiene il banco | 1°         |
| LUIGI     | Muro               | R.Zerbi              | Mantiene il banco | 1°         |
| SISSI     | Come, come         | L. Cuccarini         | Mantiene il banco | 1°         |
| ALBE      | Così bello         | A. Pettinelli        | Mantiene il banco | 2°         |
| LDA       | Sai                | R. Zerbi             | Mantiene il banco | 3°         |
| REA       | Sotto la pelle     | R. Zerbi             | Mantiene il banco | 4°         |
| ALEX      | Tra silenzi (Roma) | L. Cuccarini         | Mantiene il banco | 5°         |
| TOMMASO   | Catene             | L. Cuccarini         | Mantiene il banco | 6°         |

#### Day-time
Nel day-time di lunedì 29 novembre Guido sostiene la prova di mantenimento del banco.
| Allievo | Esibizione     | Team di appartenenza | Esito             | Note |
| ------- | -------------- | -------------------- | ----------------- | ---- |
| GUIDO   | Personal Jesus | A. Celentano         | Mantiene il banco | –    |

Gara di ballo Improvvisazione con un Elemento con i Professionisti di Amici
Nel day-time di giovedì 2 dicembre viene chiesto ai professionisti di ballo (Elena D'Amario, Giulia Pauselli, Francesca Tocca, Giulia Stabile, Umberto Gaudino, Simone Nolasco, Andreas Müller e Sebastian Melo Taveira) di valutare i ballerini su una coreografia montata da loro stessi in mezz'ora di tempo (sulla base di un elemento scelto da ognuno di loro) e successivamente stilare una classifica. Gli ultimi due classificati andranno in sfida. Mattia e Serena non partecipano, in quanto Mattia ha la felpa sospesa e Serena non può a causa di un problema al ginocchio.
| Allievo/a | Esibizione           | Team di appartenenza | Elemento scelto | Esito in classifica |
| --------- | -------------------- | -------------------- | --------------- | ------------------- |
| CHRISTIAN | Dog days are over    | R. Todaro            | Bolla           | 1°                  |
| DARIO     | Calling you          | V. Peparini          | Aria            | 2°                  |
| VIRGINIA  | Calling you          | A. Celentano         | Aria            | 3°                  |
| CAROLA    | L'ombelico del mondo | A. Celentano         | Acqua           | 3°                  |
| GUIDO     | L'ombelico del mondo | A. Celentano         | Acqua           | 4°                  |

### Settimana 12

#### 12ª puntata
Ospiti: Giordana Angi, Christian De Sica
Nella puntata di domenica 5 dicembre si svolge la sfida per sostituzione di Tommaso richiesta dalla produzione, in quanto arrivato ultimo nella classifica Inediti stilata da Giulia Michelini nella puntata precedente. Come fatto in precedenza, anche questa volta a chiedere di poter scegliere lo sfidante è Anna Pettinelli, che ottiene il consenso dalla produzione.
| PROVA                                | TOMMASO          | CRYTICAL           |
| Commissario esterno: Federico Sacchi |                  |                    |
| I                                    | Catene (inedito) | Casa mia (inedito) |
| VITTORIA                             | CRYTICAL         | TOMMASO            |

Nella stessa puntata si svolgono anche le sfide per sostituzione di Carola e Virginia richieste dalla produzione, in quanto arrivate ultime nella classifica Improvvisazione con un elemento stilata dai professionisti di ballo nel day-time di giovedì 2 dicembre.
| PROVA                                  | CAROLA                                     | MARIANNA            |
| Commissario esterno: Garrison Rochelle |                                            |                     |
| I                                      | Variazione Le Corsaire - III Atto (Medora) | I guess I'm in love |
| VITTORIA                               | CAROLA                                     | MARIANNA            |

| PROVA                                  | VIRGINIA                       | COSMARY      |
| Commissario esterno: Garrison Rochelle |                                |              |
| I                                      | It's a man's man's man's world | Orion’s belt |
| VITTORIA                               | COSMARY                        | VIRGINIA     |

Nella stessa puntata si svolge la sfida di Alex richiesta dalla produzione, in quanto arrivato ultimo nella classifica stilata da Giulia Michelini nella puntata precedente.
| PROVA                                 | ALEX        | GIUSEPPE        |
| Commissario esterno: Gabriele Minelli |             |                 |
| I                                     | Wicked game | drivers license |
| VITTORIA                              | ALEX        | GIUSEPPE        |

Nella stessa puntata, Alessandra Celentano decide di sostituire Guido (annullandogli così la sfida) con Cristiano, ritenendolo più pronto e con maggiore voglia di studiare all’interno della scuola. Raimondo Todaro invece, dopo aver sospeso precedentemente la maglia a Mattia, decide di riconfermargli il banco, non facendolo comunque esibire in puntata.
| Allievo | Team di appartenenza | Esito             |
| ------- | -------------------- | ----------------- |
| GUIDO   | A. Celentano         | Sostituito        |
| GUIDO   | A. Celentano         | Eliminato         |
| MATTIA  | R. Todaro            | Mantiene il banco |

| Allievo   | Esibizione | Candidato per il team | Esito            |
| --------- | ---------- | --------------------- | ---------------- |
| CRISTIANO | Hostage    | A. Celentano          | Ottiene il banco |

Si prosegue poi con le prove di mantenimento del banco, nonché riconferma delle felpe, sostenuta dai restanti allievi.
| Allievo/a | Esibizione                | Team di appartenenza | Esito             | Note     |
| --------- | ------------------------- | -------------------- | ----------------- | -------- |
| CHRISTIAN | Live is life              | R. Todaro            | Mantiene il banco | –        |
| SERENA    | Boom boom pow             | R. Todaro            | Mantiene il banco | –        |
| LDA       | Scusa (inedito)           | R. Zerbi             | Mantiene il banco | [ N 41 ] |
| LUIGI     | Partirò da zero (inedito) | R. Zerbi             | Mantiene il banco | [ N 41 ] |
| NICOL     | Nome (inedito)            | R. Zerbi             | Mantiene il banco | [ N 41 ] |
| DARIO     | Zombie                    | V. Peparini          | Mantiene il banco | [ N 39 ] |

Gara di canto Una canzone per.. con Christian De Sica
In puntata viene chiesto a Christian De Sica di valutare gli allievi su delle cover da dedicare a qualcuno, permettendo così di stilare una classifica. L'ultimo classificato viene mandato in sfida nello speciale domenicale della settimana successiva. La prova vale per i cantanti anche come riconferma della felpa. 
| Allievo/a | Esibizione             | Team di appartenenza | Esito             | Esito                         | Esito      |
| Allievo/a | Esibizione             | Team di appartenenza | Interno           | Giudizio di Christian De Sica | Classifica |
| --------- | ---------------------- | -------------------- | ----------------- | ----------------------------- | ---------- |
| SISSI     | Bohemian Rhapsody      | L. Cuccarini         | Mantiene il banco | 9                             | 1°         |
| CRYTICAL  | Freestyle Rap Famiglia | A. Pettinelli        | Mantiene il banco | 9                             | 1°         |
| LDA       | L’emozione non ha voce | R. Zerbi             | Mantiene il banco | 9                             | 1°         |
| ELENA     | Il diario degli errori | R. Zerbi             | Mantiene il banco | 8                             | 2°         |
| AISHA     | Man down               | L. Cuccarini         | Mantiene il banco | 8                             | 2°         |
| ALBE      | E yo mamma             | A. Pettinelli        | Mantiene il banco | 7+                            | 3°         |
| LUIGI     | Father and son         | R. Zerbi             | Mantiene il banco | 7                             | 4°         |
| REA       | I'll stand by you      | R. Zerbi             | Mantiene il banco | 6.5                           | 5º         |
| NICOL     | Una canzone per te     | R. Zerbi             | Mantiene il banco | 6.5                           | 5º         |

#### Day-time
Gara di ballo Contact con Marcello Sacchetta
Nel day-time di giovedì 9 dicembre viene chiesto a Marcello Sacchetta di valutare i ballerini su una coreografia montata da loro stessi in mezz'ora di tempo (sulla base della tecnica Contact, che prevede il non staccarsi mentre si balla tra i due partner), esibita in coppia, e successivamente di stilare una classifica. L'ultimo classificato andrà in sfida. Cosmary e Serena non partecipano; Mattia, non essendo riuscito a trovare un partner che gli dicesse sì, rimane escluso nella formazione delle coppie ed è di default in sfida.
| Coppia | Allievo/a | Esibizione             | Team di appartenenza | Esito                          | Esito      |
| Coppia | Allievo/a | Esibizione             | Team di appartenenza | Giudizio di Marcello Sacchetta | Classifica |
| ------ | --------- | ---------------------- | -------------------- | ------------------------------ | ---------- |
| 1      | DARIO     | Cascare nei tuoi occhi | V. Peparini          | 7                              | 1°         |
| 1      | CHRISTIAN | Cascare nei tuoi occhi | R. Todaro            | 6+                             | 2°         |
| 2      | CAROLA    | L'anima vola           | A. Celentano         | 6                              | 3°         |
| 2      | CRISTIANO | L'anima vola           | A. Celentano         | 5                              | 4°         |

### Settimana 13

#### 13ª puntata
Ospiti: Il Pagante, Riki, Sabrina Ferilli, Marco Mengoni, Giovanni Iovino
Nella puntata di domenica 12 dicembre si svolge la sfida per sostituzione di Mattia, richiesta dalla produzione, in quanto escluso dalla classifica Contact stilata da Marcello Sacchetta, nel day-time di giovedì 9 dicembre.
| PROVA                            | MATTIA                    | NICOLA      |
| Commissario esterno: Nancy Berti |                           |             |
| I                                | Medley Un amor / Bamboléo | España Cañi |
| VITTORIA                         | MATTIA                    | NICOLA      |

Nella stessa puntata si svolge anche la sfida per sostituzione di Rea richiesta dalla produzione, in quanto arrivata ultima nella classifica Una canzone per.. stilata da Christian De Sica nella puntata precedente. Come fatto in precedenza, anche questa volta a chiedere di poter scegliere la sfidante è Anna Pettinelli, che ottiene il consenso dalla produzione.
| PROVA                               | REA    | ALICE         |
| Commissario esterno: Paolo Giordano |        |               |
| I                                   | Strong | One last song |
| VITTORIA                            | REA    | ALICE         |

Si prosegue poi con le prove di mantenimento del banco, nonché riconferma delle felpe, sostenuta dagli allievi di ballo. Christian era assente in studio, ma mantiene comunque il banco. 
| Allievo/a | Esibizione                 | Team di appartenenza | Esito                    | Note              |
| --------- | -------------------------- | -------------------- | ------------------------ | ----------------- |
| COSMARY   | Dance 4 me                 | A. Celentano         | Sospensione del giudizio | –                 |
| DARIO     | La costruzione di un amore | V. Peparini          | Mantiene il banco        | –                 |
| DARIO     | Sweet dreams               | V. Peparini          | Mantiene il banco        | [ N 30 ] [ N 53 ] |
| CAROLA    | Lillies of the valley      | A. Celentano         | Mantiene il banco        | –                 |
| SERENA    | Scars to your beautiful    | R. Todaro            | Mantiene il banco        | –                 |
| AISHA     | Bad vibes (inedito)        | L. Cuccarini         | Mantiene il banco        | [ N 41 ]          |
| ALEX      | Ammirare tutto (inedito)   | L. Cuccarini         | Mantiene il banco        | [ N 41 ]          |
| REA       | Controsenso (inedito)      | R. Zerbi             | Mantiene il banco        | [ N 41 ]          |
| MATTIA    | Cántalo                    | R. Todaro            | Mantiene il banco        | [ N 28 ]          |

Gara di canto Quello che per me è importante con Sabrina Ferilli
In puntata viene chiesto a Sabrina Ferilli di valutare gli allievi su delle cover, permettendo così di stilare una classifica. L'ultimo classificato viene mandato in sfida nello speciale domenicale della settimana successiva. La prova vale per i cantanti anche come riconferma della felpa.
| Allievo/a | Esibizione              | Team di appartenenza | Esito             | Esito                       | Esito      |
| Allievo/a | Esibizione              | Team di appartenenza | Interno           | Giudizio di Sabrina Ferilli | Classifica |
| --------- | ----------------------- | -------------------- | ----------------- | --------------------------- | ---------- |
| LUIGI     | Alleria                 | R. Zerbi             | Mantiene il banco | 9.5                         | 1°         |
| SISSI     | Almeno tu nell'universo | L. Cuccarini         | Mantiene il banco | 9.5                         | 1°         |
| AISHA     | Read all about it       | L. Cuccarini         | Mantiene il banco | 9                           | 2°         |
| LDA       | Un attimo ancora        | R. Zerbi             | Mantiene il banco | 9                           | 2°         |
| CRYTICAL  | Un giorno in più        | A. Pettinelli        | Mantiene il banco | 8.5                         | 3°         |
| ALBE      | Purpose                 | A. Pettinelli        | Mantiene il banco | 7                           | 4°         |
| ELENA     | Quando finisce un amore | R. Zerbi             | Mantiene il banco | 7                           | 4°         |
| ALEX      | La verità               | L. Cuccarini         | Mantiene il banco | 7                           | 4°         |

#### Day-time
Nel day-time di lunedì 13 dicembre si svolge la sfida per sostituzione di Nicol, in quanto arrivata ultima nella classifica di canto Una canzone per.. stilata da Christian De Sica nella puntata di domenica 5 dicembre. Come fatto in precedenza, anche questa volta a chiedere di poter scegliere la sfidante è Anna Pettinelli, che ottiene il consenso dalla produzione.
| PROVA                               | NICOL         | DALILA             |
| Commissario esterno: Paolo Giordano |               |                    |
| I                                   | Amour censure | Giudizi universali |
| VITTORIA                            | NICOL         | DALILA             |

Nella stessa puntata si svolge anche la sfida per sostituzione di Cristiano richiesta dalla produzione, in quanto arrivato ultimo nella gara di ballo Contact, stilata da Marcello Sacchetta nel day-time di giovedì 9 dicembre.
| PROVA                                | CRISTIANO | SUCCO     |
| Commissario esterno: Anbeta Toromani |           |           |
| I                                    | Kiss      | Paraocchi |
| VITTORIA                             | CRISTIANO | SUCCO     |

Gara di ballo Inediti... di ballo con Sebastian Melo Taveira
Nel day-time di giovedì 16 dicembre viene chiesto a Sebastian Melo Taveira (scelto dagli allievi, a maggioranza, tra una serie di giudici) di valutare i ballerini sull'improvvisazione su un inedito dei cantanti di Amici 21, a loro scelta, e successivamente di stilare una classifica. Mattia, Christian e Serena non partecipano per motivi di salute; Cosmary, invece, partecipa alla gara (nonostante la maglia sospesa) per volere della sua insegnante, A. Celentano, ma senza entrare a far parte della classifica. Dario, in quanto vincitore della sfida, ha il diritto di mandare in sfida uno dei suoi compagni.
| Allievo/a | Esibizione      | Team di appartenenza | Esito                              | Esito      |
| Allievo/a | Esibizione      | Team di appartenenza | Giudizio di Sebastian Melo Taveira | Classifica |
| --------- | --------------- | -------------------- | ---------------------------------- | ---------- |
| DARIO     | Partirò da zero | V. Peparini          | 7.5                                | 1°         |
| CAROLA    | Nome            | A. Celentano         | 7+                                 | 2°         |
| CRISTIANO | Bad vibes       | A. Celentano         | 5                                  | 3°         |
| COSMARY   | Ammirare tutto  | A. Celentano         | 6.5                                | N.C.       |

### Settimana 14

#### 14ª puntata
Ospiti: Pio e Amedeo, Fedez, Alessandra Amoroso, Deddy, Briga
Nella puntata di domenica 19 dicembre si svolgono le sfide per sostituzione di Alex ed Albe richieste dalla produzione, in quanto arrivati ultimi nella classifica Quello che per me è importante stilata da Sabrina Ferilli nella puntata precedente. 
| PROVA                                   | ALEX              | RAFFAELE             |
| Commissario esterno: Carlo Di Francesco |                   |                      |
| I                                       | Sign of the times | Dammi solo un minuto |
| VITTORIA                                | ALEX              | RAFFAELE             |

| PROVA                                   | ALBE                | ANTONIO                               |
| Commissario esterno: Carlo Di Francesco |                     |                                       |
| I                                       | Millevoci (inedito) | Ti sto aspettando da un po' (inedito) |
| VITTORIA                                | ALBE                | ANTONIO                               |

Nella stessa puntata si svolgono le sfide per sostituzione di Cristiano, richieste rispettivamente sia da Veronica Peparini che da Raimondo Todaro.
| PROVA                      | CRISTIANO     | FEDERICA       |
| Commissario esterno: Kledi |               |                |
| I                          | Les bourgeois | Just a lil bit |
| VITTORIA                   | CRISTIANO     | FEDERICA       |

| PROVA                      | CRISTIANO             | GIUSEPPE              |
| Commissario esterno: Kledi |                       |                       |
| I                          | Numb                  | Charms                |
| II                         | Improvvisazione Human | Improvvisazione Human |
| VITTORIA                   | CRISTIANO             | GIUSEPPE              |

Per quanto riguarda Christian, Mattia e Crytical, non si esibiscono a causa di problemi di salute, ma mantengono comunque il banco.
| Allievo   | Team di appartenenza | Esito             |
| --------- | -------------------- | ----------------- |
| MATTIA    | R. Todaro            | Mantiene il banco |
| CHRISTIAN | R. Todaro            | Mantiene il banco |
| CRYTICAL  | A. Pettinelli        | Mantiene il banco |

Si prosegue poi con le prove di mantenimento del banco, nonché riconferma delle felpe, sostenuta dagli allievi di ballo.
| Allievo/a | Esibizione               | Team di appartenenza | Esito             | Note              |
| --------- | ------------------------ | -------------------- | ----------------- | ----------------- |
| AISHA     | Could you be loved       | L. Cuccarini         | Mantiene il banco | [ N 33 ]          |
| SERENA    | Anything goes            | R. Todaro            | Mantiene il banco | [ N 30 ] [ N 46 ] |
| CAROLA    | Girl like me             | A. Celentano         | Mantiene il banco | –                 |
| DARIO     | Perso nel buio           | V. Peparini          | Mantiene il banco | [ N 39 ]          |
| COSMARY   | Senza parole             | A. Celentano         | Giudizio sospeso  | -                 |
| SISSI     | Stupidi lovers (inedito) | L. Cuccarini         | Mantiene il banco | [ N 41 ]          |
| ALBE      | Prima di te (inedito)    | A. Pettinelli        | Mantiene il banco | [ N 41 ]          |

Gara di canto Il mio Natale con Fedez
In puntata viene chiesto a Fedez di valutare gli allievi su delle cover di Natale, permettendo così di stilare una classifica. Gli ultimi due classificati vengono mandati in sfida nello speciale domenicale successivo. La prova vale per i cantanti anche come riconferma della felpa.
| Allievo/a | Esibizione             | Team di appartenenza | Esito             | Esito             | Esito      |
| Allievo/a | Esibizione             | Team di appartenenza | Interno           | Giudizio di Fedez | Classifica |
| --------- | ---------------------- | -------------------- | ----------------- | ----------------- | ---------- |
| ALEX      | Falling                | L. Cuccarini         | Mantiene il banco | 9                 | 1°         |
| LUIGI     | La sera dei miracoli   | R. Zerbi             | Mantiene il banco | 8.5               | 2°         |
| LDA       | Mistletoe              | R. Zerbi             | Mantiene il banco | 8                 | 3°         |
| AISHA     | Don't watch me cry     | L. Cuccarini         | Mantiene il banco | 8                 | 3°         |
| SISSI     | Nel blu dipinto di blu | L. Cuccarini         | Mantiene il banco | 7.5               | 4°         |
| NICOL     | Kids                   | R. Zerbi             | Mantiene il banco | 7                 | 5°         |
| REA       | Life on Mars           | R. Zerbi             | Mantiene il banco | 6.5               | 6°         |

#### Day-time
Nel day-time di lunedì 20 dicembre si svolge la sfida per sostituzione di Elena richiesta dalla produzione, in quanto arrivata ultima nella classifica Quello che per me è importante stilata da Sabrina Ferilli nella puntata di domenica 12 dicembre.
| PROVA                                   | ELENA       | JEAN          |
| Commissario esterno: Carlo Di Francesco |             |               |
| I                                       | Blu Part II | Love yourself |
| VITTORIA                                | ELENA       | JEAN          |

Gara di ballo Costrizione Vs Libertà con Nancy Berti
Nel day-time di martedì 21 dicembre viene chiesto a Nancy Berti di valutare i ballerini sull'improvvisazione interpretando le condizioni di costrizione prima e libertà dopo (attraverso l'utilizzo di due maschere differenti), e successivamente di stilare una classifica. L'ultimo classificato andrà in sfida. Mattia e Christian non partecipano per motivi di salute; Cosmary, invece, partecipa alla gara (nonostante la maglia sospesa) per volere della sua insegnante, A. Celentano, ma senza entrare a far parte della classifica. 
| Allievo/a | Esibizione            | Team di appartenenza | Esito                   | Esito      |
| Allievo/a | Esibizione            | Team di appartenenza | Giudizio di Nancy Berti | Classifica |
| --------- | --------------------- | -------------------- | ----------------------- | ---------- |
| DARIO     | In the air tonight    | V. Peparini          | 8+                      | 1°         |
| SERENA    | Creep                 | R. Todaro            | 8                       | 2°         |
| CRISTIANO | Se bruciasse la città | A. Celentano         | 7-                      | 3°         |
| CAROLA    | Your song             | A. Celentano         | 4                       | 4°         |
| COSMARY   | Sono solo parole      | A. Celentano         | 5.5                     | N.C.       |

### Settimana 15

#### 15ª puntata
Ospiti: Arisa, Coez, Frenetik & Orang3
Nella puntata di domenica 9 gennaio si esibisce una ballerina di nome Alice, che ottiene un banco in più per volere degli insegnanti di categoria.
| Candidata al banco | Esibizione | Giudizio Professori | Giudizio Professori | Giudizio Professori | Esito            | Note     |
| Candidata al banco | Esibizione | A. Celentano        | R. Todaro           | V. Peparini         | Esito            | Note     |
| ------------------ | ---------- | ------------------- | ------------------- | ------------------- | ---------------- | -------- |
| ALICE              | Arcade     |                     |                     |                     | Ottiene il banco | [ N 54 ] |

Nella stessa puntata, a causa dello scarso impegno mostrato dai cantanti nello svolgere le assegnazioni durante le pause natalizie, la produzione decide di annullare le sfide di Nicol e Rea, ultime classificate nella classifica Il mio Natale stilata da Fedez nella puntata del 19 dicembre 2021, grazie alla loro puntualità nello svolgimento delle consegne, e di mandare al posto loro altri due allievi in sfida: si svolgono così le sfide immediate di LDA, offertosi volontario, e di Sissi, sorteggiata dalla produzione. 
| PROVA                                   | LDA                         | BERNA                 |
| Commissario esterno: Carlo Di Francesco |                             |                       |
| I                                       | Scusa (inedito)             | Re Artù (inedito)     |
| II                                      | La nuova stella di Broadway | As the world caves in |
| VITTORIA                                | LDA                         | BERNA                 |

| PROVA                                   | SISSI                    | MEDE                            |
| Commissario esterno: Carlo Di Francesco |                          |                                 |
| I                                       | Stupidi lovers (inedito) | Quando stai piangendo (inedito) |
| VITTORIA                                | SISSI                    | MEDE                            |

Si prosegue poi con le prove di mantenimento del banco, nonché riconferma delle felpe, sostenuta dagli allievi di ballo. 
| Allievo/a | Esibizione           | Team di appartenenza | Esito             | Note     |
| --------- | -------------------- | -------------------- | ----------------- | -------- |
| SISSI     | Brava                | L. Cuccarini         | Mantiene il banco | [ N 33 ] |
| SERENA    | Havana               | R. Todaro            | Mantiene il banco | [ N 30 ] |
| SERENA    | Cuéntame             | R. Todaro            | Mantiene il banco | [ N 28 ] |
| CHRISTIAN | Love the way you lie | R. Todaro            | Mantiene il banco | [ N 30 ] |
| DARIO     | L’eternità           | V. Peparini          | Mantiene il banco | –        |
| COSMARY   | Waves                | A. Celentano         | Mantiene il banco | –        |
| COSMARY   | Love tonight         | A. Celentano         | Mantiene il banco | [ N 33 ] |

Per quanto riguarda Carola e Mattia, non si esibiscono a causa di un infortunio, ma mantengono comunque il banco.
| Allievo/a | Team di appartenenza | Esito             |
| --------- | -------------------- | ----------------- |
| CAROLA    | A. Celentano         | Mantiene il banco |
| MATTIA    | R. Todaro            | Mantiene il banco |

Gara di canto Cover con Arisa
In puntata viene chiesto ad Arisa di valutare gli allievi su delle cover assegnate dai loro professori di riferimento, permettendo così di stilare una classifica. Gli ultimi due classificati vengono mandati in sfida nello speciale domenicale successivo. La prova vale per i cantanti anche come riconferma della felpa.
| Allievo/a | Esibizione                          | Team di appartenenza | Esito             | Esito             | Esito      |
| Allievo/a | Esibizione                          | Team di appartenenza | Interno           | Giudizio di Arisa | Classifica |
| --------- | ----------------------------------- | -------------------- | ----------------- | ----------------- | ---------- |
| SISSI     | Think                               | L. Cuccarini         | Mantiene il banco | 10                | 1º         |
| LDA       | Just the way you are                | R. Zerbi             | Mantiene il banco | 9                 | 2°         |
| REA       | Moon river                          | R. Zerbi             | Mantiene il banco | 8                 | 3°         |
| CRYTICAL  | Mi fido di te                       | A. Pettinelli        | Mantiene il banco | 8                 | 3°         |
| ALEX      | Nonno Hollywood                     | L. Cuccarini         | Mantiene il banco | 8                 | 3°         |
| AISHA     | Bruxelles je t'aime                 | L. Cuccarini         | Mantiene il banco | 7.5               | 4°         |
| NICOL     | Molto calmo                         | R. Zerbi             | Mantiene il banco | 7                 | 5°         |
| LUIGI     | La leva calcistica della classe '68 | R. Zerbi             | Mantiene il banco | 7                 | 5°         |
| ALBE      | Video killed the Radio Star         | A. Pettinelli        | Mantiene il banco | 6.5               | 6°         |

#### Day-time
Nel day-time di lunedì 10 gennaio si svolge la sfida per sostituzione di Cristiano richiesta dalla produzione, in quanto scelto da Dario, vincitore nella gara di ballo Inediti... di ballo, stilata da Sebastian Melo Taveira nel day-time di giovedì 16 dicembre.
| PROVA                                 | CRISTIANO                | GIORDANA        |
| Commissario esterno: Carlotta Zamparo |                          |                 |
| I                                     | I feel like I'm drowning | Pastello bianco |
| VITTORIA                              | CRISTIANO                | GIORDANA        |

Nella stessa puntata Rudy Zerbi sospende la maglia ad Elena a causa della mancata personalità e della mancata collaborazione con i produttori musicali riguardo a due dei suoi inediti futuri. Rudy Zerbi in seguito fa esibire una nuova ragazza, Paily, apparentemente candidata per la sostituzione di Elena.
| Allieva | Team di appartenenza | Esito            |
| ------- | -------------------- | ---------------- |
| ELENA   | R. Zerbi             | Giudizio sospeso |

Nella stessa puntata Rea presenta il suo nuovo inedito.
| Allieva | Esibizione       | Team di appartenenza | Esito             | Note              |
| ------- | ---------------- | -------------------- | ----------------- | ----------------- |
| REA     | Cadono (inedito) | R. Zerbi             | Mantiene il banco | [ N 41 ] [ N 56 ] |

### Settimana 16

#### 16ª puntata
Ospiti: Fiorella Mannoia, Mara Sattei e Giorgia, Federica Gentile, Silvia Notargiacomo, Pippo Pelo, Massimiliano Montefusco
Nella puntata di domenica 16 gennaio si svolge la sfida interna tra Christian e Cristiano, richiesta da Raimondo Todaro alla produzione, e giudicata da un commissario esterno. 
| PROVA                                  | CHRISTIAN                            | CRISTIANO                            |
| Commissario esterno: Garrison Rochelle |                                      |                                      |
| I                                      | Comparata BALLO Love the way you lie | Comparata BALLO Love the way you lie |
| II                                     | Mash up Für Elise / Jump / Houston   | I feel like I'm drowning             |
| VITTORIA                               | CHRISTIAN                            | CRISTIANO                            |

Nella stessa puntata Rudy Zerbi, al termine di un confronto avvenuto in settimana tra Elena e Paily, una ragazza conosciuta ai casting, decide di far esibire entrambe, per decidere per un'eventuale sostituzione o eliminazione.
| Allieva | Team di appartenenza | Esibizioni                  | Esito     |
| Allieva | Team di appartenenza | I                           | Esito     |
| ------- | -------------------- | --------------------------- | --------- |
| ELENA   | R. Zerbi             | 8 miliardi di persone       | Eliminata |
| PAILY   | R. Zerbi             | Hai delle isole negli occhi | Eliminata |

Nella stessa puntata si svolgono le sfide per la sostituzione di Albe e Luigi richiesta dalla produzione, in quanto arrivati ultimi nella classifica Cover stilata da Arisa nella puntata di domenica 9 gennaio.
| PROVA                            | ALBE                  | SIXONESIX           |
| Commissario esterno: Giulia Gori |                       |                     |
| I                                | Prima di te (inedito) | 4 the fam (inedito) |
| II                               | Millevoci (inedito)   | Facetime (inedito)  |
| VITTORIA                         | ALBE                  | SIXONESIX           |

| PROVA                              | LUIGI                     | FEBE                                     |
| Commissario esterno: Sara Andreani |                           |                                          |
| I                                  | Partirò da zero (inedito) | Come un bruco diventa farfalla (inedito) |
| VITTORIA                           | LUIGI                     | FEBE                                     |

Al termine della sfida di Albe, la sua professoressa di riferimento (A. Pettinelli) decide di sospendergli la maglia, in quanto non convinta dal lavoro svolto dal suo allievo, in settimana. Per quanto riguarda Carola e Mattia, invece, non si esibiscono anche questa settimana, a causa di un infortunio, ma mantengono comunque il banco.
| Allievo/a | Team di appartenenza | Esito             |
| --------- | -------------------- | ----------------- |
| ALBE      | A. Pettinelli        | Giudizio sospeso  |
| CAROLA    | A. Celentano         | Mantiene il banco |
| MATTIA    | R. Todaro            | Mantiene il banco |

Si prosegue poi con le prove di mantenimento del banco, nonché riconferma delle felpe, degli allievi di ballo. 
| Allievo/a | Esibizione         | Team di appartenenza | Esito             | Note              |
| --------- | ------------------ | -------------------- | ----------------- | ----------------- |
| SERENA    | Crazy love         | R. Todaro            | Mantiene il banco | [ N 30 ] [ N 57 ] |
| ALICE     | If I ain't got you | A. Celentano         | Mantiene il banco | –                 |
| DARIO     | Pray               | V. Peparini          | Mantiene il banco | [ N 39 ]          |

Inoltre in puntata Aisha, Alex, Crytical e Rea presentano i loro inediti davanti a Federica Gentile di RDS, Silvia Notargiacomo di Radio Kiss Kiss, Pippo Pelo di R101 e Massimiliano Montefusco di Radio Zeta.
| Allievo/a | Inedito   | Team di appartenenza | Esito             | Note |
| --------- | --------- | -------------------- | ----------------- | ---- |
| AISHA     | Bad vibes | L. Cuccarini         | Mantiene il banco | -    |
| ALEX      | Accade    | L. Cuccarini         | Mantiene il banco | -    |
| CRYTICAL  | Casa mia  | A. Pettinelli        | Mantiene il banco | -    |
| REA       | Cadono    | R. Zerbi             | Mantiene il banco | -    |

Gara di canto Interpretazione con Fiorella Mannoia
In puntata viene chiesto a Fiorella Mannoia di valutare gli allievi su delle cover, permettendo così di stilare una classifica.
| Allievo/a | Esibizione              | Team di appartenenza | Esito                        | Esito      |
| Allievo/a | Esibizione              | Team di appartenenza | Giudizio di Fiorella Mannoia | Classifica |
| --------- | ----------------------- | -------------------- | ---------------------------- | ---------- |
| SISSI     | Fallin'                 | L. Cuccarini         | 10                           | 1°         |
| ALEX      | The blower's daughter   | L. Cuccarini         | 9.5                          | 2°         |
| LUIGI     | Quando finisce un amore | R. Zerbi             | 8.5                          | 3°         |
| AISHA     | Luna piena              | L. Cuccarini         | 7.5                          | 4°         |
| CRYTICAL  | Soldi                   | A. Pettinelli        | 7                            | 5°         |
| ALBE      | Scende la pioggia       | A. Pettinelli        | 7                            | 5°         |
| NICOL     | Chiamami ancora amore   | R. Zerbi             | [ N 58 ]                     | [ N 58 ]   |
| LDA       | Buongiorno vita         | R. Zerbi             | [ N 58 ]                     | [ N 58 ]   |
| REA       | Mad world               | R. Zerbi             | [ N 58 ]                     | [ N 58 ]   |

Prima dell'ingresso di Fiorella Mannoia, Rudy Zerbi chiede alla produzione di mixare tutte le classifiche delle gare di canto, svolte dall'inizio del programma fino alla puntata stessa, e di avere con l'ultima posizione in classifica l'eliminazione diretta di uno degli allievi della classe. Gli allievi risultanti sopra l'ultima posizione, essendo salvi, mantengono il banco. La richiesta viene accettata dalla produzione.
| Allievo/a | Team di appartenenza | Esito             | Esito               |
| Allievo/a | Team di appartenenza | Interno           | Classifica generale |
| --------- | -------------------- | ----------------- | ------------------- |
| SISSI     | L. Cuccarini         | Mantiene il banco | 1°                  |
| LUIGI     | R. Zerbi             | Mantiene il banco | 2°                  |
| CRYTICAL  | A. Pettinelli        | Mantiene il banco | 2°                  |
| AISHA     | L. Cuccarini         | Mantiene il banco | 3°                  |
| ALEX      | L. Cuccarini         | Mantiene il banco | 4°                  |
| LDA       | R. Zerbi             | Mantiene il banco | 5°                  |
| ALBE      | A. Pettinelli        | Mantiene il banco | 6°                  |
| REA       | R. Zerbi             | Mantiene il banco | 7°                  |
| NICOL     | R. Zerbi             | Eliminata         | 8°                  |

#### Day-time
Nel day-time di lunedì 17 gennaio si esibisce un cantante di nome Calma, per il quale R. Zerbi richiede un banco alla produzione.
| Allievo | Esibizione        | Candidato per il team | Esito            |
| ------- | ----------------- | --------------------- | ---------------- |
| CALMA   | Routine (inedito) | R. Zerbi              | Ottiene il banco |

Nella stesso day-time Cosmary esegue la prova di riconferma della felpa.
| Allieva | Esibizione   | Team di appartenenza | Esito            | Note     |
| ------- | ------------ | -------------------- | ---------------- | -------- |
| COSMARY | E penso a te | A. Celentano         | Giudizio sospeso | [ N 59 ] |

### Settimana 17

#### 17ª puntata
Ospiti: Gerry Scotti, Franco126, Federica Gentile, Silvia Notargiacomo, Massimiliano Montefusco, Beppe Cuva
Con la puntata di domenica 23 gennaio inizia la corsa verso il serale e, così come la scorsa edizione, anche quest'anno vengono consegnate le felpe oro a tutti i concorrenti. Questo perché, non essendoci più un numero limitato di posti per l'accesso, gli allievi fino all'ultima puntata del pomeridiano dovranno confermare, sempre sotto giudizio del loro professore di riferimento, il loro accesso al serale. Di conseguenza viene annullata la sospensione delle maglie per Albe e Cosmary solo per questa puntata.
Nella stessa puntata si svolge la comparata tra Calma e Alex richiesta da Rudy Zerbi, su un brano assegnato da lui stesso e giudicata da un commissario esterno.
| PROVA                                | CALMA                 | ALEX                  |
| Commissario esterno: Adriano Pennino |                       |                       |
| I                                    | Comparata CANTO Don't | Comparata CANTO Don't |
| VITTORIA                             | CALMA                 | CALMA                 |

Si prosegue poi con le prove di mantenimento del banco, nonché riconferma delle felpe per la corsa al serale, degli allievi di ballo.
| Allievo/a | Esibizione            | Team di appartenenza | Esito                             | Note     |
| --------- | --------------------- | -------------------- | --------------------------------- | -------- |
| SERENA    | La Dalle              | R. Todaro            | Continua la corsa verso il serale | –        |
| CHRISTIAN | Dive                  | R. Todaro            | Continua la corsa verso il serale | [ N 60 ] |
| DARIO     | We No Speak Americano | V. Peparini          | Continua la corsa verso il serale | –        |

Per quanto riguarda Mattia, non si esibisce a causa di un infortunio, ma mantiene comunque il banco. Inoltre gli viene comunicato da Alessandra Celentano che, una volta che ritornerà a ballare, verrà messo in sfida con un ballerino di latino americano, scelto da lei, tramite un casting (per l’occasione indetto da lei stessa). A seguire Raimondo Todaro comunica che se il medico gli dirà che Mattia non potrà ballare, quest’ultimo sarà eliminato dal proprio team. 
| Allievo | Team di appartenenza | Esito                             |
| ------- | -------------------- | --------------------------------- |
| MATTIA  | R. Todaro            | Continua la corsa verso il serale |

Nella stessa puntata Albe e Luigi presentano i loro inediti a Federica Gentile di RTL 102.5, Silvia Notargiacomo di Radio Zeta, Massimiliano Montefusco di Radio Subasio e Beppe Cuva di R101.
| Allievo | Inedito         | Team di appartenenza | Esito                             | Note |
| ------- | --------------- | -------------------- | --------------------------------- | ---- |
| ALBE    | Prima di te     | A. Pettinelli        | Continua la corsa verso il serale | –    |
| LUIGI   | Partirò da zero | R. Zerbi             | Continua la corsa verso il serale | –    |

Gara di canto Cover con Gerry Scotti
In puntata viene chiesto a Gerry Scotti di valutare gli allievi su delle cover, permettendo così di stilare una classifica. L'ultimo classificato è a rischio eliminazione.
| Allievo/a | Esibizione                | Team di appartenenza | Esito                             | Esito                    | Esito      |
| Allievo/a | Esibizione                | Team di appartenenza | Interno                           | Giudizio di Gerry Scotti | Classifica |
| --------- | ------------------------- | -------------------- | --------------------------------- | ------------------------ | ---------- |
| LDA       | Tu sì 'na cosa grande     | R. Zerbi             | Continua la corsa verso il serale | 9                        | 1°         |
| CRYTICAL  | Aquiloni                  | A. Pettinelli        | Continua la corsa verso il serale | 8.5                      | 2°         |
| SISSI     | Quando                    | L. Cuccarini         | Continua la corsa verso il serale | 8.5                      | 2°         |
| ALEX      | Uomini soli               | L. Cuccarini         | Continua la corsa verso il serale | 8                        | 3°         |
| CALMA     | Anche per te              | R. Zerbi             | Continua la corsa verso il serale | 8                        | 3°         |
| LUIGI     | La mia storia tra le dita | R. Zerbi             | Continua la corsa verso il serale | 8-                       | 4°         |
| AISHA     | Master blaster            | L. Cuccarini         | Continua la corsa verso il serale | 7.5                      | 5°         |
| ALBE      | Io canto                  | A. Pettinelli        | Continua la corsa verso il serale | 7.5                      | 5°         |
| REA       | The shape of my heart     | R. Zerbi             | Proposta di eliminazione          | 7                        | 6°         |

In puntata vengono anche rivelate le classifiche Inediti stilata da Linus e la classifica Cover stilata da Pippo Baudo, annunciate nel day-time di mercoledì 19 gennaio, unite alla classifica stilata dai ragazzi e a quella della puntata stessa. Gli ultimi classificati sono a rischio eliminazione.
| Allievo/a | Classifica dei ragazzi | Classifica di Pippo Baudo | Classifica di Linus |
| --------- | ---------------------- | ------------------------- | ------------------- |
| ALEX      | 1°                     | 1°                        | 2°                  |
| LDA       | 3°                     | 1°                        | 1°                  |
| SISSI     | 1°                     | 2°                        | 2°                  |
| CALMA     | N.D.                   | 1°                        | 3°                  |
| LUIGI     | 2°                     | 3°                        | 1°                  |
| AISHA     | 5°                     | 3°                        | 2°                  |
| CRYTICAL  | 4°                     | 4°                        | 4°                  |
| ALBE      | 7°                     | 2°                        | 2°                  |
| REA       | 6°                     | 5°                        | 1°                  |

Rudy Zerbi decide a questo punto di eliminare Rea, per aver collezionato più ultime posizioni delle classifiche stilate dall’inizio del programma. Anna Pettinelli decide invece di confermare la permanenza nella scuola ai suoi allievi Crytical e Albe.
| Allievo/a | Team di appartenenza | Esito                             |
| --------- | -------------------- | --------------------------------- |
| REA       | R. Zerbi             | Eliminata                         |
| CRYTICAL  | A. Pettinelli        | Continua la corsa verso il serale |
| ALBE      | A. Pettinelli        | Continua la corsa verso il serale |

#### Day-time
Nel day-time di lunedì 24 gennaio si prosegue con le prove di mantenimento del banco, nonché riconferma delle felpe per la corsa al serale, degli allievi di ballo.
| Allievo/a | Esibizione      | Team di appartenenza | Esito                             | Note     |
| --------- | --------------- | -------------------- | --------------------------------- | -------- |
| SISSI     | La cura         | L. Cuccarini         | Continua la corsa verso il serale | [ N 61 ] |
| COSMARY   | Drivers license | A. Celentano         | Continua la corsa verso il serale | –        |
| CAROLA    | S.O.S           | A. Celentano         | Continua la corsa verso il serale | –        |
| ALICE     | Arcade          | A. Celentano         | Continua la corsa verso il serale | –        |

Nel day-time di mercoledì 26 gennaio, Alice, in comune accordo tra Veronica Peparini e Alessandra Celentano, cambia team.
| Allieva | Team di appartenenza | Esito          | Nuovo team di appartenenza |
| ------- | -------------------- | -------------- | -------------------------- |
| ALICE   | A. Celentano         | Cambio di team | V. Peparini                |

Nel day-time di venerdì 28 gennaio viene chiesto agli allievi di ballo di stilare una personale classifica sui propri compagni, come successo per i cantanti la settimana precedente, in modo da generare una nuova classifica generale di ballo.
| Allievo/a | Team di riferimento | Posizione in classifica |
| --------- | ------------------- | ----------------------- |
| DARIO     | V. Peparini         | 1º                      |
| CHRISTIAN | R. Todaro           | 2º                      |
| MATTIA    | R. Todaro           | 3º                      |
| SERENA    | R. Todaro           | 4º                      |
| CAROLA    | A. Celentano        | 5º                      |
| ALICE     | V. Peparini         | 6º                      |
| COSMARY   | A. Celentano        | 7º                      |

### Settimana 18

#### Amici Speciale
A causa della positività al COVID-19 di alcuni professionisti di Amici 21, domenica 30 gennaio 2022 non viene mandata in onda la puntata con le riconferme delle felpe, le gare e le sfide, bensì uno Speciale con la voce narrante degli allievi che ripercorrono il proprio percorso dall’entrata nella scuola fino ad ora. Vengono mostrati i percorsi di LDA, Christian, Albe, Mattia, Serena, Carola e Cosmary.

#### Day-time
Gara di ballo di Tecnica con Francesca Bernabini
Nel day-time del 31 gennaio si svolge una gara di tecnica di ballo con Francesca Bernabini, sulla base di due esercizi (un Adagio e delle Pirouette in diagonale) dimostrati dal professionista Simone Agrò e replicati dagli allievi. Cosmary, Dario e Mattia non partecipano alla gara.
| Allievo/a | Esercizi di tecnica             | Team di appartenenza | Giudizio di Francesca Bernabini | Esito in classifica |
| --------- | ------------------------------- | -------------------- | ------------------------------- | ------------------- |
| CAROLA    | Adagio e Pirouette in diagonale | A. Celentano         | 9                               | 1º                  |
| SERENA    | Adagio e Pirouette in diagonale | R. Todaro            | 6.5                             | 2º                  |
| ALICE     | Adagio e Pirouette in diagonale | V. Peparini          | N.D.                            | 3°                  |
| CHRISTIAN | Adagio e Pirouette in diagonale | R. Todaro            | N.D.                            | 4º                  |

Nel day-time di mercoledì 2 febbraio si esibisce un ballerino di nome Michele, che ottiene un banco all'interno della scuola, per volere di Alessandra Celentano.
| Allievo | Esibizione                                         | Candidato per il team | Esito            |
| ------- | -------------------------------------------------- | --------------------- | ---------------- |
| MICHELE | Variazione Coppélia - III Atto (Féte de la cloche) | A. Celentano          | Ottiene il banco |
| MICHELE | Six breaths: II. Breath, out of breath             | A. Celentano          | Ottiene il banco |

### Settimana 19

#### 18ª puntata
Ospiti: Carlo Verdone, Anbeta Toromani, Vanessa Incontrada, Federica Gentile
Nella puntata di domenica 6 febbraio si svolge la sfida immediata di Cosmary, richiesta da Veronica Peparini.
| PROVA                                  | COSMARY   | JOHN ERIK         |
| Commissario esterno: Garrison Rochelle |           |                   |
| I                                      | Wild side | Free mind (mixed) |
| VITTORIA                               | JOHN ERIK | COSMARY           |

Mattia viene messo in sfida immediata da Alessandra Celentano contro Leonardo, un ragazzo scelto da lei stessa durante i casting di latino appositamente aperti nelle settimane precedenti. A causa del problema al piede dell'allievo, la stessa A. Celentano decide di annullare tale sfida.
| PROVA                                  | MATTIA          | LEO             |
| Commissario esterno: Garrison Rochelle |                 |                 |
| I                                      | -               | Oye como va     |
| VITTORIA                               | SFIDA ANNULLATA | SFIDA ANNULLATA |

A seguito dell’annullamento della sfida di Mattia contro Leonardo, Alessandra Celentano decide di assegnare a quest'ultimo un banco immediato, con l'approvazione della produzione.
| Allievo | Candidato per il team | Esito                             |
| ------- | --------------------- | --------------------------------- |
| LEO     | A. Celentano          | Ottiene il banco                  |
| MATTIA  | R. Todaro             | Continua la corsa verso il serale |

Nella stessa puntata si svolge la comparata tra Alex e Calma richiesta da Lorella Cuccarini, su un brano assegnato da lei stessa e giudicata da un commissario esterno.
| PROVA                                   | ALEX                   | CALMA                  |
| Commissario esterno: Vanessa Incontrada |                        |                        |
| I                                       | Comparata CANTO Always | Comparata CANTO Always |
| VITTORIA                                | ALEX                   | ALEX                   |

Si prosegue poi con alcune riconferme delle felpe per la corsa verso il serale.
| Allievo/a | Esibizione                    | Team di appartenenza | Esito                             | Note     |
| --------- | ----------------------------- | -------------------- | --------------------------------- | -------- |
| CHRISTIAN | Svalutation                   | R. Todaro            | Continua la corsa verso il serale | [ N 30 ] |
| MICHELE   | Variazione Satanella - Alvaro | A. Celentano         | Continua la corsa verso il serale | –        |
| CAROLA    | La felicità                   | A. Celentano         | Continua la corsa verso il serale | [ N 28 ] |

Gara di canto Cover con Carlo Verdone
In puntata viene chiesto a Carlo Verdone di valutare gli allievi su delle cover, permettendo così di stilare una classifica. L'ultimo classificato è a rischio eliminazione, insieme agli altri allievi risultati nelle ultime posizioni delle precedenti due classifiche.
| Allievo/a | Esibizione                  | Team di appartenenza | Esito                             | Esito                     | Esito      |
| Allievo/a | Esibizione                  | Team di appartenenza | Interno                           | Giudizio di Carlo Verdone | Classifica |
| --------- | --------------------------- | -------------------- | --------------------------------- | ------------------------- | ---------- |
| SISSI     | Mercy                       | L. Cuccarini         | Continua la corsa verso il serale | 10                        | 1°         |
| ALEX      | Un milione di cose da dirti | L. Cuccarini         | Continua la corsa verso il serale | 10                        | 1°         |
| AISHA     | Proud Mary                  | L. Cuccarini         | Continua la corsa verso il serale | 9.5                       | 2°         |
| CALMA     | Destri                      | R. Zerbi             | Continua la corsa verso il serale | 9.5                       | 2°         |
| LDA       | Ma stasera                  | R. Zerbi             | Continua la corsa verso il serale | 8.5                       | 3°         |
| ALBE      | Sei la più bella del mondo  | A. Pettinelli        | Continua la corsa verso il serale | 8.5                       | 3°         |
| CRYTICAL  | 7 Years                     | A. Pettinelli        | Proposta di eliminazione          | 8                         | 4°         |

Classifica interna dei cantanti
In puntata viene chiesto agli allievi di canto di scendere uno per uno sul palco e di stilare una personale classifica su chi merita di andare al serale. Gli ultimi due allievi sono a rischio eliminazione.
| Allievo/a | Team di riferimento | Esito                       | Posizione in classifica |
| --------- | ------------------- | --------------------------- | ----------------------- |
| ALEX      | L. Cuccarini        | Continua la corsa al serale | 1º                      |
| SISSI     | L. Cuccarini        | Continua la corsa al serale | 2º                      |
| LDA       | R. Zerbi            | Continua la corsa al serale | 3º                      |
| LUIGI     | R. Zerbi            | Continua la corsa al serale | 4º                      |
| CRYTICAL  | A. Pettinelli       | Continua la corsa al serale | 5º                      |
| AISHA     | L. Cuccarini        | Continua la corsa al serale | 6º                      |
| ALBE      | A. Pettinelli       | Proposta di eliminazione    | 7º                      |
| CALMA     | R. Zerbi            | Proposta di eliminazione    | 8º                      |

I tre allievi risultati ultimi nelle precedenti classifiche vengono sottoposti al giudizio del/la proprio/ professore/ssa di riferimento, il quale secondo il proprio volere, potrà eliminarlo o salvarlo facendogli proseguire la sua corsa al serale. Luigi non è presente in studio, ma continua anche lui la sua corsa al serale. 
| Allievo  | Team di appartenenza | Esito                             |
| -------- | -------------------- | --------------------------------- |
| ALBE     | A. Pettinelli        | Continua la corsa verso il serale |
| CRYTICAL | A. Pettinelli        | Continua la corsa verso il serale |
| CALMA    | R. Zerbi             | Continua la corsa verso il serale |
| LUIGI    | R. Zerbi             | Continua la corsa verso il serale |

Gara di ballo Versatilità con Anbeta Toromani
In puntata si svolge una gara di versatilità con Anbeta Toromani, sulla base di 2 coreografie di 2 stili diversi (neoclassico e latino) replicate dagli allievi. L'ultimo classificato è a rischio eliminazione.
| Allievo/a | Coreografie         | Coreografie  | Team di appartenenza | Esito                       | Esito                       | Esito      |
| Allievo/a | Neoclassico         | Latino       | Team di appartenenza | Interno                     | Giudizio di Anbeta Toromani | Classifica |
| --------- | ------------------- | ------------ | -------------------- | --------------------------- | --------------------------- | ---------- |
| CAROLA    | The final countdown | Don't go yet | A. Celentano         | Continua la corsa al serale | 8                           | 1º         |
| DARIO     | The final countdown | Don't go yet | V. Peparini          | Continua la corsa al serale | 7+                          | 2º         |
| ALICE     | The final countdown | Don't go yet | V. Peparini          | Continua la corsa al serale | 7                           | 3º         |
| SERENA    | The final countdown | Don't go yet | R. Todaro            | Continua la corsa al serale | 7                           | 3º         |
| CHRISTIAN | The final countdown | Don't go yet | R. Todaro            | Proposta di eliminazione    | 6                           | 4º         |

Gara di ballo Tecnica Modern con Anbeta Toromani
In puntata si svolge una gara di tecnica modern con Anbeta Toromani, sulla base di alcuni esercizi dimostrati dalla professionista Giulia Stabile e replicati dagli allievi. L'ultimo classificato è a rischio eliminazione.
| Allievo/a | Diagonali di tecnica Modern | Team di appartenenza | Esito                       | Esito                       | Esito      |
| Allievo/a | Diagonali di tecnica Modern | Team di appartenenza | Interno                     | Giudizio di Anbeta Toromani | Classifica |
| --------- | --------------------------- | -------------------- | --------------------------- | --------------------------- | ---------- |
| CAROLA    | Mine                        | A. Celentano         | Continua la corsa al serale | 8                           | 1º         |
| DARIO     | Head & Heart                | V. Peparini          | Continua la corsa al serale | 8                           | 1º         |
| ALICE     | Mine                        | V. Peparini          | Continua la corsa al serale | 7.5                         | 2º         |
| SERENA    | Head & Heart                | R. Todaro            | Continua la corsa al serale | 7+                          | 3°         |
| CHRISTIAN | Mine                        | R. Todaro            | Proposta di eliminazione    | 7                           | 4º         |

Christian, risultato ultimo in entrambe le precedenti classifiche, viene sottoposto al giudizio del proprio professore di riferimento, il quale secondo il proprio volere, potrà eliminarlo o salvarlo facendogli proseguire la sua corsa al serale. 
| Allievo   | Team di appartenenza | Esito                             |
| --------- | -------------------- | --------------------------------- |
| CHRISTIAN | R. Todaro            | Continua la corsa verso il serale |

#### Day-time
Classifica televoto canto
Nel day-time di lunedì 7 febbraio vengono rivelati i risultati del televoto aperto e chiuso nel day-time di venerdì 4 febbraio, sulla base di una gara tra gli allievi di canto, su un proprio inedito, scelto da loro stessi. L'ultimo classificato, per volere della produzione, è a rischio eliminazione.
| Codice Televoto | Allievo/a | Inedito            | Team di appartenenza | Esito                             | Esito    | Esito      |
| Codice Televoto | Allievo/a | Inedito            | Team di appartenenza | Interno                           | Televoto | Televoto   |
| Codice Televoto | Allievo/a | Inedito            | Team di appartenenza | Interno                           | %        | Classifica |
| --------------- | --------- | ------------------ | -------------------- | --------------------------------- | -------- | ---------- |
| 03              | ALEX      | Accade             | L. Cuccarini         | Continua la corsa verso il serale | 30%      | 1º         |
| 06              | LDA       | Quello che fa male | R. Zerbi             | Continua la corsa verso il serale | 21%      | 2º         |
| 07              | LUIGI     | Partirò da zero    | R. Zerbi             | Continua la corsa verso il serale | 20%      | 3º         |
| 02              | ALBE      | Millevoci          | A. Pettinelli        | Continua la corsa verso il serale | 11%      | 4º         |
| 05              | CRYTICAL  | Casa mia           | A. Pettinelli        | Continua la corsa verso il serale | 8%       | 5º         |
| 08              | SISSI     | Come, come         | L. Cuccarini         | Continua la corsa verso il serale | 6%       | 6º         |
| 01              | AISHA     | Bad vibes          | L. Cuccarini         | Continua la corsa verso il serale | 3%       | 7º         |
| 04              | CALMA     | Routine            | R. Zerbi             | Proposta di eliminazione          | 1%       | 8º         |

Classifica di Ron
In puntata viene anche rivelate le classifica stilata da Ron sull'interpretazione e sulla scrittura.  L'ultimo classificato, per volere della produzione, è a rischio eliminazione.
| Allievo/a | Team di appartenenza | Esito                             | Esito      |
| Allievo/a | Team di appartenenza | Interno                           | Classifica |
| --------- | -------------------- | --------------------------------- | ---------- |
| SISSI     | L. Cuccarini         | Continua la corsa verso il serale | 1°         |
| ALEX      | L. Cuccarini         | Continua la corsa verso il serale | 2°         |
| AISHA     | L. Cuccarini         | Continua la corsa verso il serale | 3°         |
| LDA       | R. Zerbi             | Continua la corsa verso il serale | 4°         |
| CRYTICAL  | A. Pettinelli        | Continua la corsa verso il serale | 5°         |
| LUIGI     | R. Zerbi             | Continua la corsa verso il serale | 6°         |
| CALMA     | R. Zerbi             | Continua la corsa verso il serale | 6°         |
| ALBE      | A. Pettinelli        | Proposta di eliminazione          | 7°         |

Calma ed Albe, risultati ultimi nelle due classifiche, vengono sottoposti nuovamente al giudizio dei propri professori di riferimento i quali, secondo il loro volere, potranno eliminarli o salvarli facendo proseguire la loro corsa al serale. 
| Allievo | Team di appartenenza | Esito                             |
| ------- | -------------------- | --------------------------------- |
| CALMA   | R. Zerbi             | Continua la corsa verso il serale |
| ALBE    | A. Pettinelli        | Continua la corsa verso il serale |

Nella stessa puntata, LDA e Alex hanno la possibilità di presentare i loro inediti davanti a Federica Gentile di RTL 102.5.
| Allievo | Inedito | Team di appartenenza | Esito                             | Note |
| ------- | ------- | -------------------- | --------------------------------- | ---- |
| LDA     | Scusa   | R. Zerbi             | Continua la corsa verso il serale | –    |
| ALEX    | Accade  | L. Cuccarini         | Continua la corsa verso il serale | –    |

Nel day-time di giovedì 10 febbraio si esibisce un cantautore di nome Gio Montana, che ottiene un banco all'interno della scuola, per volere di Anna Pettinelli.
| Allievo     | Esibizione                  | Candidato per il team | Esito            |
| ----------- | --------------------------- | --------------------- | ---------------- |
| GIO MONTANA | Sole a mezzanotte (inedito) | A. Pettinelli         | Ottiene il banco |

Nel day-time di venerdì 11 febbraio, a seguito del nuovo referto medico di Mattia, gli viene comunicato che dovrà restare fermo per altri 2/3 mesi, portandolo così a dover abbandonare la scuola. Gli viene però comunicato dal suo professore di riferimento, R. Todaro, che nella prossima edizione potrà entrare nella scuola con un banco diretto.
| Allievo | Team di appartenenza | Esito    |
| ------- | -------------------- | -------- |
| MATTIA  | R. Todaro            | Ritirato |

### Settimana 20

#### 19ª puntata
Ospiti: Emma, Irama, Marcello Sacchetta, Sangiovanni, Beppe Vessicchio, AKA 7even, Federica Gentile
Nella puntata di domenica 13 febbraio si esibisce un ballerino di nome Nunzio, sfidante di Mattia (per il banco diretto di latino-americano), nella seconda puntata del pomeridiano, che ottiene un banco all'interno della scuola, grazie alla proposta della produzione fatta a Raimondo Todaro.
| Allievo | Esibizione | Candidato per il team | Esito            |
| ------- | ---------- | --------------------- | ---------------- |
| NUNZIO  | Sway       | R. Todaro             | Ottiene il banco |

Si prosegue poi con alcune riconferme delle felpe per la corsa verso il serale.
| Allievo/a | Esibizione                                           | Team di appartenenza | Esito                             | Note     |
| --------- | ---------------------------------------------------- | -------------------- | --------------------------------- | -------- |
| MICHELE   | Variazione Flammes de Paris - Pas de deux (Philippe) | A. Celentano         | Accede al serale                  | –        |
| LEO       | Amandoti                                             | A. Celentano         | Continua la corsa verso il serale | –        |
| JOHN ERIK | Enemy                                                | V. Peparini          | Continua la corsa verso il serale | –        |
| SERENA    | Rolling in the deep                                  | R. Todaro            | Continua la corsa verso il serale | –        |
| CAROLA    | Gangsta's paradise                                   | A. Celentano         | Continua la corsa verso il serale | [ N 28 ] |

Gara di canto Cover con Emma
In puntata viene chiesto ad Emma di valutare gli allievi su delle cover, permettendo così di stilare una classifica. L'ultimo classificato è a rischio eliminazione.
| Allievo/a | Esibizione                          | Team di appartenenza | Esito                             | Esito            | Esito      |
| Allievo/a | Esibizione                          | Team di appartenenza | Interno                           | Giudizio di Emma | Classifica |
| --------- | ----------------------------------- | -------------------- | --------------------------------- | ---------------- | ---------- |
| SISSI     | Will you still love me tomorrow     | L. Cuccarini         | Continua la corsa verso il serale | 9.5              | 1º         |
| AISHA     | Voce                                | L. Cuccarini         | Continua la corsa verso il serale | 8.5              | 2º         |
| CALMA     | Rimmel                              | R. Zerbi             | Continua la corsa verso il serale | 8+               | 3º         |
| CRYTICAL  | D'improvviso                        | A. Pettinelli        | Continua la corsa verso il serale | 8                | 4º         |
| ALBE      | Vita tranquilla                     | A. Pettinelli        | Continua la corsa verso il serale | 7.5              | 5º         |
| LDA       | La stella più fragile dell’universo | R. Zerbi             | Continua la corsa verso il serale | 7.5              | 5º         |
| LUIGI     | Una città per cantare               | R. Zerbi             | Proposta di eliminazione          | 7                | 6º         |
| ALEX      | Questo piccolo grande amore         | L. Cuccarini         | Proposta di eliminazione          | 7                | 6º         |

Alex e Luigi, risultati ultimi in classifica, vengono sottoposti al giudizio dei propri professori di riferimento, quale secondo il loro volere, potranno eliminarli o salvarli facendo loro proseguire la loro corsa al serale. 
| Allievo | Esibizione      | Team di appartenenza | Esito                             |
| ------- | --------------- | -------------------- | --------------------------------- |
| ALEX    | -               | L. Cuccarini         | Continua la corsa verso il serale |
| LUIGI   | Tondo (inedito) | R. Zerbi             | Continua la corsa verso il serale |

A questo punto, la produzione offre agli insegnanti di canto la classifica generale ottenuta dalla somma delle classifiche dall'inizio fino alla puntata in corso. Sissi, per volere di Lorella Cuccarini, passa al serale.
| Allieva | Team di appartenenza | Posizione in classifica generale | Esito            |
| ------- | -------------------- | -------------------------------- | ---------------- |
| SISSI   | L. Cuccarini         | 1º                               | Accede al serale |

Gara di ballo Versatilità con Marcello Sacchetta
In puntata viene chiesto a Marcello Sacchetta di valutare gli allievi, permettendo così di stilare una classifica. L'ultimo classificato è a rischio eliminazione.
| Allievo/a | Esibizione     | Esibizione           | Team di appartenenza | Esito                             | Esito      |
| Allievo/a | Hip-Hop        | Classico             | Team di appartenenza | Interno                           | Classifica |
| --------- | -------------- | -------------------- | -------------------- | --------------------------------- | ---------- |
| CAROLA    | Scream & Shout | Waltz of the flowers | A. Celentano         | Continua la corsa verso il serale | 1º         |
| DARIO     | Scream & Shout | Waltz of the flowers | V. Peparini          | Continua la corsa verso il serale | 2º         |
| SERENA    | Scream & Shout | Waltz of the flowers | R. Todaro            | Continua la corsa verso il serale | 2º         |
| CHRISTIAN | Scream & Shout | Waltz of the flowers | R. Todaro            | Continua la corsa verso il serale | 3º         |
| ALICE     | Scream & Shout | Waltz of the flowers | V. Peparini          | Proposta di eliminazione          | 4º         |

Alice, risultata ultima in classifica, viene sottoposta al giudizio della propria professoressa di riferimento, il quale secondo il proprio volere, potrà eliminarla o salvarla facendole proseguire la sua corsa al serale. 
| Allieva | Team di appartenenza | Esito                             |
| ------- | -------------------- | --------------------------------- |
| ALICE   | V. Peparini          | Continua la corsa verso il serale |

A questo punto, la produzione offre agli insegnanti di ballo la classifica generale ottenuta dalla somma delle classifiche dall'inizio fino alla puntata in corso. Dario, per volere di Veronica Peparini, passa al serale.
| Allievo | Esibizione | Team di appartenenza | Posizione in classifica generale | Esito            |
| ------- | ---------- | -------------------- | -------------------------------- | ---------------- |
| DARIO   | Formidable | V. Peparini          | 1º                               | Accede al serale |

Gara di canto sul brano Complici con Beppe Vessicchio
In puntata viene chiesto a Beppe Vessicchio di valutare gli allievi sul brano Complici di Enrico Nigiotti e Gianna Nannini in successione a staffetta, permettendo così di stilare una classifica. L'ultimo classificato è a rischio eliminazione. Sissi non partecipa, in quanto già al serale.
| Ordine di esibizione | Allievo/a | Esibizione | Team di appartenenza | Esito                             | Esito      |
| Ordine di esibizione | Allievo/a | Esibizione | Team di appartenenza | Interno                           | Classifica |
| -------------------- | --------- | ---------- | -------------------- | --------------------------------- | ---------- |
| 4                    | CALMA     | Complici   | R. Zerbi             | Continua la corsa verso il serale | 1º         |
| 6                    | ALEX      | Complici   | L. Cuccarini         | Continua la corsa verso il serale | 2º         |
| 3                    | AISHA     | Complici   | L. Cuccarini         | Continua la corsa verso il serale | 3º         |
| 1                    | LDA       | Complici   | R. Zerbi             | Continua la corsa verso il serale | 4º         |
| 5                    | LUIGI     | Complici   | R. Zerbi             | Continua la corsa verso il serale | 5º         |
| 7                    | ALBE      | Complici   | A. Pettinelli        | Continua la corsa verso il serale | 5º         |
| 2                    | CRYTICAL  | Complici   | A. Pettinelli        | Proposta di eliminazione          | 6º         |

Crytical, risultato ultimo in classifica, viene sottoposto al giudizio del proprio professore di riferimento, il quale secondo il proprio volere, potrà eliminarlo o salvarlo facendogli proseguire la sua corsa al serale. 
| Allievo  | Team di appartenenza | Esito                             |
| -------- | -------------------- | --------------------------------- |
| CRYTICAL | A. Pettinelli        | Continua la corsa verso il serale |

A questo punto, la produzione offre nuovamente agli insegnanti di canto la nuova classifica generale ottenuta dalla somma delle classifiche dall'inizio fino alla puntata in corso. Alex, per volere di Lorella Cuccarini, passa al serale
| Allievo | Team di appartenenza | Posizione in classifica generale | Esito            |
| ------- | -------------------- | -------------------------------- | ---------------- |
| ALEX    | L. Cuccarini         | 1º                               | Accede al serale |

#### Day-time
Nel day-time di lunedì 14 febbraio Gio Montana e Alice eseguono la prova di riconferma delle felpa per continuare la corsa al serale.
| Allievo/a   | Esibizione                  | Team di appartenenza | Esito                             | Note |
| ----------- | --------------------------- | -------------------- | --------------------------------- | ---- |
| GIO MONTANA | Sole a mezzanotte (inedito) | A. Pettinelli        | Continua la corsa verso il serale | -    |
| ALICE       | Dancing                     | V. Peparini          | Continua la corsa verso il serale | -    |

Nella stessa puntata Alex vince la Gara Inediti RTL 102.5 indotta da Federica Gentile su Radio Zeta e ha la possibilità di ri-esibirsi.
| Allievo | Inedito | Team di appartenenza | Esito         | Note |
| ------- | ------- | -------------------- | ------------- | ---- |
| ALEX    | Accade  | L. Cuccarini         | Già al serale | -    |

Gara di canto Inediti con Michele Bravi
Nel day-time di venerdì 18 febbraio viene chiesto a Michele Bravi di valutare gli allievi di canto non ancora al serale sui loro nuovi inediti e successivamente di stilare una classifica.
| Allievo/a   | Inedito                 | Team di appartenenza | Esito                     | Esito      |
| Allievo/a   | Inedito                 | Team di appartenenza | Giudizio di Michele Bravi | Classifica |
| ----------- | ----------------------- | -------------------- | ------------------------- | ---------- |
| LUIGI       | Tondo                   | R. Zerbi             | 9                         | 1º         |
| ALBE        | Giravolte               | A. Pettinelli        | 8.5                       | 2º         |
| LDA         | Io volevo solo te       | R. Zerbi             | 8                         | 3º         |
| AISHA       | Buenos dias             | L. Cuccarini         | 7.5                       | 4º         |
| CRYTICAL    | Le mie parole sono armi | A. Pettinelli        | 6                         | 5º         |
| CALMA       | Routine                 | R. Zerbi             | 5                         | 6º         |
| GIO MONTANA | Sotto la pioggia        | A. Pettinelli        | 4                         | 7º         |

### Settimana 21

#### 20ª puntata
Ospiti: Elodie, Garrison Rochelle, Froz, Francesca Bernabini, Caterina Arzenton, Massimiliano Montefusco, Marco Montrone, Paoletta, Alex Britti
Gara di canto Cover con Elodie
In puntata viene chiesto ad Elodie di valutare gli allievi su delle cover, permettendo così di stilare una classifica. L'ultimo classificato è a rischio eliminazione. Gio Montana è esonerato per volere della sua professoressa A. Pettinelli, come comunicazione data nel day-time di giovedì 17 febbraio.
| Allievo/a | Esibizione               | Team di appartenenza | Esito                             | Esito              | Esito      |
| Allievo/a | Esibizione               | Team di appartenenza | Interno                           | Giudizio di Elodie | Classifica |
| --------- | ------------------------ | -------------------- | --------------------------------- | ------------------ | ---------- |
| AISHA     | The boy does nothing     | L. Cuccarini         | Continua la corsa verso il serale | 8.5                | 1º         |
| LDA       | Le tasche piene di sassi | R. Zerbi             | Continua la corsa verso il serale | 8.5                | 1º         |
| CRYTICAL  | Spacca cuore             | A. Pettinelli        | Continua la corsa verso il serale | 8                  | 2º         |
| LUIGI     | Streets of love          | R. Zerbi             | Continua la corsa verso il serale | 7                  | 3º         |
| CALMA     | Falco a metà             | R. Zerbi             | Proposta di eliminazione          | 6                  | 4º         |
| ALBE      | Vieni a vivere con me    | A. Pettinelli        | Proposta di eliminazione          | 6                  | 4º         |

Calma ed Albe, risultati ultimi in classifica, vengono sottoposti al giudizio dei propri professori di riferimento i quali, secondo il loro volere, potranno eliminarli o salvarli facendo proseguire la loro corsa al serale.
| Allievo | Team di appartenenza | Esito                             |
| ------- | -------------------- | --------------------------------- |
| CALMA   | R. Zerbi             | Continua la corsa verso il serale |
| ALBE    | A. Pettinelli        | Continua la corsa verso il serale |

A questo punto, la produzione offre agli insegnanti di canto la classifica generale ottenuta dalla somma delle classifiche dall'inizio fino alla puntata in corso. LDA e Luigi, per volere di Rudy Zerbi, continuano la propria corsa verso il serale.
| Allievo | Team di appartenenza | Posizione in classifica generale | Esito                             |
| ------- | -------------------- | -------------------------------- | --------------------------------- |
| LDA     | R. Zerbi             | 1º                               | Continua la corsa verso il serale |
| LUIGI   | R. Zerbi             | 1º                               | Continua la corsa verso il serale |

Gara di ballo La mia specialità con Garrison Rochelle, Froz, Francesca Bernabini e Caterina Arzenton
In puntata viene chiesto a quattro esperti di danza (Garrison Rochelle, Froz, Francesca Bernabini e Caterina Arzenton), di valutare gli allievi, permettendo così di stilare una classifica. L'ultimo classificato è a rischio eliminazione.
| Allievo/a | Esibizione              | Team di appartenenza | Voto degli esperti | Voto degli esperti | Voto degli esperti  | Voto degli esperti | Esito | Esito                             | Esito      |
| Allievo/a | Esibizione              | Team di appartenenza | Voto degli esperti | Voto degli esperti | Voto degli esperti  | Voto degli esperti | Media | Interno                           | Classifica |
| Allievo/a | Esibizione              | Team di appartenenza | Garrison Rochelle  | Froz               | Francesca Bernabini | Caterina Arzeton   | Media | Interno                           | Classifica |
| --------- | ----------------------- | -------------------- | ------------------ | ------------------ | ------------------- | ------------------ | ----- | --------------------------------- | ---------- |
| SERENA    | Scars to your beautiful | R. Todaro            | 8.5                | N.D.               | N.D.                | N.D.               | 8.4   | Continua la corsa verso il serale | 1º         |
| ALICE     | Mercy                   | V. Peparini          | 9.5                | N.D.               | N.D.                | N.D.               | 8.1   | Continua la corsa verso il serale | 2º         |
| JOHN ERIK | Over                    | V. Peparini          | N.D.               | 7                  | N.D.                | N.D.               | 7.9   | Continua la corsa verso il serale | 3°         |
| LEO       | La vida es un Carnival  | A. Celentano         | N.D.               | N.D.               | N.D.                | 8                  | 7.9   | Continua la corsa verso il serale | 3°         |
| CAROLA    | Nel blu dipinto di blu  | A. Celentano         | 6+                 | 7.5                | 9                   | 7                  | 7.4   | Continua la corsa verso il serale | 4°         |
| NUNZIO    | Svalutation             | R. Todaro            | N.D.               | N.D.               | N.D.                | 6.5                | 6.9   | Proposta di eliminazione          | 5º         |

Nunzio, risultato ultimo in classifica, viene sottoposto al giudizio del proprio professore di riferimento, il quale secondo il proprio volere, potrà eliminarlo o salvarlo facendogli proseguire la sua corsa al serale. Christian non si esibisce a causa di un infortunio ma continua comunque la sua corsa verso il serale.
| Allievo   | Team di appartenenza | Esito                             |
| --------- | -------------------- | --------------------------------- |
| NUNZIO    | R. Todaro            | Continua la corsa verso il serale |
| CHRISTIAN | R. Todaro            | Continua la corsa verso il serale |

A questo punto, la produzione offre agli insegnanti di ballo la classifica generale ottenuta dalla somma delle classifiche dall'inizio fino alla puntata in corso. John Erik e Leonardo, per volere rispettivamente di Veronica Peparini e Alessandra Celentano, continuano la sua corsa verso il serale.
| Allievo   | Esibizione       | Team di appartenenza | Posizione in classifica generale | Esito                             |
| --------- | ---------------- | -------------------- | -------------------------------- | --------------------------------- |
| JOHN ERIK | -                | V. Peparini          | 1º                               | Continua la corsa verso il serale |
| LEO       | Corazón espinado | A. Celentano         | 1º                               | Continua la corsa verso il serale |

Gara di canto sul brano Non avere paura con Adriano Pennino
In puntata viene chiesto ad Adriano Pennino di valutare gli allievi sul brano Non avere paura di Tommaso Paradiso in successione a staffetta, permettendo così di stilare una classifica. L'ultimo classificato è a rischio eliminazione. 
| Ordine di esibizione | Allievo/a | Esibizione      | Team di appartenenza | Esito                             | Esito      |
| Ordine di esibizione | Allievo/a | Esibizione      | Team di appartenenza | Interno                           | Classifica |
| -------------------- | --------- | --------------- | -------------------- | --------------------------------- | ---------- |
| 3                    | LUIGI     | Non avere paura | R. Zerbi             | Continua la corsa verso il serale | 1º         |
| 6                    | LDA       | Non avere paura | R. Zerbi             | Continua la corsa verso il serale | 1º         |
| 2                    | AISHA     | Non avere paura | L. Cuccarini         | Continua la corsa verso il serale | 1º         |
| 4                    | CALMA     | Non avere paura | R. Zerbi             | Continua la corsa verso il serale | 2º         |
| 5                    | ALBE      | Non avere paura | A. Pettinelli        | Continua la corsa verso il serale | 2º         |
| 1                    | CRYTICAL  | Non avere paura | A. Pettinelli        | Proposta di eliminazione          | 3º         |

Crytical, risultato ultimo in classifica, viene sottoposto al giudizio del proprio professore di riferimento, il quale secondo il proprio volere, potrà eliminarlo o salvarlo facendogli proseguire la sua corsa al serale. 
| Allievo  | Team di appartenenza | Esito                             |
| -------- | -------------------- | --------------------------------- |
| CRYTICAL | A. Pettinelli        | Continua la corsa verso il serale |

A questo punto, la produzione offre nuovamente agli insegnanti di canto la classifica generale ottenuta dalla somma delle classifiche dall'inizio fino alla puntata in corso. LDA e Luigi, per volere di Rudy Zerbi, continuano la propria corsa verso il serale.
| Allievo | Team di appartenenza | Posizione in classifica generale | Esito                             |
| ------- | -------------------- | -------------------------------- | --------------------------------- |
| LDA     | R. Zerbi             | 1º                               | Continua la corsa verso il serale |
| LUIGI   | R. Zerbi             | 1º                               | Continua la corsa verso il serale |

Accessi al serale
Si prosegue con delle prove di riconferma della felpa per la corsa al serale. 
| Allievo/a   | Esibizione                                | Team di appartenenza | Esito                             | Note     |
| ----------- | ----------------------------------------- | -------------------- | --------------------------------- | -------- |
| AISHA       | Luce (tramonti a nord-est)                | L. Cuccarini         | Continua la corsa verso il serale | -        |
| NUNZIO      | Beat it                                   | R. Todaro            | Continua la corsa verso il serale | -        |
| GIO MONTANA | Sotto la pioggia (inedito)                | A. Pettinelli        | Continua la corsa verso il serale | -        |
| CAROLA      | Blues in the night                        | A. Celentano         | Accede al serale                  | [ N 28 ] |
| ALEX        | Vita                                      | L. Cuccarini         | Già al serale                     | –        |
| MICHELE     | Variazione La Bayadère - V Atto (Allegro) | A. Celentano         | Già al serale                     | –        |
| SISSI       | Maniac                                    | L. Cuccarini         | Già al serale                     | –        |
| DARIO       | Mi fiderò                                 | V. Peparini          | Già al serale                     | –        |

Inoltre, sempre in puntata, LDA, Albe e Luigi presentano i loro nuovi inediti a Paoletta di Radio Italia, Massimiliano Montefusco di RDS e Marco Montrone di Radionorba.
| Allievo | Inedito           | Team di appartenenza | Esito                             | Note     |
| ------- | ----------------- | -------------------- | --------------------------------- | -------- |
| LDA     | Io volevo solo te | R. Zerbi             | Continua la corsa verso il serale | [ N 41 ] |
| ALBE    | Giravolte         | A. Pettinelli        | Continua la corsa verso il serale | [ N 41 ] |
| LUIGI   | Tondo             | R. Zerbi             | Continua la corsa verso il serale | [ N 41 ] |

#### Day-time
Classifica Chi merita Il Serale?
Nel day-time di martedì 22 febbraio viene chiesto agli allievi di dare un voto da 6 a 10 ai rispettivi compagni, non ancora al serale. Da queste votazioni vengono stilate e distinte due classifiche (una fatta dagli allievi già al serale, e una fatta da quelli ancora in corsa). Da queste classifiche vengono prese in considerazione le prime 9 posizioni, che andrebbero a comporre il numero di allievi totali che secondo la produzione dovrebbero andare al serale (per un totale di 14 posti, che però come spiegato in puntata potrebbero essere aumentati, sotto richiesta degli insegnanti). Le due classifiche verranno successivamente mixate con le precedenti, per riformulare la nuova classifica generale complessiva.
| Allievo/a   | Esito                                  | Esito                                  | Esito                                         | Esito                                         |
| Allievo/a   | Classifica degli allievi già al serale | Classifica degli allievi già al serale | Classifica degli allievi non ancora al serale | Classifica degli allievi non ancora al serale |
| Allievo/a   | Media                                  | Posizione                              | Media                                         | Posizione                                     |
| ----------- | -------------------------------------- | -------------------------------------- | --------------------------------------------- | --------------------------------------------- |
| AISHA       | 8.04                                   | 7°                                     | 7.75                                          | 10°                                           |
| ALBE        | 7.78                                   | 8°                                     | 8.26                                          | 7°                                            |
| ALICE       | 7.68                                   | 9°                                     | 7.83                                          | 8°                                            |
| CALMA       | 6.94                                   | 12°                                    | 7.24                                          | 12°                                           |
| CHRISTIAN   | 8.06                                   | 6°                                     | 8.68                                          | 3°                                            |
| CRYTICAL    | 8.10                                   | 5°                                     | 8.27                                          | 6°                                            |
| GIO MONTANA | 6.18                                   | 13°                                    | 6.80                                          | 13°                                           |
| JOHN ERIK   | 8.54                                   | 4°                                     | 8.46                                          | 5°                                            |
| LDA         | 8.86                                   | 2°                                     | 8.88                                          | 2°                                            |
| LEO         | 7.28                                   | 10°                                    | 7.76                                          | 9°                                            |
| LUIGI       | 9.34                                   | 1°                                     | 8.98                                          | 1°                                            |
| NUNZIO      | 6.98                                   | 11°                                    | 7.63                                          | 11°                                           |
| SERENA      | 8.72                                   | 3°                                     | 8.52                                          | 4°                                            |

Sfida interna immediata ad eliminazione diretta
Nei day-time di giovedì 24 e venerdì 25 febbraio sette allievi (nello specifico Calma, LDA, Aisha, Crytical, Nunzio, Christian e Leonardo) vengono sottoposti per provvedimento disciplinare ad una sfida interna immediata, con eliminazione diretta. Vengono quindi stilate due classifiche, da due giudici esterni, Charlie Rapino (per il canto) e Marcello Sacchetta (per il ballo), che porteranno gli ultimi classificati di entrambe le categorie ad abbandonare la scuola.
| Allievo/a | Esibizione             | Team di appartenenza | Esito                             | Esito      |
| Allievo/a | Esibizione             | Team di appartenenza | Interno                           | Classifica |
| --------- | ---------------------- | -------------------- | --------------------------------- | ---------- |
| AISHA     | Don't watch me cry     | L. Cuccarini         | Continua la corsa verso il serale | 1º         |
| LDA       | Buongiorno vita        | R. Zerbi             | Continua la corsa verso il serale | 1º         |
| CRYTICAL  | Un giorno in più       | A. Pettinelli        | Continua la corsa verso il serale | 2º         |
| CALMA     | Rimmel                 | R. Zerbi             | Continua la corsa verso il serale | 3º         |
| Allievo   | Esibizione             | Team di appartenenza | Esito                             | Esito      |
| Allievo   | Esibizione             | Team di appartenenza | Interno                           | Classifica |
| LEONARDO  | La vida es un Carnival | A. Celentano         | Continua la corsa verso il serale | 1º         |
| CHRISTIAN | That's what I like     | R. Todaro            | Continua la corsa verso il serale | 2º         |
| NUNZIO    | Svalutation            | R. Todaro            | Continua la corsa verso il serale | 2º         |

Dopo aver annunciato le classifiche, gli allievi eliminati (Christian, Calma e Nunzio) vengono convocati da Alessandra Celentano e Rudy Zerbi, i quali avvertono i tre allievi che non sono eliminati e che la sfida interna non ha alcun valore, se non quello di spronarli nello studio durante la settimana. Quindi i tre possono continuare la propria corsa al serale.

### Settimana 22

#### 21ª puntata
Ospiti: Ryan Tedder, Il Volo, Emanuel Lo, Massimiliano Sodini, Gabriele Rossi, Enrico Brignano, Federica Gentile, Clarissa Martinelli, Beppe Cuva
Gara di canto Cover  con Il Volo
In puntata viene chiesto al trio Il Volo di valutare gli allievi su delle cover, permettendo così di stilare una classifica. L'ultimo classificato è a rischio eliminazione.
| Allievo/a   | Esibizione             | Team di appartenenza | Esito                             | Esito               | Esito      |
| Allievo/a   | Esibizione             | Team di appartenenza | Interno                           | Giudizio de Il Volo | Classifica |
| ----------- | ---------------------- | -------------------- | --------------------------------- | ------------------- | ---------- |
| AISHA       | A change is gonna come | L. Cuccarini         | Continua la corsa verso il serale | 8.2                 | 1°         |
| LUIGI       | The power of love      | R. Zerbi             | Continua la corsa verso il serale | 7.7                 | 2°         |
| LDA         | Baila (sexy thing)     | R. Zerbi             | Continua la corsa verso il serale | 7.7                 | 2°         |
| ALBE        | Let her go             | A. Pettinelli        | Continua la corsa verso il serale | 7.5                 | 3°         |
| GIO MONTANA | È sempre bello         | A. Pettinelli        | Continua la corsa verso il serale | 6.2                 | 4°         |
| CALMA       | Parole in circolo      | R. Zerbi             | Proposta di eliminazione          | 6.1                 | 5°         |

Calma, risultato ultimo in classifica, viene sottoposto al giudizio del proprio professore di riferimento R. Zerbi, il quale secondo il proprio volere, potrà eliminarlo o salvarlo facendogli proseguire la sua corsa al serale. Crytical è assente in studio, ma continua comunque la sua corsa verso il serale.
| Allievo  | Team di appartenenza | Esito                             |
| -------- | -------------------- | --------------------------------- |
| CALMA    | R. Zerbi             | Continua la corsa verso il serale |
| CRYTICAL | A. Pettinelli        | Continua la corsa verso il serale |

Gara di ballo La mia specialità con Emanuel Lo, Massimiliano Sodini e Gabriele Rossi
In puntata viene chiesto a tre esperti di danza (Emanuel Lo, Massimiliano Sodini e Gabriele Rossi) di valutare gli allievi, permettendo così di stilare una classifica. L'ultimo classificato è a rischio eliminazione.
| Allievo/a | Esibizione                | Team di appartenenza | Esito | Esito                             | Esito      |
| Allievo/a | Esibizione                | Team di appartenenza | Media | Interno                           | Classifica |
| --------- | ------------------------- | -------------------- | ----- | --------------------------------- | ---------- |
| SERENA    | Cuéntame                  | R. Todaro            | 7.5   | Continua la corsa verso il serale | 1º         |
| JOHN ERIK | Mi manchi                 | V. Peparini          | 7.5   | Continua la corsa verso il serale | 1º         |
| LEO       | Oye como va               | A. Celentano         | 7.3   | Continua la corsa verso il serale | 2°         |
| CHRISTIAN | Beggin'                   | R. Todaro            | 7.2   | Continua la corsa verso il serale | 3°         |
| ALICE     | Hype                      | V. Peparini          | 6.8   | Continua la corsa verso il serale | 4º         |
| NUNZIO    | Pasodobles Toreros Medley | R. Todaro            | 6.3   | Proposta di eliminazione          | 5°         |

Nunzio, risultato ultimo in classifica, viene sottoposto al giudizio del propria professore di riferimento, il quale secondo il proprio volere, potrà eliminarlo o salvarlo facendogli proseguire la sua corsa al serale. 
| Allievo | Esibizione | Team di appartenenza | Esito                             |
| ------- | ---------- | -------------------- | --------------------------------- |
| NUNZIO  | Papaoutai  | R. Todaro            | Continua la corsa verso il serale |

A questo punto, la produzione offre agli insegnanti di ballo la classifica generale ottenuta dalla somma delle classifiche dall'inizio fino alla puntata in corso. John Erik, per volere di V. Peparini, accede al serale.
| Allievo   | Team di appartenenza | Posizione in classifica generale | Esito            |
| --------- | -------------------- | -------------------------------- | ---------------- |
| JOHN ERIK | V. Peparini          | 1º                               | Accede al serale |

Gara di canto sul brano Una vita in vacanza con Adriano Pennino
In puntata viene chiesto ad Adriano Pennino di valutare gli allievi sul brano Una vita in vacanza di Lo Stato Sociale in successione a staffetta, permettendo così di stilare una classifica. L'ultimo classificato è a rischio eliminazione. 
| Ordine di esibizione | Allievo/a   | Esibizione          | Team di appartenenza | Esito                             | Esito      |
| Ordine di esibizione | Allievo/a   | Esibizione          | Team di appartenenza | Interno                           | Classifica |
| -------------------- | ----------- | ------------------- | -------------------- | --------------------------------- | ---------- |
| 5                    | LUIGI       | Una vita in vacanza | R. Zerbi             | Continua la corsa verso il serale | 1º         |
| 4                    | LDA         | Una vita in vacanza | R. Zerbi             | Continua la corsa verso il serale | 1º         |
| 6                    | AISHA       | Una vita in vacanza | L. Cuccarini         | Continua la corsa verso il serale | 1º         |
| 3                    | ALBE        | Una vita in vacanza | A. Pettinelli        | Continua la corsa verso il serale | 2º         |
| 2                    | CALMA       | Una vita in vacanza | R. Zerbi             | Continua la corsa verso il serale | 3º         |
| 1                    | GIO MONTANA | Una vita in vacanza | A. Pettinelli        | Proposta di eliminazione          | 4º         |

Gio Montana, risultato ultimo in classifica, viene sottoposto al giudizio del proprio professore di riferimento, il quale secondo il proprio volere, potrà eliminarlo o salvarlo facendogli proseguire la sua corsa al serale.
| Allievo     | Esibizione                 | Team di appartenenza | Esito                             | Note              |
| ----------- | -------------------------- | -------------------- | --------------------------------- | ----------------- |
| GIO MONTANA | Sotto la pioggia (inedito) | A. Pettinelli        | Continua la corsa verso il serale | [ N 41 ] [ N 67 ] |

A questo punto, la produzione offre nuovamente agli insegnanti di canto la classifica generale ottenuta dalla somma delle classifiche dall'inizio fino alla puntata in corso. LDA e Luigi, arrivati primi in entrambe le classifiche generali, per volere di Rudy Zerbi continuano la propria corsa verso il serale.
| Allievo | Team di appartenenza | Posizione in classifica generale | Esito                             |
| ------- | -------------------- | -------------------------------- | --------------------------------- |
| LDA     | R. Zerbi             | 1º                               | Continua la corsa verso il serale |
| LUIGI   | R. Zerbi             | 1º                               | Continua la corsa verso il serale |

Accessi al serale
Si prosegue poi con alcune riconferme delle felpe per la corsa verso il serale.
| Allievo/a | Esibizione                | Team di appartenenza | Esito                             | Note |
| --------- | ------------------------- | -------------------- | --------------------------------- | ---- |
| LUIGI     | Tondo (inedito)           | R. Zerbi             | Continua la corsa verso il serale | –    |
| MICHELE   | Take me to church         | A. Celentano         | Già al serale                     | –    |
| CHRISTIAN | Il ballo delle incertezze | R. Todaro            | Continua la corsa verso il serale | –    |
| AISHA     | Chain of fools            | L. Cuccarini         | Accede al serale                  | –    |
| SERENA    | Alejandro                 | R. Todaro            | Accede al serale                  | –    |
| ALBE      | Giravolte (inedito)       | A. Pettinelli        | Accede al serale                  | –    |

Inoltre, sempre in puntata, Aisha e Calma presentano i loro nuovi inediti a Federica Gentile di Radio Zeta, Clarissa Martinelli di Radio Bruno e e a Beppe Cuva di Radio Subasio.
| Allievo/a | Inedito     | Team di appartenenza | Esito                             | Note              |
| --------- | ----------- | -------------------- | --------------------------------- | ----------------- |
| AISHA     | Buenos dias | L. Cuccarini         | Già al serale                     | [ N 41 ] [ N 28 ] |
| CALMA     | Routine     | R. Zerbi             | Continua la corsa verso il serale | [ N 41 ]          |

#### Day-time
Nel day-time di mercoledì 2 marzo, Gio Montana viene eliminato da Anna Pettinelli. Nello stesso giorno Rudy Zerbi decide di dargli una possibilità, assegnandogli un banco e facendolo entrare nel suo team, permettendogli così di rimanere nella scuola.
| Allievo     | Team di appartenenza | Esito          | Nuovo team di appartenenza |
| ----------- | -------------------- | -------------- | -------------------------- |
| GIO MONTANA | A. Pettinelli        | Cambio di team | R. Zerbi                   |

### Settimana 23

#### 22ª puntata
Ospiti: Cristiano Malgioglio, Kledi, Little Phil, Luana Fanni, Peppe Vessicchio, Alan Palmieri, Pippo Pelo, Silvia Notargiacomo, Stephane Jarny, Cristian Lo Presti, Michele Bravi, Giulia Bevilacqua
Gara di canto Cover con Cristiano Malgioglio
In puntata viene chiesto a Cristiano Malgioglio di valutare gli allievi su delle cover, permettendo così di stilare una classifica. 
| Allievo     | Esibizione                 | Team di appartenenza | Esito                            | Esito      |
| Allievo     | Esibizione                 | Team di appartenenza | Giudizio di Cristiano Malgioglio | Classifica |
| ----------- | -------------------------- | -------------------- | -------------------------------- | ---------- |
| GIO MONTANA | Superclassico              | R. Zerbi             | 9                                | 1°         |
| LUIGI       | Povero cuore               | R. Zerbi             | 8.5                              | 2°         |
| CRYTICAL    | Nessuno vuole essere Robin | A. Pettinelli        | 8+                               | 3°         |
| LDA         | Prima di andare via        | R. Zerbi             | 7.5                              | 4°         |
| CALMA       | Arsenico                   | R. Zerbi             | 7-                               | 5°         |

A questo punto, la produzione offre agli insegnanti di canto la classifica generale ottenuta dalla somma delle classifiche dall'inizio fino alla puntata in corso. Luigi, per volere di R. Zerbi, passa al serale.
| Allievo | Esibizione                                                                     | Team di appartenenza | Posizione in classifica generale | Esito            |
| ------- | ------------------------------------------------------------------------------ | -------------------- | -------------------------------- | ---------------- |
| LUIGI   | Medley Solsbury Hill / In alto mare / La valigia dell’attore / Tondo (inedito) | R. Zerbi             | 1º                               | Accede al serale |

Gara di ballo La mia specialità con Kledi, Little Phil e Luana Fanni
In puntata viene chiesto a tre esperti di danza (Kledi, Little Phil e Luana Fanni) di valutare gli allievi, permettendo così di stilare una classifica. 
| Allievo/a | Esibizione         | Team di appartenenza | Esito | Esito      |
| Allievo/a | Esibizione         | Team di appartenenza | Media | Classifica |
| --------- | ------------------ | -------------------- | ----- | ---------- |
| ALICE     | Arcade             | V. Peparini          | 7.8   | 1º         |
| CHRISTIAN | That's what I like | R. Todaro            | 7.7   | 2º         |
| LEO       | Hit the Road Jack  | A. Celentano         | 7.6   | 3°         |
| NUNZIO    | Sax                | R. Todaro            | 7     | 4º         |

A questo punto, la produzione offre agli insegnanti di ballo la classifica generale ottenuta dalla somma delle classifiche dall'inizio fino alla puntata in corso. Leonardo, per volere di A. Celentano, passa al serale.
| Allievo | Esibizione    | Team di appartenenza | Posizione in classifica generale | Esito            |
| ------- | ------------- | -------------------- | -------------------------------- | ---------------- |
| LEO     | Hola señorita | A. Celentano         | 1º                               | Accede al serale |

Gara di canto sul brano 50 Special con Beppe Vessicchio
In puntata viene chiesto a Beppe Vessicchio di valutare gli allievi sul brano 50 Special dei Lùnapop in successione a staffetta, permettendo così di stilare una classifica. 
| Ordine di esibizione | Allievo     | Esibizione | Team di appartenenza | Esito in classifica |
| -------------------- | ----------- | ---------- | -------------------- | ------------------- |
| 2                    | LDA         | 50 Special | R. Zerbi             | 1º                  |
| 3                    | CALMA       | 50 Special | R. Zerbi             | 2º                  |
| 4                    | GIO MONTANA | 50 Special | R. Zerbi             | 3º                  |
| 1                    | CRYTICAL    | 50 Special | A. Pettinelli        | 4º                  |

A questo punto, la produzione offre nuovamente agli insegnanti di canto la nuova classifica generale ottenuta dalla somma delle classifiche dall'inizio fino alla puntata in corso. LDA, per volere di R. Zerbi, passa al serale
| Allievo | Esibizione                                             | Team di appartenenza | Posizione in classifica generale | Esito            |
| ------- | ------------------------------------------------------ | -------------------- | -------------------------------- | ---------------- |
| LDA     | Mash up Perdere l'amore / Quello che fa male (inedito) | R. Zerbi             | 1º                               | Accede al serale |

Accessi al serale
A questo punto, sono i ragazzi a designare per maggioranza Christian come candidato da sottoporre alla commissione. Christian, per volere di R. Todaro, passa al serale.
| Allievo   | Esibizione | Team di appartenenza | Esito            |
| --------- | ---------- | -------------------- | ---------------- |
| CHRISTIAN | Closer     | R. Todaro            | Accede al serale |

A questo punto, la produzione unisce tutte le classifiche di canto e ballo e le sottopone alla commissione. Alice, per volere di V. Peparini, passa al serale.
| Allieva | Esibizione | Team di appartenenza | Posizione in classifica generale | Esito            |
| ------- | ---------- | -------------------- | -------------------------------- | ---------------- |
| ALICE   | Mon Soleil | V. Peparini          | 1º                               | Accede al serale |

Sempre in puntata, Sissi e Crytical presentano i loro nuovi inediti a Alan Palmieri di Radionorba, Silvia Notargiacomo di R101 e Pippo Pelo di Radio Kiss Kiss.
| Allievo/a | Inedito                 | Team di appartenenza | Esito                             | Note     |
| --------- | ----------------------- | -------------------- | --------------------------------- | -------- |
| SISSI     | Danshari                | L. Cuccarini         | Già al serale                     | [ N 41 ] |
| CRYTICAL  | Le mie parole sono armi | A. Pettinelli        | Continua la corsa verso il serale | [ N 41 ] |

Si prosegue infine con l’assegnazione definitiva delle felpe per il serale.
| Allievo/a | Esibizione | Team di appartenenza | Esito            | Note     |
| --------- | ---------- | -------------------- | ---------------- | -------- |
| CAROLA    | My love    | A. Celentano         | Già al serale    | –        |
| ALEX      | Fever      | L. Cuccarini         | Già al serale    | [ N 28 ] |
| SERENA    | Mine       | R. Todaro            | Già al serale    | –        |
| NUNZIO    | Felino     | R. Todaro            | Accede al serale | –        |

#### Day-time
Nel day-time di lunedì 7 marzo si conclude l’assegnazione definitiva delle felpe per il serale.
| Allievo     | Esibizione                                  | Team di appartenenza | Esito            | Note     |
| ----------- | ------------------------------------------- | -------------------- | ---------------- | -------- |
| CRYTICAL    | The Monster                                 | A. Pettinelli        | Accede al serale | –        |
| GIO MONTANA | Sono un bravo ragazzo un po’ fuori di testa | R. Zerbi             | Accede al serale | –        |
| GIO MONTANA | Fiori di Chernobyl                          | R. Zerbi             | Accede al serale | [ N 33 ] |
| CALMA       | Facetime (inedito)                          | R. Zerbi             | Accede al serale | [ N 41 ] |

## Tabellone riassuntivo dei compiti settimanali assegnati
Legenda:
     Il compito viene accettato e svolto in puntata.
     Il compito viene assegnato dal/dalla proprio/a professore/ssa di riferimento e svolto in puntata.
     Il/La professore/ssa non assegna compiti durante la settimana.
     Il compito non viene più svolto in quanto l'allievo/a coinvolto/a è stato/a eliminato/a.

### Ballo
| BALLO     | BALLO                                             | BALLO                                             | BALLO               | BALLO                   |
| Settimane | A. Celentano                                      | A. Celentano                                      | R. Todaro           | V. Peparini             |
| --------- | ------------------------------------------------- | ------------------------------------------------- | ------------------- | ----------------------- |
| 1         | Non assegna compiti                               | Non assegna compiti                               | Non assegna compiti | Non assegna compiti     |
| 2         | Non assegna compiti                               | Non assegna compiti                               | Non assegna compiti | Non assegna compiti     |
| 3         | Non assegna compiti                               | Non assegna compiti                               | Non assegna compiti | Non assegna compiti     |
| 4         | Non assegna compiti                               | Non assegna compiti                               | Non assegna compiti | Non assegna compiti     |
| 5         | SERENA Il corvo                                   | DARIO Cry me a river                              | Non assegna compiti | Non assegna compiti     |
| 6         | Non assegna compiti                               | Non assegna compiti                               | Non assegna compiti | Non assegna compiti     |
| 7         | Non assegna compiti                               | Non assegna compiti                               | Non assegna compiti | Non assegna compiti     |
| 8         | DARIO Variazione Don Quixote - III Atto (Basilio) | DARIO Variazione Don Quixote - III Atto (Basilio) | Non assegna compiti | Non assegna compiti     |
| 9         | CAROLA Everybody's got to learn sometime          | CAROLA Everybody's got to learn sometime          | Non assegna compiti | Non assegna compiti     |
| 10        | SERENA Potevi fare di più                         | SERENA Potevi fare di più                         | Non assegna compiti | CAROLA Careless whisper |
| 11        | SERENA Cheek to cheek                             | SERENA Cheek to cheek                             | Non assegna compiti | Non assegna compiti     |
| 12        | Non assegna compiti                               | Non assegna compiti                               | Non assegna compiti | Non assegna compiti     |
| 13        | DARIO Sweet dreams                                | DARIO Sweet dreams                                | Non assegna compiti | Non assegna compiti     |
| 14        | SERENA Anything goes                              | SERENA Anything goes                              | Non assegna compiti | Non assegna compiti     |
| 15        | SERENA Havana                                     | CHRISTIAN Love the way you lie                    | Non assegna compiti | Non assegna compiti     |
| 16        | SERENA Crazy love                                 | SERENA Crazy love                                 | Non assegna compiti | Non assegna compiti     |
| 17        | SERENA                                            | SERENA                                            | Non assegna compiti | Non assegna compiti     |
| 18        | SERENA                                            | SERENA                                            | Non assegna compiti | Non assegna compiti     |
| 19        | CHRISTIAN Svalutation                             | CHRISTIAN Svalutation                             | Non assegna compiti | Non assegna compiti     |
| 20        | Non assegna compiti                               | Non assegna compiti                               | Non assegna compiti | Non assegna compiti     |
| 21        | Non assegna compiti                               | Non assegna compiti                               | Non assegna compiti | Non assegna compiti     |
| 22        | Non assegna compiti                               | Non assegna compiti                               | Non assegna compiti | Non assegna compiti     |
| 23        | Non assegna compiti                               | Non assegna compiti                               | Non assegna compiti | Non assegna compiti     |
| Totale    | 13                                                | 13                                                | 0                   | 1                       |

### Canto
| CANTO     | CANTO                          | CANTO                                           | CANTO                    | CANTO                      |
| Settimane | R. Zerbi                       | R. Zerbi                                        | L. Cuccarini             | A. Pettinelli              |
| --------- | ------------------------------ | ----------------------------------------------- | ------------------------ | -------------------------- |
| 1         | Non assegna compiti            | Non assegna compiti                             | Non assegna compiti      | INDER La lista della spesa |
| 2         | Non assegna compiti            | Non assegna compiti                             | Non assegna compiti      | INDER Pazzeska             |
| 3         | Non assegna compiti            | Non assegna compiti                             | Non assegna compiti      | Non assegna compiti        |
| 4         | Non assegna compiti            | Non assegna compiti                             | Non assegna compiti      | Non assegna compiti        |
| 5         | Non assegna compiti            | Non assegna compiti                             | Non assegna compiti      | Non assegna compiti        |
| 6         | LDA L'amore che non c'è        | ALEX Medley Cu'mme / Con il nastro rosa / Bella | Non assegna compiti      | ALBE Cuore matto           |
| 7         | Non assegna compiti            | Non assegna compiti                             | Non assegna compiti      | Non assegna compiti        |
| 8         | Non assegna compiti            | Non assegna compiti                             | Non assegna compiti      | Non assegna compiti        |
| 9         | Non assegna compiti            | Non assegna compiti                             | Non assegna compiti      | Non assegna compiti        |
| 10        | Non assegna compiti            | Non assegna compiti                             | Non assegna compiti      | Non assegna compiti        |
| 11        | LDA It's oh so quiet           | LDA It's oh so quiet                            | Non assegna compiti      | Non assegna compiti        |
| 12        | Non assegna compiti            | Non assegna compiti                             | Non assegna compiti      | Non assegna compiti        |
| 13        | Non assegna compiti            | Non assegna compiti                             | Non assegna compiti      | Non assegna compiti        |
| 14        | Non assegna compiti            | Non assegna compiti                             | AISHA Could you be loved | Non assegna compiti        |
| 15        | Non assegna compiti            | Non assegna compiti                             | SISSI Brava              | Non assegna compiti        |
| 16        | Non assegna compiti            | Non assegna compiti                             | Non assegna compiti      | Non assegna compiti        |
| 17        | SISSI La cura                  | SISSI La cura                                   | Non assegna compiti      | Non assegna compiti        |
| 18        | Non assegna compiti            | Non assegna compiti                             | Non assegna compiti      | Non assegna compiti        |
| 19        | Non assegna compiti            | Non assegna compiti                             | Non assegna compiti      | Non assegna compiti        |
| 20        | Non assegna compiti            | Non assegna compiti                             | Non assegna compiti      | Non assegna compiti        |
| 21        | Non assegna compiti            | Non assegna compiti                             | Non assegna compiti      | Non assegna compiti        |
| 22        | Non assegna compiti            | Non assegna compiti                             | Non assegna compiti      | Non assegna compiti        |
| 23        | GIO MONTANA Fiori di Chernobyl | GIO MONTANA Fiori di Chernobyl                  | Non assegna compiti      | Non assegna compiti        |
| Totale    | 5                              | 5                                               | 2                        | 3                          |

## Squadre del serale
Durante la puntata del day-time di venerdì 11 marzo e nella puntata speciale di domenica 13 marzo, si formano le tre squadre del serale che saranno così suddivise:
| SQUADRA ZERBI-CELENTANO             | SQUADRA ZERBI-CELENTANO             |                        | SQUADRA CUCCARINI-TODARO              | SQUADRA CUCCARINI-TODARO              |              | SQUADRA PETTINELLI-PEPARINI           | SQUADRA PETTINELLI-PEPARINI           |
| Professori                          | Professori                          | Professori             | Professori                            | Professori                            | Professori   | Professori                            | Professori                            |
| ----------------------------------- | ----------------------------------- | ---------------------- | ------------------------------------- | ------------------------------------- | ------------ | ------------------------------------- | ------------------------------------- |
| - Rudy Zerbi - Alessandra Celentano | - Rudy Zerbi - Alessandra Celentano |                        | - Lorella Cuccarini - Raimondo Todaro | - Lorella Cuccarini - Raimondo Todaro |              | - Anna Pettinelli - Veronica Peparini | - Anna Pettinelli - Veronica Peparini |
| Concorrenti                         |                                     |                        |                                       |                                       |              |                                       |                                       |
| Nome                                | Disciplina                          |                        | Nome                                  | Disciplina                            |              | Nome                                  | Disciplina                            |
| Luigi Strangis                      | cantautorato                        | Serena Carella         | ballo                                 | Albe (Alberto La Malfa)               | cantautorato |                                       |                                       |
| Michele Esposito                    | classico                            | Alex (Alessandro Rina) | cantautorato                          | Dario Schirone                        | ballo        |                                       |                                       |
| LDA (Luca D’Alessio)                | cantautorato                        | Sissi (Silvia Cesana)  | cantautorato                          | Crytical (Francesco Paone)            | rap          |                                       |                                       |
| Carola Puddu                        | classico                            | Nunzio Stancampiano    | latino                                | John Erik De La Cruz                  | hip-hop      |                                       |                                       |
| Leo (Leonardo Lini)                 | latino                              | Aisha Maryam Samb      | cantautorato                          | Alice Del Frate                       | ballo        |                                       |                                       |
| Calma (Marco Barbieri)              | cantautorato                        | Christian Stefanelli   | hip-hop                               |                                       |              |                                       |                                       |
| Gio Montana (Giovanni Niro)         | cantautorato                        |                        |                                       |                                       |              |                                       |                                       |

## Gara inediti Radio

### Gara inediti RTL 102.5
A partire dalla puntata di domenica 16 gennaio 2022 comincia una gara inediti sul portale di Radio Zeta, suddivisa in tre sfide, più una finale, che permetterà all'allievo risultante vincitore, di vedere trasmettere su RTL 102.5 il proprio inedito.
 L'allievo ottiene la preferenza degli ascoltatori

 L'allievo non ottiene la preferenza degli ascoltatori

 L'allievo ottiene la preferenza degli ascoltatori e vince la sfida finale

| Sfida        | Allievi  | Inedito         | Preferenza ascoltatori Radio Zeta |
| ------------ | -------- | --------------- | --------------------------------- |
| 1            | ALEX     | Accade          |                                   |
| 1            | CRYTICAL | Casa mia        |                                   |
| 1            | AISHA    | Bad vibes       |                                   |
| 1            | REA      | Cadono          |                                   |
|              |          |                 |                                   |
| 2            | LUIGI    | Partirò da zero |                                   |
| 2            | ALBE     | Prima di te     |                                   |
|              |          |                 |                                   |
| 3            | LDA      | Scusa           |                                   |
| 3            | SISSI    | Stupidi lovers  |                                   |
|              |          |                 |                                   |
| Sfida Finale | LDA      | Scusa           |                                   |
| Sfida Finale | ALEX     | Accade          |                                   |
| Sfida Finale | LUIGI    | Partirò da zero |                                   |
|              |          |                 |                                   |

## Speciale - A Natale con i tuoi... Amici
Dal 25 dicembre 2021 è disponibile, sulla piattaforma Witty TV, uno speciale natalizio condotto dai ragazzi di Amici 21, dove gli stessi, in assenza dei professori, si esibiscono a turno da soli o con altri compagni, in esibizioni di ballo e canto, tenendo così in compagnia il pubblico durante le vacanze natalizie. Christian, Crytical e Mattia sono assenti per motivi di salute. 
| Allievi   | Allievi   | Allievi   | Allievi   | Esibizioni                                  |
| --------- | --------- | --------- | --------- | ------------------------------------------- |
| LDA       | LUIGI     | SERENA    | DARIO     | Changes                                     |
| SISSI     | SISSI     | CAROLA    | CRISTIANO | Bohemian Rhapsody                           |
| LUIGI     | LUIGI     | ALEX      | ALEX      | Medley Fix you / Viva la vida               |
| SERENA    | SERENA    | SERENA    | SERENA    | Vertigine                                   |
| ALBE      | ALBE      | DARIO     | DARIO     | Prima di te (inedito)                       |
| AISHA     | AISHA     | AISHA     | AISHA     | Man down                                    |
| ALEX      | ALEX      | ALEX      | ALEX      | Ammirare tutto (inedito)                    |
| DARIO     | DARIO     | DARIO     | DARIO     | Perso nel buio                              |
| LUIGI     | LUIGI     | LUIGI     | LUIGI     | Muro (inedito)                              |
| CRISTIANO | CRISTIANO | CRISTIANO | CRISTIANO | Variazione Les bourgeois                    |
| LDA       | LDA       | LDA       | LDA       | Scusa (inedito)                             |
| COSMARY   | COSMARY   | COSMARY   | COSMARY   | Senza parole                                |
| SISSI     | SISSI     | ALEX      | LUIGI     | Best part                                   |
| ELENA     | ELENA     | NICOL     | NICOL     | People help the people                      |
| SERENA    | SERENA    | CAROLA    | CAROLA    | Cheek to cheek                              |
| ELENA     | ELENA     | COSMARY   | COSMARY   | Blu Part II                                 |
| REA       | REA       | SISSI     | LDA       | Creep                                       |
| SISSI     | SISSI     | LUIGI     | LUIGI     | Come, come (inedito)                        |
| NICOL     | NICOL     | CAROLA    | CAROLA    | Nome (inedito)                              |
| CRISTIANO | CRISTIANO | CRISTIANO | CRISTIANO | Numb                                        |
| ALBE      | ALBE      | ALBE      | ALBE      | Medley Last Christmas / Millevoci (inedito) |
| AISHA     | AISHA     | AISHA     | AISHA     | Bad vibes (inedito)                         |
| CAROLA    | CAROLA    | CAROLA    | CAROLA    | Variazione Le Corsaire - III atto (Medora)  |
| ELENA     | ELENA     | ELENA     | ELENA     | Il diario degli errori                      |
| REA       | REA       | REA       | REA       | Controsenso (inedito)                       |

## Inediti e certificazioni

### Inediti
| Allievo/a   | Inedito                 | Pubblicazione    | Produttore             | Produttore             |
| ----------- | ----------------------- | ---------------- | ---------------------- | ---------------------- |
| ALEX        | Sogni al cielo          | 4 ottobre 2021   | Katoo                  | Katoo                  |
| TOMMASO     | Solo per paura          | 4 ottobre 2021   | Michele Canova Iorfida | Michele Canova Iorfida |
| NICOL       | Onde                    | 4 ottobre 2021   | Zef                    | Zef                    |
| ALBE        | Millevoci               | 11 ottobre 2021  | Tom Beaver             | Tom Beaver             |
| LUIGI       | Vivo                    | 11 ottobre 2021  | Brail                  | Brail                  |
| REA         | Avrei solo voluto       | 11 ottobre 2021  | Mr. Monkey             | Mr. Monkey             |
| LDA         | Quello che fa male      | 11 ottobre 2021  | D.Whale                | D.Whale                |
| LDA         | Sai                     | 8 novembre 2021  | D.Whale                | D.Whale                |
| ALEX        | Tra silenzi (Roma)      | 8 novembre 2021  | Katoo                  | Katoo                  |
| NICOL       | Spotify                 | 8 novembre 2021  | Katoo                  | Katoo                  |
| LUIGI       | Muro                    | 8 novembre 2021  | Michele Canova Iorfida | Michele Canova Iorfida |
| TOMMASO     | Catene                  | 8 novembre 2021  | Michele Canova Iorfida | Michele Canova Iorfida |
| ALBE        | Così bello              | 8 novembre 2021  | Zef                    | Zef                    |
| REA         | Sotto la pelle          | 8 novembre 2021  | Zef                    | Zef                    |
| SISSI       | Come, come              | 8 novembre 2021  | Riccardo Scirè         | Adel Al Kassem         |
| ALE         | 2 minuti                | 8 novembre 2021  | B-CROMA                | B-CROMA                |
| SIMONE      | Da ricchi noi           | 8 novembre 2021  | Bias                   | Bias                   |
| LDA         | Scusa                   | 6 dicembre 2021  | D.Whale                | D.Whale                |
| NICOL       | Nome                    | 6 dicembre 2021  | Riccardo Scirè         | Bias                   |
| LUIGI       | Partirò da zero         | 6 dicembre 2021  | Michele Canova Iorfida | Michele Canova Iorfida |
| AISHA       | Bad vibes               | 13 dicembre 2021 | ITACA                  | ITACA                  |
| ALEX        | Ammirare tutto          | 13 dicembre 2021 | Katoo                  | Katoo                  |
| REA         | Controsenso             | 13 dicembre 2021 | Mr. Monkey             | Mr. Monkey             |
| SISSI       | Stupidi lovers          | 20 dicembre 2021 | D.Whale                | D.Whale                |
| ALBE        | Prima di te             | 20 dicembre 2021 | Steve Tarta            | Steve Tarta            |
| CRYTICAL    | Casa mia                | 10 gennaio 2022  | Tom Beaver             | Tom Beaver             |
| ALEX        | Accade                  | 17 gennaio 2022  | Katoo                  | Katoo                  |
| REA         | Cadono                  | 17 gennaio 2022  | Frenetik & Orang3      | Frenetik & Orang3      |
| LDA         | Io volevo solo te       | 21 febbraio 2022 | Michele Canova Iorfida | Michele Canova Iorfida |
| ALBE        | Giravolte               | 21 febbraio 2022 | Steve Tarta            | Steve Tarta            |
| LUIGI       | Tondo                   | 21 febbraio 2022 | Katoo                  | Katoo                  |
| AISHA       | Buenos dias             | 28 febbraio 2022 | ITACA                  | ITACA                  |
| CALMA       | Routine                 | 28 febbraio 2022 | Cesare Chiodo          | Cesare Chiodo          |
| GIO MONTANA | Sotto la pioggia        | 28 febbraio 2022 | Atlas Diable           | Atlas Diable           |
| SISSI       | Danshari                | 7 marzo 2022     | Riccardo Scirè         | Riccardo Scirè         |
| CRYTICAL    | Le mie parole sono armi | 7 marzo 2022     | Tom Beaver             | Tom Beaver             |
| LDA         | Bandana                 | 25 aprile 2022   | Zef                    | Zef                    |
| LUIGI       | Tienimi stanotte        | 30 aprile 2022   | Luigi Strangis         | Gabriele Cannarozzo    |
| ALEX        | Senza chiedere permesso | 30 aprile 2022   | Katoo                  | Katoo                  |
| SISSI       | Dove sei                | 30 aprile 2022   | Riccardo Scirè         | Riccardo Scirè         |
| ALBE        | Karma                   | 30 aprile 2022   | Tom Beaver             | Tom Beaver             |
| ALEX        | Non siamo soli          | 16 maggio 2022   | 21CO                   | 21CO                   |
| SISSI       | Scendi                  | 16 maggio 2022   | Takagi & Ketra         | Takagi & Ketra         |

### Certificazioni
| Artista | Singolo            | Certificazione FIMI | Certificazione FIMI |
| Artista | Singolo            | Data                | Tipo di disco       |
| ------- | ------------------ | ------------------- | ------------------- |
| LDA     | Quello che fa male | 3 gennaio 2022      | Platino             |
| LDA     | Quello che fa male | 6 dicembre 2021     | Oro                 |
| LUIGI   | Tienimi stanotte   | 5 marzo 2024        | Platino             |
| LUIGI   | Tienimi stanotte   | 8 agosto 2022       | Oro                 |
| ALBE    | Millevoci          | 27 dicembre 2021    | Oro                 |
| ALEX    | Sogni al cielo     | 19 aprile 2022      | Oro                 |
| LDA     | Bandana            | 12 settembre 2022   | Oro                 |
| SISSI   | Come, come         | 28 agosto 2023      | Oro                 |
| LUIGI   | Muro               | 18 settembre 2023   | Oro                 |
| Artista | EP                 | Certificazione FIMI | Certificazione FIMI |
| Artista | EP                 | Data                | Tipo di disco       |
| LUIGI   | Strangis           | 2 settembre 2022    | Oro                 |
| ALEX    | Non siamo soli     | 30 gennaio 2023     | Oro                 |

## Curiosità
Alcuni concorrenti sono più o meno noti al pubblico, ad esempio:
- Ale (Alessandra Ciccariello) (Portici, 13 settembre 2003). Nel 2020 ha partecipato alla quattordicesima edizione di X Factor, venendo eliminata al Last Call.
- Cosmary Fasanelli (Brindisi, 26 agosto 2000). Nel 2019 ha partecipato a Miss Italia ottenendo la fascia di Miss Cinema. Ha inoltre partecipato come ballerina a vari programmi televisivi come X Factor, Tu si que vales, Da Grande, Battiti Live e per di più aveva tentato di entrare ad Amici nella diciottesima edizione, senza però riuscirci. Ha partecipato ai due video musicali di Karaoke e di Mambo salentino dei Boomdabash e Alessandra Amoroso. Nel 2022 ha preso il posto della mora Giulia Pelagatti come velina mora a Striscia la notizia.
- Dario Schirone (Lizzano, 17 gennaio 2004). Nel 2019 ha partecipato al video musicale di Mambo salentino dei Boomdabash e Alessandra Amoroso.
- Elena Manuele (San Gregorio di Catania, 24 settembre 2002). Nel 2018 ha vinto la prima edizione di Sanremo Young.
- Elisabetta Ivankovich (Faenza, 2 ottobre 1999). Nel 2020 ha partecipato alla ventesima edizione di Amici nel team di Arisa.
- John Erik De La Cruz (Roma, 4 giugno 1996). Nel 2019 ha tentato di partecipare nella diciannovesima edizione, venendo scartato in favore di Federico Pietrucci e Talisa Ravagnani, per poi diventare professionista nella fase serale nell'edizione successiva.
- LDA (Napoli, 27 marzo 2003). Il cantautore è il figlio di Gigi D'Alessio.
- Leonardo Lini (Bassano del Grappa, 8 luglio 1998). È il fratello minore dell'ex ballerina professionista del programma e di Ballando con le stelle Giada Lini. Nel 2018 ha tentato di partecipare nella diciottesima edizione, venendo scartato.
- Michele Esposito (Teverola, 9 settembre 1999). Nel 2017 ha vinto al Grand Prix de Lausanne la Medaglia d'oro con la prima borsa di studio, il Premio come Miglior Interprete nel Contemporaneo e il Premio come Miglior Danzatore Svizzero.
- Sissi (Silvia Cesana) (Merone, 21 febbraio 1999). Nel 2019 ha partecipato alla tredicesima edizione di X Factor, ed è stata eliminata agli Home Visit. Ha partecipato a Sanremo Giovani 2020, venendo eliminata nella terza semifinale.

## Ascolti

### Pomeridiano
| Puntata                 | Messa in onda     | Telespettatori | Share  | Fonte  |
| ----------------------- | ----------------- | -------------- | ------ | ------ |
| 1                       | 19 settembre 2021 | 2 782 000      | 19,53% | [ 3 ]  |
| 2                       | 26 settembre 2021 | 2 467 000      | 16,50% | [ 4 ]  |
| 3                       | 3 ottobre 2021    | 2 756 000      | 19,12% | [ 5 ]  |
| 4                       | 11 ottobre 2021   | 2 602 000      | 22,81% | [ 6 ]  |
| 5                       | 17 ottobre 2021   | 2 466 000      | 17,74% | [ 7 ]  |
| 6                       | 24 ottobre 2021   | 2 964 000      | 19,90% | [ 8 ]  |
| 7                       | 31 ottobre 2021   | 2 966 000      | 20,24% | [ 9 ]  |
| 8                       | 7 novembre 2021   | 2 982 000      | 19,23% | [ 10 ] |
| 9                       | 14 novembre 2021  | 3 169 000      | 19,10% | [ 11 ] |
| 10                      | 21 novembre 2021  | 3 116 000      | 19,68% | [ 12 ] |
| 11                      | 28 novembre 2021  | 3 196 000      | 19,54% | [ 13 ] |
| 12                      | 5 dicembre 2021   | 3 242 000      | 20,12% | [ 14 ] |
| 13                      | 12 dicembre 2021  | 3 106 000      | 18,31% | [ 15 ] |
| 14                      | 19 dicembre 2021  | 3 070 000      | 20,02% | [ 16 ] |
| 15                      | 9 gennaio 2022    | 3 257 000      | 17,86% | [ 17 ] |
| 16                      | 16 gennaio 2022   | 3 258 000      | 19,40% | [ 18 ] |
| 17                      | 23 gennaio 2022   | 3 511 000      | 20,67% | [ 19 ] |
| 18                      | 6 febbraio 2022   | 2 559 000      | 14,89% | [ 20 ] |
| 19                      | 13 febbraio 2022  | 3 148 000      | 20,03% | [ 21 ] |
| 20                      | 20 febbraio 2022  | 3 117 000      | 20,54% | [ 22 ] |
| 21                      | 27 febbraio 2022  | 3 440 000      | 21,21% | [ 23 ] |
| 22                      | 6 marzo 2022      | 3 199 000      | 19,87% | [ 24 ] |
| Media                   | Media             | 3 017 000      | 19,38% |        |
| Amici Speciale          | 30 gennaio 2022   | 2 493 000      | 15,06% | [ 25 ] |
| Amici - Verso Il Serale | 13 marzo 2022     | 2 592 000      | 16,21% | [ 26 ] |

- Nota: L'edizione, con una media del 19,38%, risulta essere la meno vista (in termini di share) della storia del Pomeridiano (fase iniziale) di Amici di Maria De Filippi.
- Nota: La premiere, sia in termini di telespettatori (2 782 000) che di share (19,53%), risulta essere la meno vista della storia del Pomeridiano (fase iniziale) di Amici di Maria De Filippi.